# Albidona
Albidona (IPA: [albiˈdona]) è un comune italiano di 1 062 abitanti della provincia di Cosenza in Calabria.
Si trova nell'alto Ionio Cosentino e faceva parte, fino alla sua soppressione, della comunità montana Alto Ionio, della quale era il terzo comune sia per estensione che per popolazione.
Secondo fonti antiche, Albidona sorge nei pressi delle rovine dell'antica città magno-greca Leutarnia, fondata dall'indovino Calcante, esule della guerra di Troia.
Le sue origini storiche risalgono almeno all'XI secolo: fra i suoi primi feudatari figura anche il poeta Ruggiero d'Amico, giustiziere e poi cospiratore di Federico II di Svevia ed esponente della scuola poetica siciliana; fra gli ultimi, compare Ottavio Mormile, ministro degli esteri di Gioacchino Murat.
Il comune è centro di notevole interesse geologico, legato principalmente agli studi sulla formazione del flysch di Albidona, una conformazione che si estende lungo tutto il territorio di confine tra Calabria e Basilicata.
Inoltre, gode di modesta rilevanza gastronomica, legata soprattutto al salame crudo di Albidona, inserito nella lista dei prodotti agroalimentari tradizionali italiani della regione Calabria.
Il comune ospita uno dei primi monumenti ai caduti di tutte le guerre eretti in Calabria (1966).
Dal 2019 fa parte della rete Borghi Autentici d'Italia.

## Geografia fisica
Albidona è un piccolo centro montano posto a 810 m s.l.m., tra l'Alto Ionio Cosentino e il massiccio del Pollino, quasi ai confini della Lucania.

### Territorio

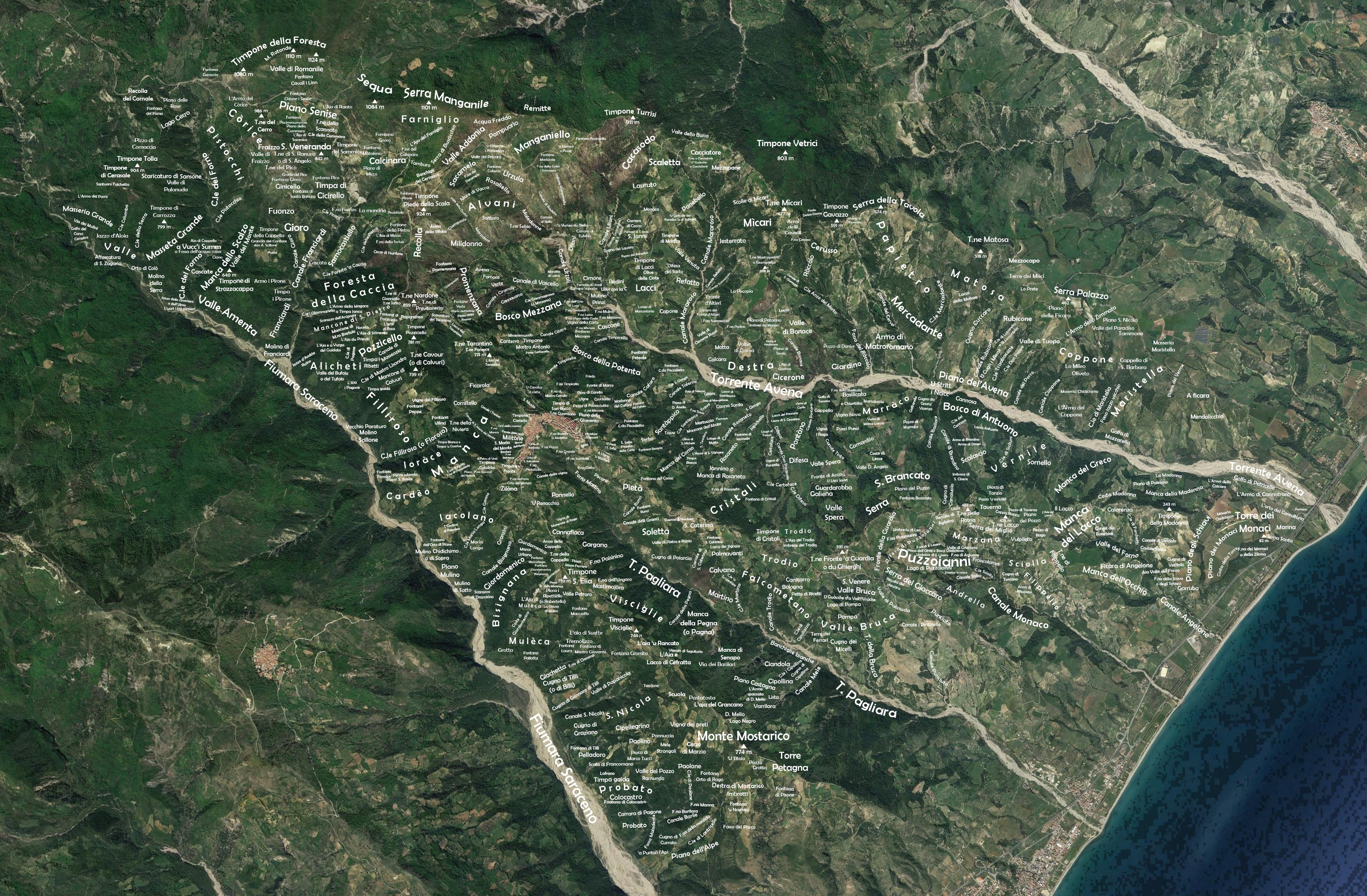
Il territorio di Albidona visto dall'alto.

Il territorio di Albidona è uno dei più vasti dell'Alto Ionio Cosentino, preceduto nel comprensorio soltanto dai comuni di Oriolo e Cerchiara di Calabria. Si estende costituendo una forma triangolare, i cui lati sono collocati, nella parte sud-occidentale, lungo il corso del torrente Saraceno (costituendo il confine con il comune di Plataci); nella parte settentrionale, lungo il crinale montuoso di Serra Manganile (che costituisce il confine con i comuni di Alessandria del Carretto, Oriolo, Castroregio ed Amendolara); nella parte sud-orientale, lungo la linea di confine con il comune di Trebisacce, prettamente collinare e pianeggiante, fino a raggiungere la Marina (con un breve tratto di spiaggia con pineta, lungo circa 170 metri).
Il centro abitato sorge su tre monti (timpòni) attigui: il Timpone Castello, il Timpone Fronte e il Timpone Guardiano. Questa posizione gli consente di avere una singolare forma a mezza luna, con il centro storico rivolto verso sud-est e il quartiere nuovo (Piano Giumenta) rivolto verso sud-ovest. Il territorio (64,67 km²) si estende dal mare all'alta montagna (Timpone della Foresta - 1124 m), da dove si possono raggiungere percorrendo per pochi chilometri la strada provinciale Albidona-Alessandria del Carretto, il Monte Sparviere (1713 m) e i confini orientali del Parco nazionale del Pollino.
Infatti, tra i comuni dell'Alto Ionio che hanno una porzione di costa nel loro territorio, Albidona ha il territorio con maggiore escursione altimetrica (1124 m).
Il territorio albidonese confina con i comuni di Alessandria del Carretto (nord-ovest), Oriolo, Castroregio (nord), Amendolara (nord-est), Trebisacce (sud-est) e Plataci (sud-ovest).
L'altitudine media del territorio è di circa 477 m s.l.m.

#### Classificazione sismica
Classificazione sismica: zona 2 (sismicità medio-alta)

#### Storia geologica del territorio

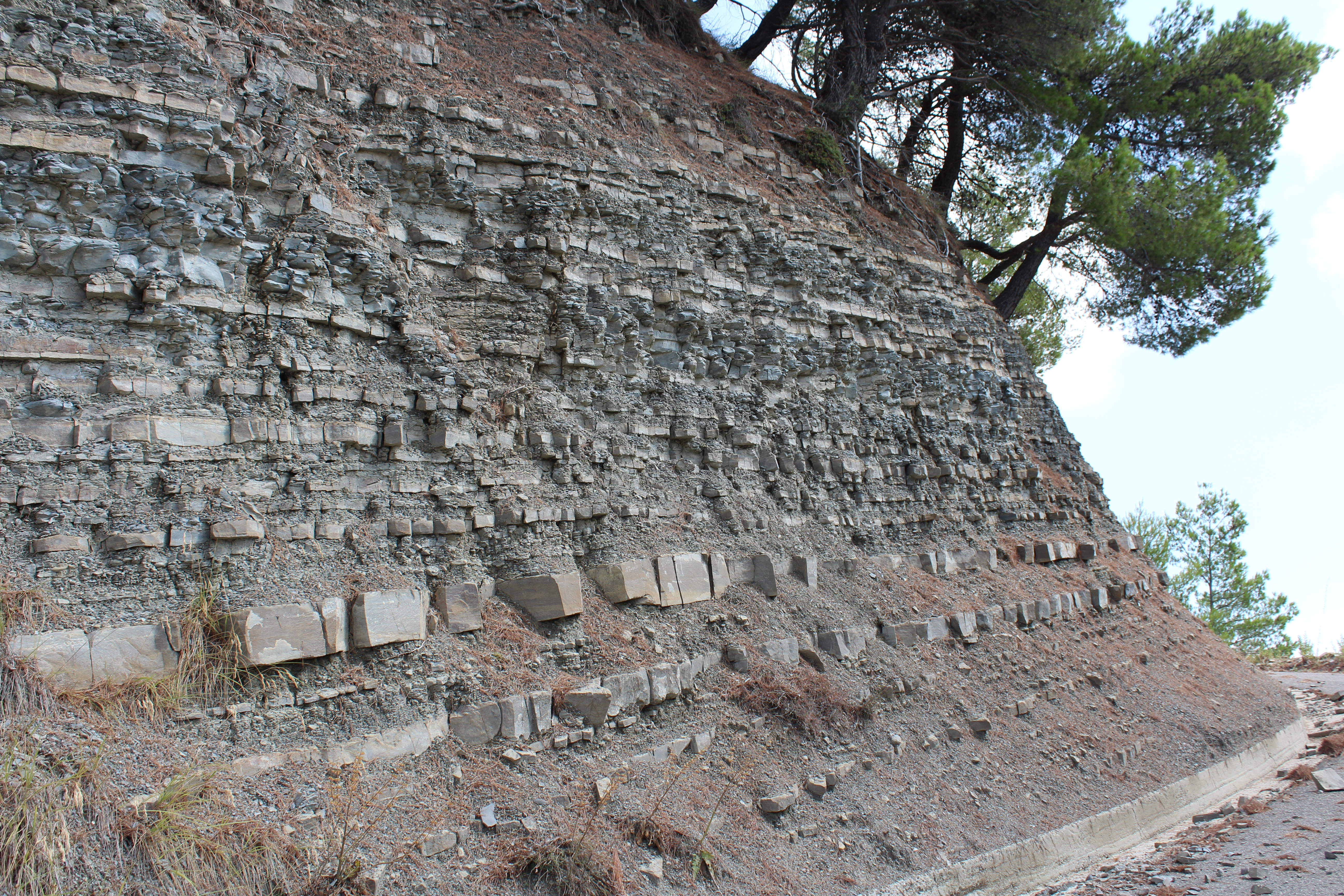
Il flysch di Albidona

La struttura geologica del territorio albidonese è stata da sempre oggetto di interesse per numerosi studiosi, soprattutto per quanto riguarda la successione sedimentaria del flysch di Albidona, una formazione geologica molto vasta, che si diparte dalla faglia di Trebisacce sul mar Ionio, fino a raggiungere l'area nord-occidentale del massiccio del Pollino, nei pressi di Moliterno (alta valle dell'Agri) e del Monte Centaurino, affiorando in modo nettamente più cospicuo nel territorio di Albidona. Si tratta di un'alternanza di colore grigio-oliva di peliti spesso siltose e di psammiti a composizione di subgrovacche, che raggiunge anche i 2200-2300 m di spessore.
Il flysch è rappresentato in quasi tutto il territorio albidonese, ma le aree in cui si rende più evidente sono quelle collinari e montane, e in particolare lungo le dorsali della Serra del Manganile e i dirupi lungo i quali scorrono i più importanti canali, in particolare il canale del Forno e il canale Franciardi, che presentano una conformazione a gola, sormontata da pareti rocciose in cui ben si evidenziano soprattutto tali complessi sedimentari.

#### Orografia
Il territorio di Albidona presenta per la sua vastità svariati ambienti naturali (pianura, collina e montagna) e quindi un variegato numero di specie faunistiche e floreali. Il territorio è principalmente collinare nella parte che va dai confini con Trebisacce (dal monte Mostarico) a pochi chilometri dal centro abitato, dove si riscontrano i primi ambienti di bassa montagna, mentre la parte che va dal centro abitato ai confini con Alessandria del Carretto è completamente montano, ad eccezione dei pendii posti lungo il letto della fiumara Avena e della fiumara Saraceno.
Le principali cime montuose, dette in dialetto albidonese "timpùni", sono:
- Timpone della Foresta (1124 m)
- Serra del Manganile o Timpone del Manganillo (1101 m)
- Timpone del Cerro (986 m)
- Timpone Piede della Scala (924 m)
- Timpone Turrisi (911 m)
- Timpone Tolla (904 m)
- Timpone Nardone (859 m)
- Timpone di Santa Ranura (842 m)
- Timpone di Carrozza (799 m)
- Timpone Pozzicello (781 m)
- Monte Mostarico (774 m)
- Timpone Tarantino (771 m)
- Timpone Visciglie (744 m)
- Timpone Cavour (739 m)
- Timpone Sant'Elia (739 m)

#### Idrografia

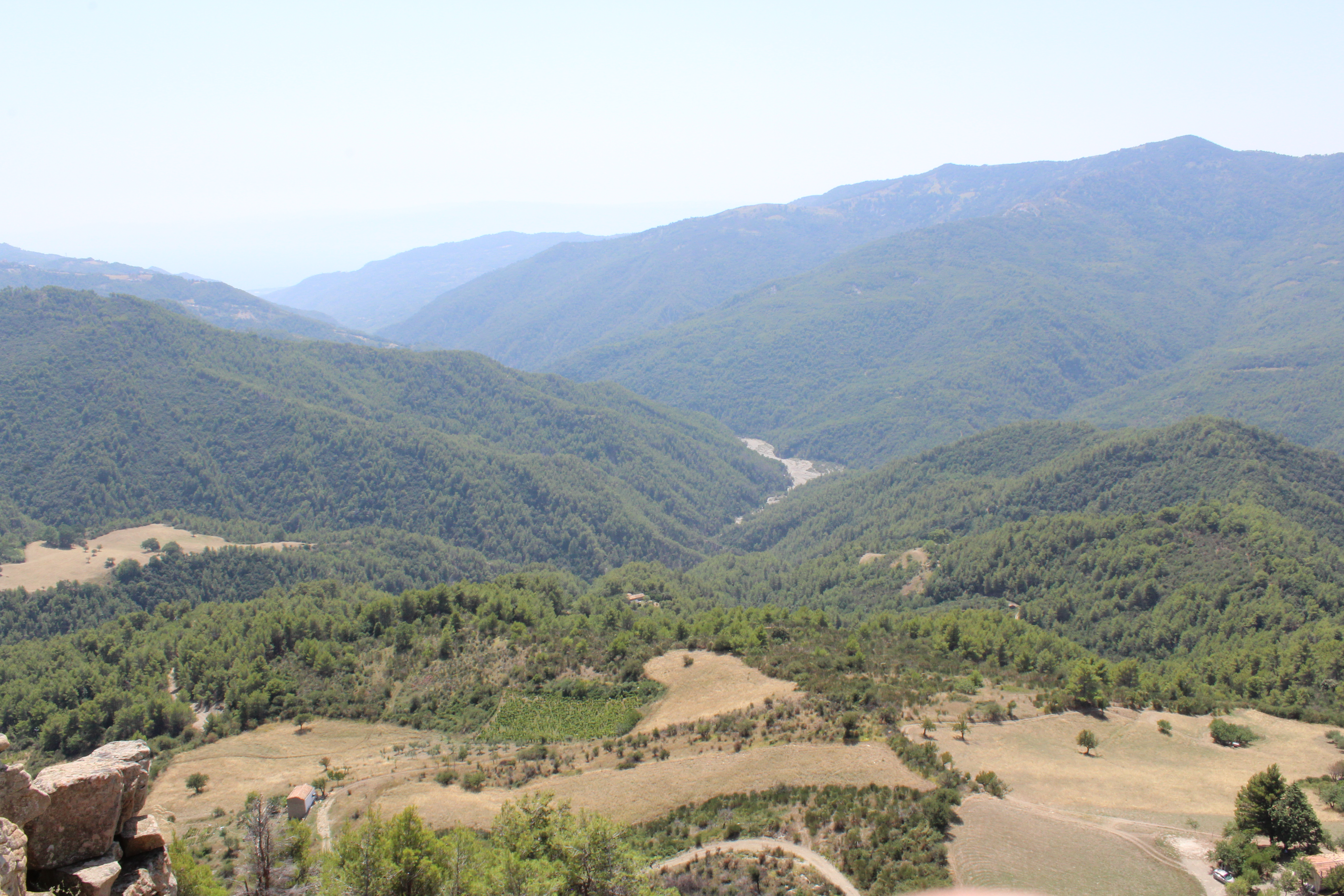
Vista sulla valle del torrente Saraceno da Santa Veneranda: in primo piano, gli altopiani di Gioro e Fuonzo; in secondo piano, la Foresta della Caccia, il canale Franciardi, il Mancone dello Scalzo e la Valle Amenta.

Il territorio di Albidona è molto ricco di corsi d'acqua; questo è testimoniato anche dalla presenza di diversi pozzi e fontane, usate una volta anche a scopo irriguo, e ruderi di antichi mulini ad acqua, in particolare nell'area montana del territorio (Piano Senise e Serre di Tagliamano). Si riscontrano tre principali torrenti e due canali con sbocco sul mare:
- Fiumara Saraceno: è il corso d'acqua più lungo del territorio albidonese (24 km[15]); la sua sorgente si trova tra i monti del Gruppo dello Sparviere, mentre il letto della fiumara si estende per una parte del territorio di Alessandria del Carretto, continua delimitando il confine tra Albidona e Plataci e sbocca tra Villapiana e Trebisacce con una foce a delta larga circa 3 km, coperta da una ricca vegetazione di macchia mediterranea e Pini d'Aleppo. Il toponimo Saraceno potrebbe ricordare le incursioni dei pirati saraceni oppure derivare da sarahac (redundavit = "è davvero ridondante")[16], in riferimento alle sue abbondanti piene, soprattutto evidenti in quei punti del suo tortuoso percorso in cui il letto si stringe maggiormente.  Lungo il suo corso, fra Alessandria e Trebisacce, le sue acque azionavano cinque mulini e irrigavano anche i Giardini di Trebisacce.[17] È una delle Zone speciali di conservazione (ZSC) della rete Natura 2000, approvata dalla Commissione europea.[18][19][20]
- Fiumara Avena: nasce nel Bosco Mezzàna, fra il canale degli Alvani e la Timpa di Valle Addonia, continua lungo il versante orientale del territorio con un corso di circa 15 km, fino a raggiungere la foce tra Amendolara e la Torre di Albidona[17]. Il nome Avena è probabilmente legato alla "vena", il nome dialettale, con il quale si indicava la "sorgente", ma anche la "biada", poiché i terreni posti lungo il letto del torrente sono alquanto ricchi di cereali, come la biada. In passato potrebbe essere anche stato conosciuto come fiume Albidona o Alvidona.[21]  In alcune carte topografiche compare anche come Acqua della Vena, definendone anche il legame con il "Vortice di Alba domna" e il culto di Leucotea.[22] È una delle Zone speciali di conservazione (ZSC) della rete Natura 2000, approvata dalla Commissione europea.[19][20][23]
- Fiumara Pagliara: è un corso d'acqua abbastanza breve (circa 11 km), che nasce nei pressi dell'abitato, sotto il cimitero, e scorre lungo la valle delimitata dal Monte S. Elia, il Monte Mostarico e i bassorilievi di Rosaneto, Puzzoianni e il pianoro in territorio di Trebisacce, dove il corso d'acqua sfocia. Il toponimo potrebbe derivare da "pagliaro" o "pagliaio".[17]  In prossimità della foce è sorta un'area urbana, che ha preso il nome di Rione Pagliara, appartenente ai confini urbani di Trebisacce.
- Canale Monaco: si diparte dall'altopiano di Puzzoianni e sfocia poco più a nord-est dell'abitato di Trebisacce.
- Canale Angelone: nasce nella Manca del Lacco, scorre nella Valle del Forno, fino a sfociare in territorio di Trebisacce fra le località Roveto e Piano della Torre.

### Clima
A 12 km dal mare e a 18 km dall'alta montagna, la sua posizione geografica permette di avere un clima mite. Data la considerevole escursione altimetrica del territorio (da 0 a 1124 m s.l.m.), le differenze di temperatura si registrano intorno ai 6-8 gradi.
| Mese                  | Mesi         | Mesi        | Mesi         | Mesi        | Mesi        | Mesi        | Mesi        | Mesi        | Mesi        | Mesi        | Mesi        | Mesi        | Stagioni | Stagioni | Stagioni | Stagioni | Anno  |
| Mese                  | Gen          | Feb         | Mar          | Apr         | Mag         | Giu         | Lug         | Ago         | Set         | Ott         | Nov         | Dic         | Inv      | Pri      | Est      | Aut      | Anno  |
| --------------------- | ------------ | ----------- | ------------ | ----------- | ----------- | ----------- | ----------- | ----------- | ----------- | ----------- | ----------- | ----------- | -------- | -------- | -------- | -------- | ----- |
| T. max. media (°C)    | 13,4         | 14,5        | 16,9         | 20,4        | 25,6        | 30,1        | 31,4        | 34,2        | 27,5        | 22,8        | 20,4        | 14,5        | 14,1     | 21,0     | 31,9     | 23,6     | 22,6  |
| T. media (°C)         | 5,3          | 5,6         | 7,7          | 10,3        | 15,5        | 19,7        | 23,1        | 22,9        | 17,4        | 14,2        | 9,8         | 6,3         | 5,7      | 11,2     | 21,9     | 13,8     | 13,2  |
| T. min. media (°C)    | −2,9         | −2,3        | −2,0         | 1,6         | 6,6         | 10,3        | 14,0        | 14,4        | 10,4        | 6,3         | 1,4         | −1,3        | −2,2     | 2,1      | 12,9     | 6,0      | 4,7   |
| T. max. assoluta (°C) | 18,5 (2007)  | 19,0 (2010) | 25,9 (2001)  | 23,8 (1999) | 31,0 (1994) | 35,6 (2007) | 38,8 (2007) | 36,5 (2000) | 31,8 (1994) | 29,8 (1991) | 26,0 (2009) | 22,0 (2009) | 22,0     | 31,0     | 38,8     | 31,8     | 38,8  |
| T. min. assoluta (°C) | −10,7 (1993) | −5,9 (2004) | −10,3 (1993) | −3,5 (2003) | 2,0 (2009)  | 7,6 (2005)  | 11,5 (1991) | 10,5 (1995) | 5,8 (2008)  | −0,1 (2007) | −2,5 (1998) | −5,7 (2007) | −10,7    | −10,3    | 7,6      | −2,5     | −10,7 |
| Precipitazioni (mm)   | 118,2        | 77,2        | 80,8         | 53,4        | 48,2        | 29,6        | 17,7        | 24,9        | 50,2        | 86,3        | 109,5       | 125,0       | 320,4    | 182,4    | 72,2     | 246,0    | 821,0 |
| Giorni di pioggia     | 9            | 7           | 7            | 7           | 6           | 4           | 2           | 3           | 5           | 7           | 8           | 9           | 25       | 20       | 9        | 20       | 74    |

- Classificazione climatica: zona E, 2418 GG

## Origini del nome
Secondo il Barrio, Albidona esisteva sin dall'anno 1000 d.C., ma lo storico non precisa in che modo Leutarnia sia mutata prima in Levitonia, poi in Alvidonia e quindi in Albidona.
Probabilmente, il termine Albidona o Alvidonia deriva dall'ebraico "להבה פחות", che significa "fiamma inferiore", per distinguerla dalla "fiamma superiore", corrispondente al Piano Senise (località posta a circa 1000 m s.l.m., a metà strada tra Albidona e Alessandria del Carretto). Il termine "Senise" dovrebbe derivare da Sin-es (che in ebraico significa "fango di fuoco": infatti, attestandosi a ciò, si potrebbe pensare all'esistenza di un antico vulcano spento nel territorio di Albidona.

Il nome del paese potrebbe derivare anche dalla sua posizione geografica, posta su tre colli (i tre timpùni: Cuastièll, Frontë, Guïrdijànë) rivolti verso il mare (e quindi verso il sole che sorge), interpretando il termine "Albidona" come "...che dona l'alba".
Infine, il toponimo potrebbe derivare da "alba domna" (cioè "signora bianca"), che a sua volta deriverebbe dal mito di Leucotea (che in greco significa "dea bianca").

## Storia

### Origini leggendarie
Secondo una leggenda, il paese sarebbe stato fondato da un gruppo di profughi guidati dall'indovino Calcante che, ritornando dalla guerra di Troia, approdò sulle coste della Calabria citeriore, dove morì. 
Le origini di Albidona sono legate all'antica città magno-greca Leutarnia, di cui parlarono Licofrone e Strabone, ma la convergenza topografica tra i due centri non è attestata da alcuna fonte storica. Alcuni storici calabresi del XVII e XVIII secolo, Gabriele Barrio e Giovanni Fiore, ipotizzarono che Albidona sorgesse sulle rovine della mitica Leutarnia. In tempi successivi ne hanno parlato anche Giuseppe Antonini, l'abate Romanelli, l'autore inglese Cramer, Nicola Coscia e Gustavo Valente, rifacendosi alle fonti greche.
(Gabriele Barrio, De antiquitate et situ Calabriae)

### Origini storiche
Dal punto di vista documentale, le più antiche notizie storiche legate al territorio risalgono all'epoca mediolatina. Il più antico documento che cita il nome di Albidona è rappresentato dalla pergamena n. 3 contenuta nel Tabulario della Chiesa di Santa Maria Maddalena di Valle Josafat, a Messina. 
In tale documento si riferisce che tale Gudelmo di Medania conferì nell'agosto del 1099 a un tale Gudelmo di Barcellona, egumeno del monastero di S. Maria di Stelegrosso, "un diploma d'immunità nei confronti di ogni esercizio degli agenti di dominio pubblico del territorio di Albidona", cioè una sorta di privilegio verso il possedimento dello stesso monastero.
Tali informazioni sono inoltre citate in altre fonti letterarie: negli Annali Istituto "Alcide Cervi" di Giardina (1997), Guglielmo (o Gudelmo) di Medania, definito "signore di Albidona (prov. di Cosenza)", viene descritto come uno dei baroni che circondarono il principe di Capua. Tuttavia, si sa poco di tale famiglia e non si conosce a chi sia rivolto nello specifico questo riferimento nei citati documenti, in quanto non si riscontra altra fonte che citi questo nome. 
La pergamena del 1099 confermerebbe l'esistenza nell'XI secolo sia di Albidona che del Monastero di S. Maria di Stelegrosso, detto di Cafiro,  che potrebbe essere la Madonna del Cafaro, la cui esistenza è testimoniata storicamente in modo certo a partire dal 1326. Il legame dell'abbazia di Santa Maria del Cafaro con l'ordine di Santa Maria di Valle Josaphat è testimoniato anche da alcune ricerche, secondo cui sarebbe appartenuta già dal 1113 all'ordine di Santa Maria di Valle Josaphat, grazie al dono effettuato da parte di Ruggero di Puglia e Calabria, futuro re di Sicilia, insieme alle chiese di San Lorenzo e San Teodoro, nella Diocesi di Cassano, e probabilmente una domus ospedaliera e un templare in territorio di Castrovillari.
Oltre al riferimento a Gudelmo come "signore di Albidono", si cita anche la cosiddetta "Arcontia di Albidono", facendo quindi riferimento esplicito a una "unità bizantina amministrativa e militare con grandi prerogative di governo locale". Questo sembra riferibile ad Albidona, in quanto unità amministrativa bizantina a carattere feudale.
Altri due documenti redatti in greco, risalenti rispettivamente al 1106 e al 1110, citano invece quella che da altre fonti è indicata come abbazia di Santa Veneranda (situata anticamente nel Piano Senise). Fra queste si trova un atto notarile, dove si riporta il baratto tra alcuni monaci del monastero di Sant'Angelo di Battipede (Nicodemo, Antonio e Pancrazio) e un tale Andrea Spezzanite, che abitava nel territorio di Cerchiara. Tuttavia, in questi documenti non si fa mai alcun riferimento ad Albidona.
Nello stesso testo del Trinchera, il nome di Albidona è citato anche in altri due documenti successivi:
- il primo, conservato nell'Archivio di Stato di Napoli, è risalente al 1117. Esso cita Albidona, nella descrizione dei luoghi contenuta in un atto di donazione da parte di Guglielmo de Grantemanil al monastero di Cava de' Tirreni;
- il secondo, conservato nell'archivio dell'abbazia di Cava de' Tirreni, è risalente al 1202. Esso riporta la vendita di un vigneto collocato in località Canna Flaca, in agro di Albidona, da parte di Giovanni Barbuzzone al cognato Goffredo Ferrari. L'atto è stato redatto dal notaio Phanuelis della "civitatis Albidonae".

### Periodo feudale

#### I d'Amico
Nel periodo feudale angioino, Albidona, insieme ad altri feudi del comprensorio, appartenne alla famiglia d'Amico (anche conosciuta come De Amicis).
Primo fra questi fu un importante personaggio del tempo: Ruggero d'Amico, che fu prima giustiziere di Federico II di Svevia ed esponente della Scuola poetica siciliana, fra i precursori pertanto della lingua italiana, poi tra i promotori della storica congiura di Capaccio contro lo stesso Federico II, che gli costò l'esilio e la morte in prigione..
In seguito il papa Innocenzo IV iniziò a restituire (in un periodo lungo 18 anni) al figlio Corrado d'Amico i feudi confiscati precedentemente: il baronato di Cerchiara (con i casali di S. Antonio e Plataco) e i feudi di Casalnuovo, Albidona (con i casali di S. Elia e Piano degli Schiavi), un feudo in Oriolo (con il casale Galato) e un altro in Cosenza, detto di Subirito. I suoi eredi vissero fra loro forti contrasti e infine i feudi finirono nelle mani della figlia di Corrado, Avenia, che li recò in dote a Iacopo d'Oppido (figlio di Boemondo e Margherita Ruffo). A riacquisire i feudi fu però di nuovo la zia Margherita, sorella di Corrado, che li contese anche con il figlio Oliviero e la nuora Gemma d'Aquino (figlia di Rinaldo, altro rimatore e amico di Ruggiero d'Amico).
In questo periodo Albidona è annoverata fra i centri più popolati del distretto, con 2 600 abitanti, insieme a Scalea, Castrovillari, Saracena e Cassano.

#### I Castrocucco
La figlia di Iacopo e Avenia, Dierna, che intanto amministrava il castello di Albidona, nel 1318 vendette il feudo per 460 once a Jacopo Castrocucco, e da qui a Francesco, il quale fu spogliato del feudo dal re Alfonso I, affidandolo ad Antonio Senseverino, duca di San Marco. Grazie al matrimonio fra Isabella Castrocucco e Ruggero Sambiase (parente dei Sanseverino), il feudo però si riavvicinò alla prima famiglia. Fu amministrato prima da Matteo Sambiase, poi re Alfonso II lo restituì a Venceslao Castrocucco (figlio di Francesco), grazie alla grande fiducia guadagnata, che poi lo rese consigliere del futuro re Ferdinando, figlio di Alfonso I. Da lui passò al figlio Rinaldo e poi nel 1506 al nipote Gerardino (o Bernardino), il quale ebbe in moglie (in seconde nozze) la principessa Beatrice D'Aquino (appartenente alla nobile famiglia da cui nacque San Tommaso). Il feudo fu così ereditato in successione dagli eredi della famiglia, fino ad arrivare a Giovanbattista, il quale subì nel 1649 una nuova estromissione, più di duecento anni dopo la prima (come racconta il capitano borbonico don Francesco Capecelatro), a causa di una rivolta antiborbonica organizzata insieme ai signori di Cassano e di Oriolo. Questi ultimi furono trucidati, mentre Castrocucco si inginocchiò davanti a Capecelatro, fu portato a Napoli e giurò fedeltà ai regnanti di Spagna. Pertanto, dopo due anni, fu ricondotto ad Albidona, dove decise di ringraziare il protettore san Michele Arcangelo per l'intercessione, impiantando nel campanile della chiesa Madre una grossa campana, su cui fece incidere un messaggio contro la guerra e a favore della pace:
(Giovanni Castrocucco)

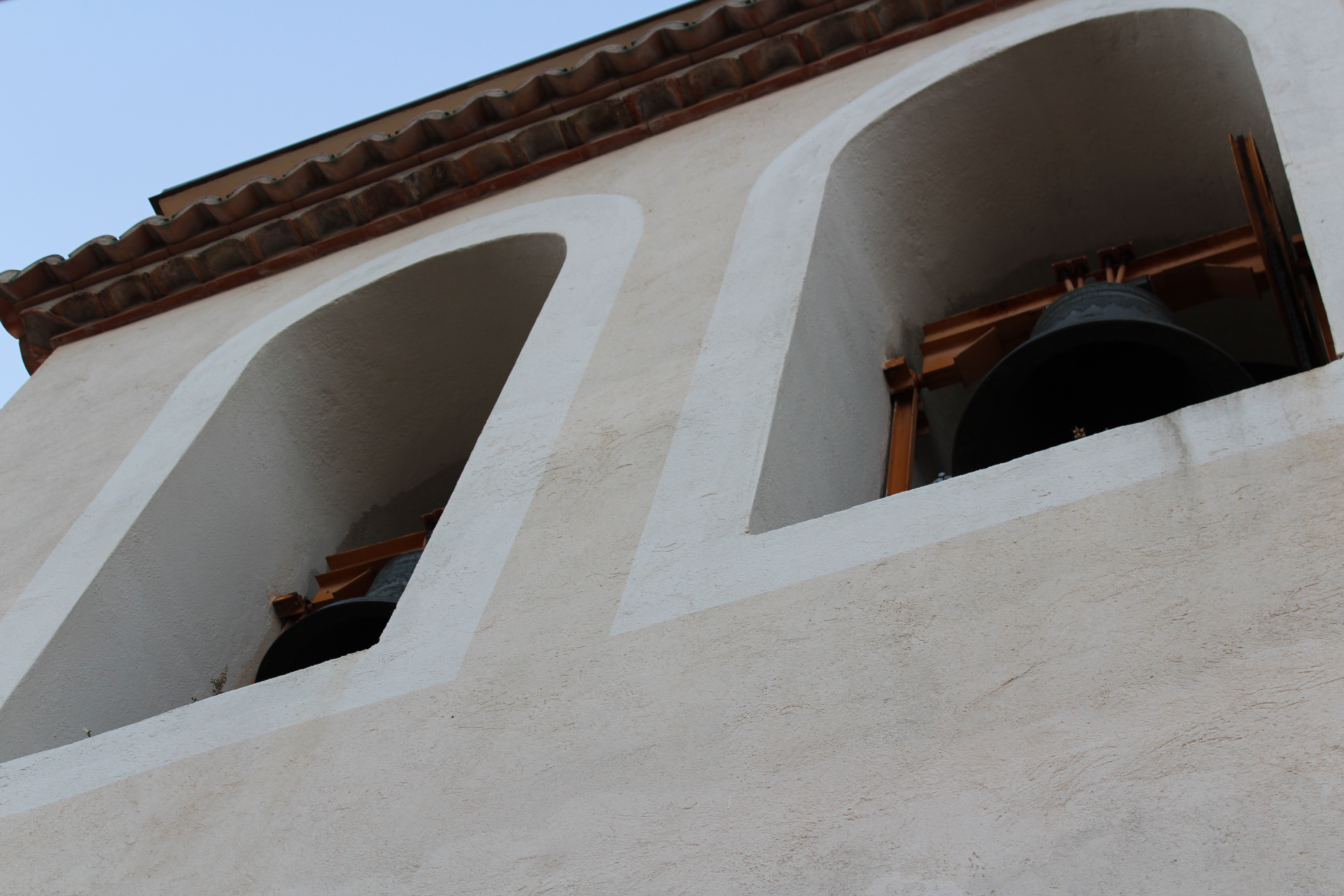
Le campane seicentesche della Chiesa Madre di San Michele Arcangelo.

La seconda campana sarà invece fusa da Rinaldo Castrocucco, nel 1694. Vi è incisa questa iscrizione:
(Rinaldus Castrocucco)
Durante il lungo dominio dei Castrocucco, la società albidonese fu piena espressione di quella feudale che si mantenne immutata fino al XIX secolo in tutto il Regno di Napoli, con la classica tripartizione delle classi sociali: nobili, clero e fasce meno abbienti, rappresentanti perlopiù da contadini e allevatori. In particolare, i componenti del clero furono ben rappresentati e furono anche gli unici a poter accedere agli studi classici e alla conoscenza. Fra questi, nel XVII secolo, ci furono quattro frati, conosciuti come i "Venerabili dall'Albidona", noti per le loro doti divinatorie e profetiche: Alessio, Angiolo, Crisostomo e Giacomo:
Oltre ad essi, nacque nel 1651 e visse ad Albidona (dove il padre Diego esercitava la professione di medico) anche un altro importante religioso, che fu frate carmelitano e uomo poliedrico (in quanto anche medico, filosofo, matematico, giureconsulto, astronomo e letterato): Elia Astorini, il quale morì in un convento a Terranova di Tarsia, nel 1702.
Il dominio dei Castrocucco sarebbe continuato ancora per qualche decennio.
Dopo Rinaldo, divennero feudatari Francesco e infine Nicola. A Nicola successero così Giovanni Battista e quindi Antonio Maria Castrocucco. Poiché non c'erano eredi maschi, il feudo passò nelle mani della sorella, Caterina 'Castracane' Castrocucco, Marchesa di Ripalimosano, che sposò Ottavio Mormile, duca di Castelpagano, noto nell'inventario storico albidonese come "Duca di Campochiaro".

#### I Mormile
Sebbene con l'eversione del feudalesimo i titoli nobiliari fossero stati aboliti, nel 1808, Nicola Maria Mormile si disse ultimo feudatario della signoria di Albidona (1871). Sua figlia Maria sposò Michele, duca di Siano. Dalla loro unione nacque un altro Ottavio Mormile, anch'egli detto duca di Castelpagano e di Campochiaro, che fu Ministro degli Esteri del Regno di Napoli, nel governo di Gioacchino Murat.

#### I Chidichimo

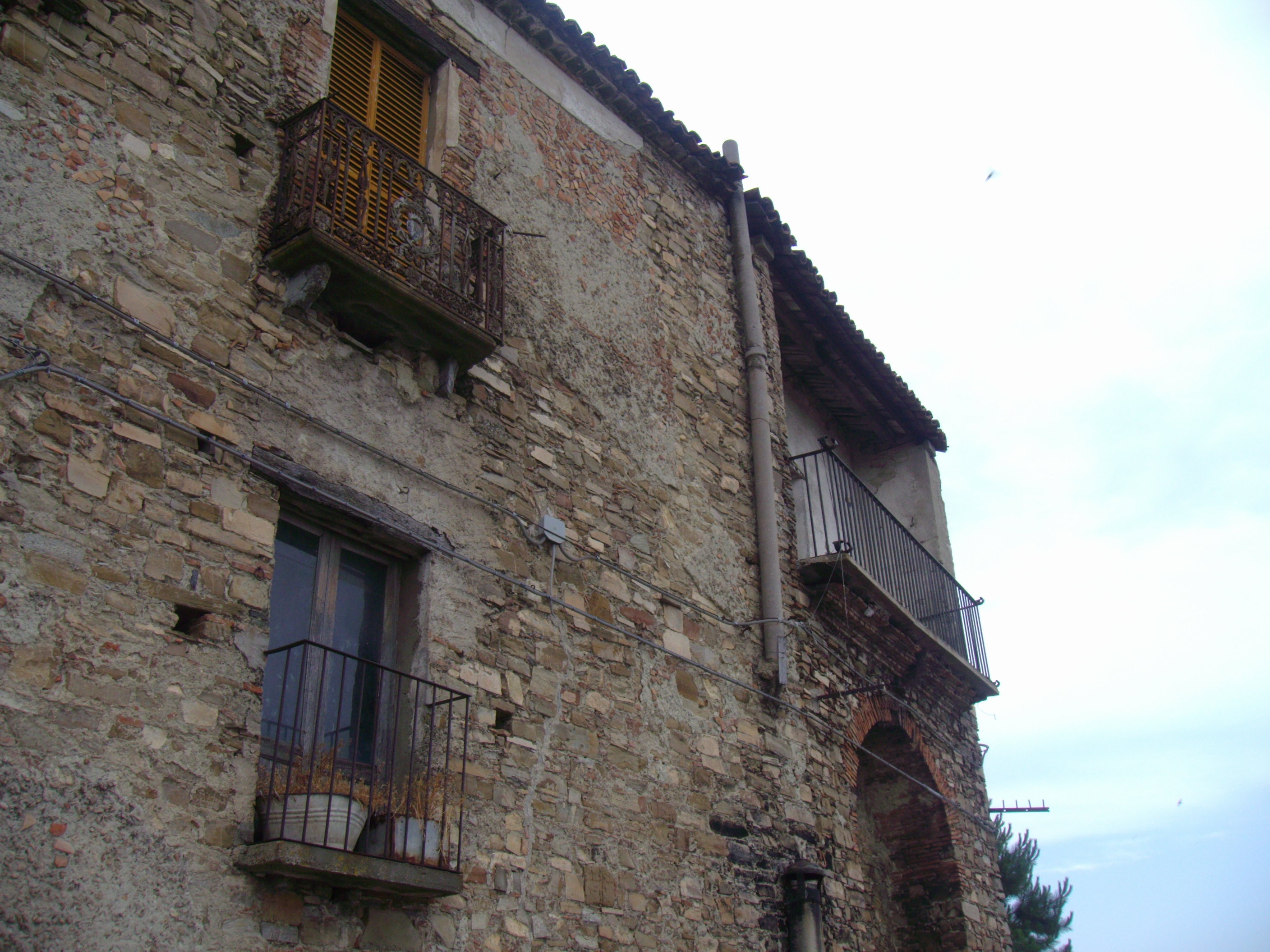
Palazzo Chidichimo

Nel 1809 si insediarono nel territorio i Chidichimo, famiglia di origine albanese, i quali nel 1819 acquisirono dal duca di Campochiaro le sue proprietà e un certo potere nel territorio albidonese per tutto l'Ottocento e gli anni della dittatura fascista.
La famiglia riuscì a raggiungere un grado di egemonia politica ed economica all'interno del territorio e, in parte, anche nei territori vicini.

### I moti del 1848
La questione demaniale fu per molti anni uno dei motivi di contrapposizione fra la famiglia Chidichimo e il resto della popolazione, nonché di altre famiglie benestanti rivali, come gli Scillone, e fu causa dei moti del 1848. I Chidichimo erano infatti accusati di aver usurpato almeno un quarto del terreno demaniale. Alcuni documenti processuali riportano i contenziosi fra il Comune di Albidona e gli esponenti della famiglia Chidichimo, a causa dei beni indebitamente acquisiti.
Nel comprensorio di Albidona, ad Amendolara, era stato istituito un circolo religioso affiliato alla "Giovane Italia", guidati dal sacerdote don Vincenzo Mussuto; a Plataci si trovava il prete Angelo Basile, principale promotore dei movimenti. Anche ad Albidona fu costituito un circolo di sentimento politico "liberale", chiamato dai Borboni "Setta dei rivoltosi", allo scopo di tutelare le famiglie povere e restituire loro le terre confiscate dalle famiglie nobili. Nel 1848 i rivoltosi iniziarono la sommossa, ma il movimento fu soffocato ed essi furono arrestati, processati e condannati dalla polizia borbonica. Alcuni rivoltosi, come il notaio Dramisino, Francesco Rizzo, Marzio Palermo, il Minucci e Giovanbattista Scillone furono condotti nell'isola di Procida, per scontare la prigionia, e qui morirono dopo qualche anno.

### Periodo post-unitario
Nel periodo post-unitario si alternarono alla guida del comune soprattutto gli esponenti delle famiglie locali egemoni, come i Prinsi, i Mele e ancora i Chidichimo. Tra questi ultimi figurò soprattutto il già citato Luigi Chidichimo, che diventerà poi presidente della Provincia di Cosenza e deputato al Parlamento nazionale.

### Il ventennio fascista e gli incidenti del 1932
Nel ventennio fascista si distinsero ancora i Chidichimo (che governarono nel comune a periodi alternati e con i diversi esponenti della famiglia per ben 27 anni) e i Dramisino.
Il sindaco e poi commissario prefettizio, l'avvocato e notaio Luigi Chidichimo (nipote del deputato), fu fascista e organizzatore della sede locale. Con l'avvento della dittatura, i tributi furono aumentati, e il potere - rimasto stabile nelle mani della famiglia egemone - non consentì in alcun modo che la questione demaniale, già fulcro di sommosse dal 1811, venisse in qualche modo risolta. 
Nel 1930 divenne sindaco, per poco meno di un anno, Peppino Mele, contadino esperto e stimato "prezzatore" agricolo, il quale tentò invano di affievolire il peso dei tributi, poiché trovò resistenza negli altri amministratori, sempre legati al vecchio corso. Il Comune, inoltre, versava in condizioni di deficit. Nonostante la richiesta di un prestito alla Cassa di Risparmio di Calabria e Lucania, gli amministratori decisero di introdurre una nuova misura tributaria: la sovraimposta obbligatoria sui terreni (detta "fonduaria", in dialetto funnuguària), aumentando il malcontento delle fasce più povere della popolazione.
Nel gennaio del 1932, nel territorio calabrese avvennero diversi episodi di ribellione popolare. Oltre a Trebisacce, Civita, Cassano allo Jonio, Nicastro e Casabona anche ad Albidona vi furono degli incidenti. Alcuni rivoltosi sfondarono la porta e irruppero nella Casa Comunale, dove aggredirono il commissario prefettizio Angelo Manfredi. Circa trenta Carabinieri giunsero dai comuni limitrofi e sorpresero nel sonno i 12-13 rivoltosi segnalati dallo scrivano Viceconte; essi furono processati alcuni mesi dopo a Castrovillari e tenuti per qualche giorno in prigione, a Trebisacce.

### Il periodo repubblicano
L'avvento della Repubblica non fu accolto di buon occhio nella comunità, visto il responso notevolmente favorevole al mantenimento della Monarchia al Referendum istituzionale del 2 giugno 1946, che la vide prevalere con 885 voti contro i 75 a favore della Repubblica. Venne eletto sindaco Luigi Chidichimo nelle liste dell'Uomo Qualunque.
In seguito il governo del comune passò alla Democrazia Cristiana, con Francesco Ferraro e Salvatore Dramisino (già commissario prefettizio durante la dittatura fascista), che amministrò il comune per 19 anni.
Nel novembre del 1964 venne eletto sindaco Antonio Mundo (in seguito consigliere provinciale, assessore regionale e deputato al Parlamento con il PSI). Nei primi anni della sua amministrazione Albidona mutò la sua situazione, con la realizzazione di servizi primari allora non ancora presenti, quali, ad esempio, il sistema fognario, la luce elettrica e la viabilità rurale.
Il paese rimase amministrato da sindaci vicini ad Antonio Mundo e al Partito Socialista fino al 2016, quando le elezioni locali vennero vinte da una lista civica che portò alla guida del comune il primo sindaco donna della sua storia, Filomena Di Palma.
Nel 2021 è stato eletto sindaco Leonardo Aurelio, con una lista costituita perlopiù da giovani.

### Simboli
Lo stemma e il gonfalone sono stati concessi con D.P.R. del 25 settembre 1980.
Il gonfalone è un drappo partito di bianco e di giallo.

## Monumenti e luoghi d'interesse

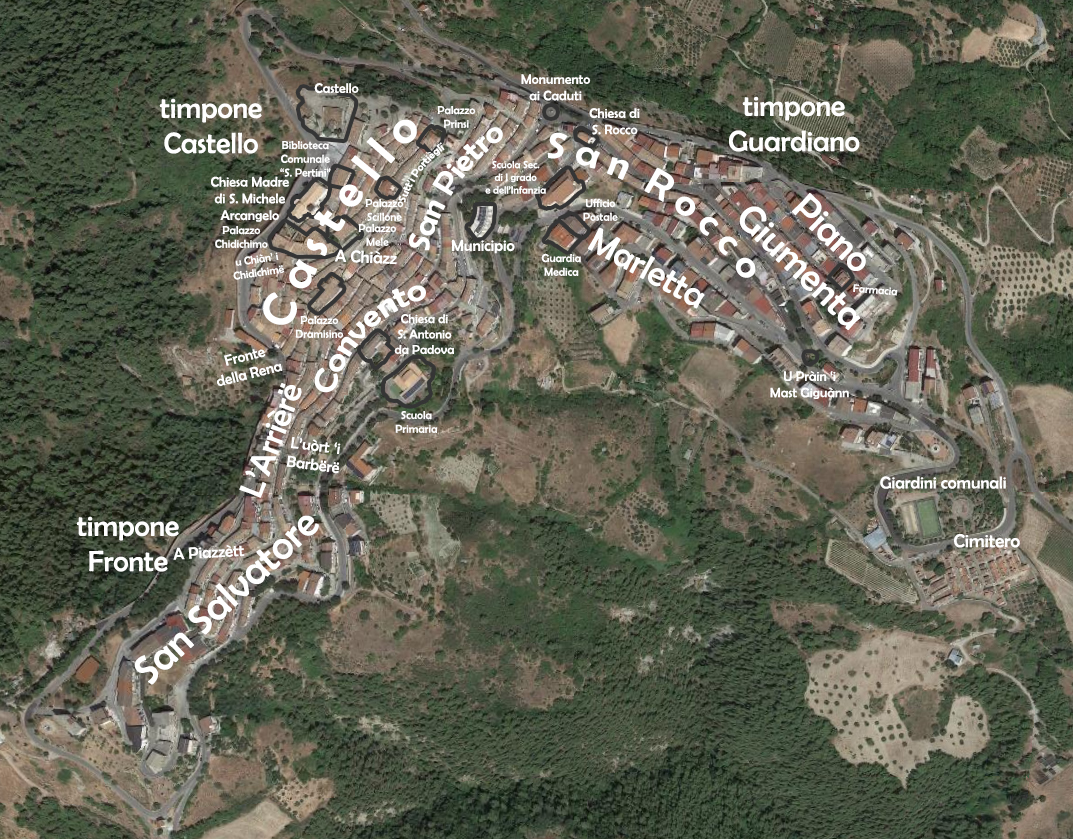
Veduta dall'alto del centro abitato, con il focus sui rioni del centro storico e i quartieri del "paese nuovo" e sulle principali architetture storiche, religiose e civili.

### Il centro abitato

#### Il centro storico
Il centro storico è suddiviso in diversi rioni ("vicinànz"):
- Cuastièll ("Castello"): corrisponde al rione più antico ed è collocato nella parte più alta dell'abitato, sul timpone omonimo. Ospita la chiesa madre di San Michele Arcangelo e gli storici palazzi signorili (Chidichimo, Mele, Scillone, Prinsi), oltre all'ex municipio (oggi biblioteca comunale "S. Pertini").  Da qualche anno ospita una ricostruzione ex novo dei ruderi del castello dei Castrocucco, che sorgeva in quel luogo probabilmente fino alla fine del XVIII secolo, oggi diventata anche rampa di lancio del volo dell'Arcangelo[80][81][82], oltre che punto panoramico, con vista sul golfo di Taranto e di Corigliano, e sui monti del Pollino orientale.  Pur essendo oggi parte integrante dello stesso rione, in passato le abitazioni che si affacciano su via Ateneo costituivano il rione di Sutt'i Portièglï. Fa parte del rione Castello anche il "Piano di Chidichimo" ('u chian'i Chidichïmë), cioè il tratto pianeggiante di via Francesco Chidichimo, su cui si affaccia proprio il palazzo omonimo, che oggi si immette su via Circonvallazione.
- Chiazz (la "Piazza"): corrisponde all'area attigua alla storica Piazza Risorgimento, punto nevralgico del centro storico nei tempi passati. Poco distante, immerso fra i vicoli tra rione Castello e rione L'Arrièrë, si trova lo storico palazzo Dramisino, appartenente alla famiglia che mantenne l'egemonia politica dall'inizio del secolo e fino a metà degli anni '60 del '900.
- Chïmmèntë ("Convento"): ospita la chiesa di Sant'Antonio, con i resti dello storico convento. In questo rione è collocato, inoltre, l'edificio della scuola primaria. In piazza Convento si svolge annualmente il caratteristico rito della Ndìnna (albero della Cuccagna).
- Sïntï Piètrë ("San Pietro"): da sempre centro dell'abitato, soprattutto con la nascita dei nuovi quartieri, è il rione posto attorno all'omonima piazza. Anticamente ospitava una chiesetta dedicata al primo pontefice della Chiesa di Roma, oggi non più visibile.
- Sïn Süguatòrë ("San Salvatore"): è il rione collocato nelle propaggini occidentali dell'abitato, posto su uno dei tre rilievi su cui sorge l'abitato ('u timpon'u Frontë). Anche in questo quartiere sorgeva anticamente una piccola chiesetta, da cui deriva il nome.
- L'Arrièrë: letteralmente "ciò che sta dietro", è uno storico rione posto nell'area nord-occidentale dell'abitato. Salendo verso il rione Castello, lungo l'odierna via Circonvallazione, prende il nome di Fronte della Rena.
- Sïntï Ruòcchë ("San Rocco"): prima della nascita dei nuovi quartieri, rappresentava la parte più periferica, posto a sud-est, dell'abitato. Ospita la chiesa di San Rocco e il monumento ai Caduti. Con lo sviluppo dell'abitato verso la periferia meridionale e orientale del comune, il nome dello storico rione è stato esteso anche alla parte più nuova, che si estende lungo via Principe Umberto.

#### Il "paese nuovo"
A questi occorre aggiungere i moderni quartieri che si sono costituiti con il rinnovamento edilizio avvenuto dagli anni '60 ad oggi:
- Pràinë: prende il nome dallo storico Pràinë i Mastë Giguànnë, il pero selvatico collocato oggi nella parte più nuova dell'abitato, che in passato rappresentava (in quanto posto poco oltre la periferia del paese) un simbolo di saluto e di partenza di tanti emigrati, nonché di commiato verso i defunti, che venivano condotti verso il cimitero. È inserito nell'elenco degli alberi monumentali del Ministero delle politiche agricole alimentari ed ambientali.
- Marlètt ("Marletta"): prende il nome dal canale Barletta (mutato impropriamente in Marletta), affluente del torrente Pagliara, rappresenta l'area più moderna dell'abitato.  Ospita l'odierno Municipio, la Guardia Medica, la Scuola Secondaria di Primo Grado, la Scuola dell'Infanzia, l'Ufficio Postale, nonché alcune attività commerciali di riferimento.
- Chianë Jïmentë ("Piano Giumenta"): sorto dagli anni '70, grazie all'opera di edificazione in particolare di molti emigranti, ospita alcune delle attività commerciali, nonché la farmacia. Sorge attiguo all'ultimo dei tre rilievi su cui è collocato l'abitato: u' timpon'u Guirdijànë.
- Pietàtë ("Pietà"): ospita un agglomerato di case, nonché le "Case Popolari", posto nei pressi della storica Cappella della Pietà. È conosciuta anche come frazione Cutùra. Poco più in alto, verso l'ingresso del centro abitato, sorgono il Campo Sportivo comunale "Pietro Rizzo", il Cimitero e i Giardini Comunali.

### Architetture religiose

#### Chiesa Madre di San Michele Arcangelo
La chiesa, secondo il Barillaro, è di origine seicentesca.

Tuttavia, in un'altra fonte si trovano alcuni riferimenti al periodo longobardo e viene precisato che nel 1325 la chiesa di Albidona era già intitolata a San Michele Arcangelo (protettore dei Longobardi). Nello stesso documento sono citati anche alcuni presbiteri.

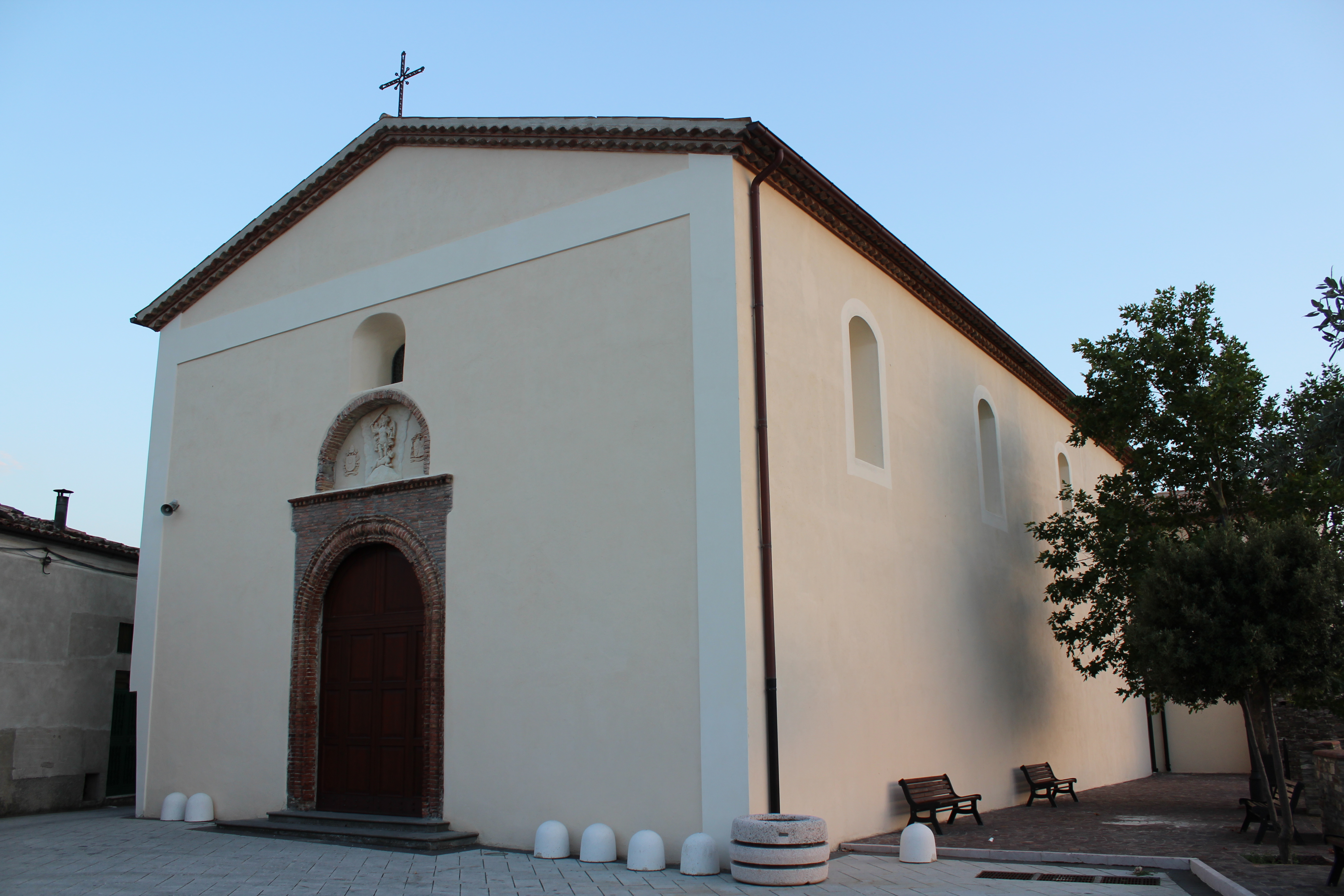
Chiesa Madre di San Michele Arcangelo.

Essa ha una pianta a croce latina, dotata di un'unica navata e di un transetto: la copertura del soffitto è a capriate, mentre nella parte absidale si trova una cupola decorata. La facciata non è dotata di alcuna decorazione scultorea, ad eccezione di una piccola nicchia, nella quale si trova un crocifisso e delle finestre con vetrate, decorate con immagini del Nuovo Testamento. Le aperture sono due: il vestibolo, un portone strombato che si trova nella parte laterale rispetto all'altare e la porta secondaria ("a porta manchë"), che si trova di fronte al presbiterio. 
Le pareti, anche se non affrescate, sono arricchite dalla presenza di numerose tele, fra cui quella de L'Annunciazione (risalente al 1614) e de La Sacra Famiglia, posta oggi sull'altare maggiore. Sono presenti, inoltre, un pulpito ligneo (ormai non utilizzato) e diverse statue lignee e in cartapesta, fra cui quella della Madonna del Rosario, che sostituì nel 1981 la storica statua, distrutta accidentalmente dalle fiamme nell'anno precedente. Infine, i suggestivi troni in marmo nei quali sono ospitate le statue del Santo Patrono e della Madonna del Rosario. In passato, ospitava ben 15 altari.
Il campanile della Chiesa, di forma prismatica, ospita un orologio; all'interno le imponenti campane bronzee della chiesa, forse seicentesche, automatizzate in tempi più recenti, quando cadde in disuso l'impiego di un uomo, che fungeva da sagrestano.

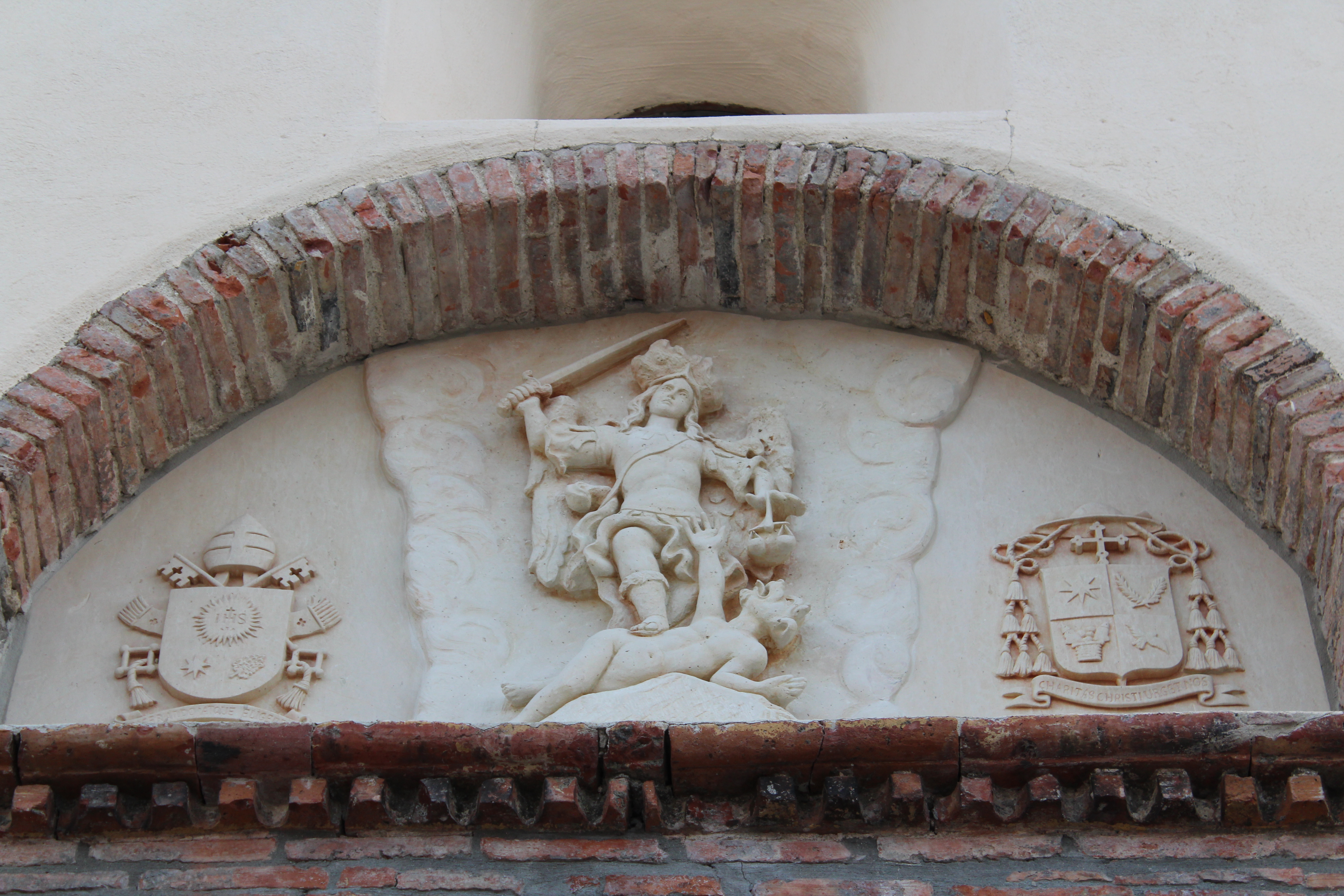
Bassorilievo sull'arcata sovrastante la Porta Manca della Chiesa di San Michele Arcangelo.

Nel corso del tempo, la chiesa è stata soggetta a vari lavori e restauri.
Celebre fu quello del 1900, in cui furono installate 156 lastre di pietra, trasportate dalle contrade locali da mulattieri e donne sul capo; un altro importante restauro, nel 1950, coinvolse interamente la chiesa, grazie a un contributo del Vaticano, nel quale fu ridipinta interamente di giallo (colore mantenuto fino agli ultimi anni '10 del duemila, e ispirato alla bandiera pontificia).
In tempi più recenti, l'originario soffitto coperto a cassettoni è stato sostituito con una travatura reticolare a capriate; è stato affisso nella parte centrale del soffitto un dipinto raffigurante il Santo patrono, il cui volto fu ispirato a un bambino albidonese; la nicchia, l'architrave sovrastante e le colonne che lo sorreggono sono state ridecorate in finto marmo e con sottili lastre di foglia oro, per ospitare la statua di San Michele, appena tornata dal restauro; l'abside e la cupola della chiesa sono stati dipinti con delle raffigurazioni dei quattro apostoli evangelisti ed è stato introdotto un imponente leggio in marmo bianco offerto dai fedeli; gli esterni hanno accolto la ripittura e l'installazione sulla facciata, al di sopra del portone, di un bassorilievo raffigurante sempre il Santo Patrono e l'emblema del Vaticano.
La chiesa è posta nel punto più alto del paese (810 m), attigua alla piazza più importante, Piazza Castello, che prende il nome dal Castello dei Castrocucco, che sorgeva sul timpone omonimo; da qui è possibile ammirare un panorama molto suggestivo.
Secondo la leggenda, anticamente la Chiesa Madre di San Michele Arcangelo si trovava nel centro del paese, perché un terremoto o una frana avrebbero distrutto la parte restante del paese, rivolta verso lo Sparviere, portando con sé anche una parte del Castello, di cui non rimane alcuna traccia di carattere storico, se non una rivisitazione ex novo.

#### Chiesa di Sant'Antonio da Padova

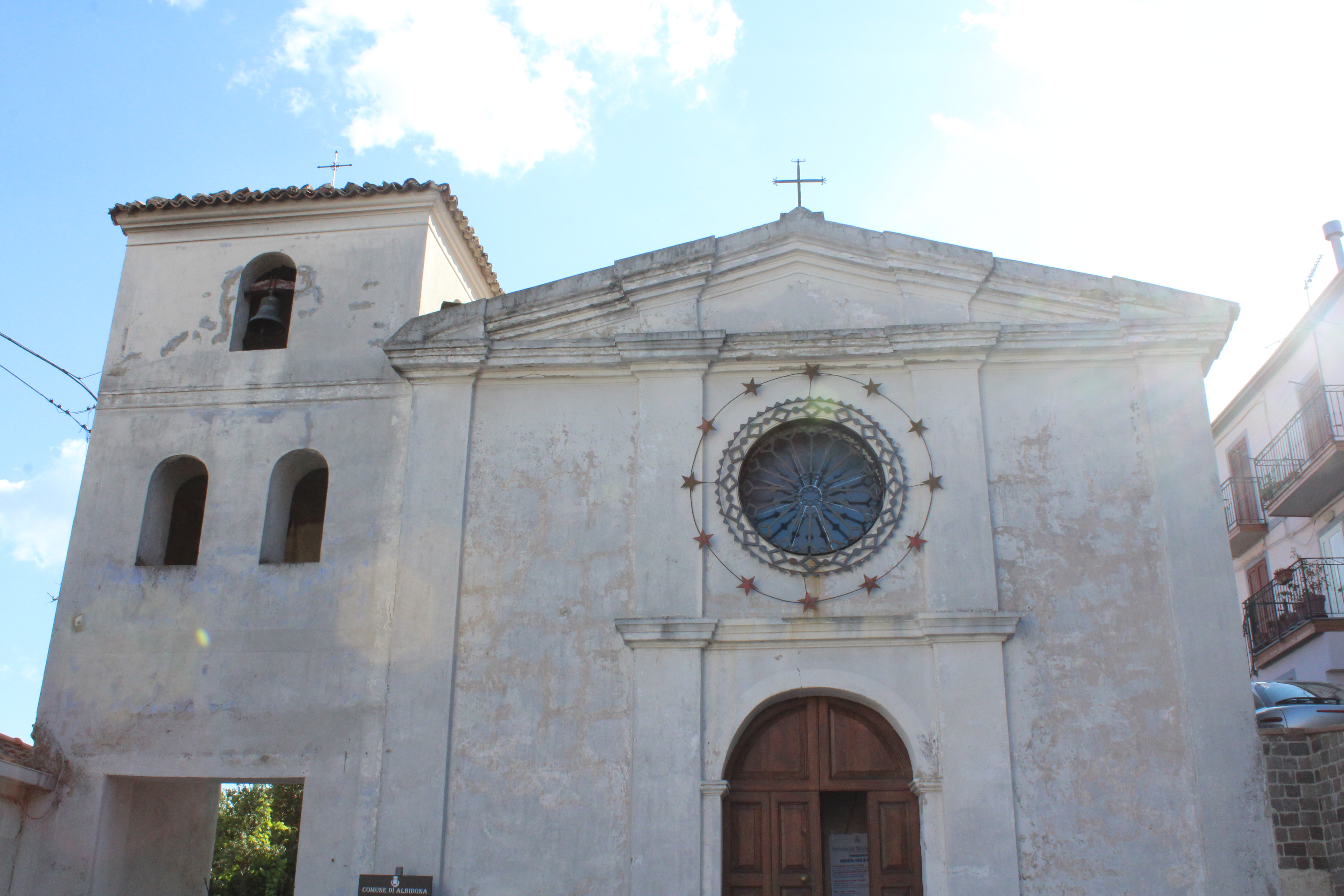
La chiesa di Sanr'Antonio da Padova, nel rione Convento.

La chiesa fu costruita prima dell'anno 1000.
Durante il restauro del 1957 fu ritrovata, infatti, una tavoletta di legno di quercia, incisa con caratteri latini, che riportano il devoto, tale Massenzio de Rago, che finanziò la restaurazione: "Hoc tectu Massentius de Rago fecit pro sua devotione. 1070". Ma la datazione non è certa, considerando un possibile errore di scrittura o una potenziale falsificazione in tempi più recenti.
Secondo la leggenda, la chiesa era dedicata alla Vergine, con il nome di "Chiesa di Santa Maria degli Angeli". Nel Quattrocento ospitò l'inserimento di un suggestivo rosone sulla facciata.

Nel Seicento entrò a far parte di un Convento sorto ad opera di alcuni monaci francescani "Minori Osservanti", che costruirono quindi una torre campanaria (dotata di 2 finestre monofore con arco a tutto sesto) e un pozzo all'interno dell'atrio (ancora conservati). I monaci introdussero, inoltre, un organo a canne, due tele simili a quelle suddette della Chiesa Madre e alcune statue lignee, consacrando la chiesa al santo portoghese.

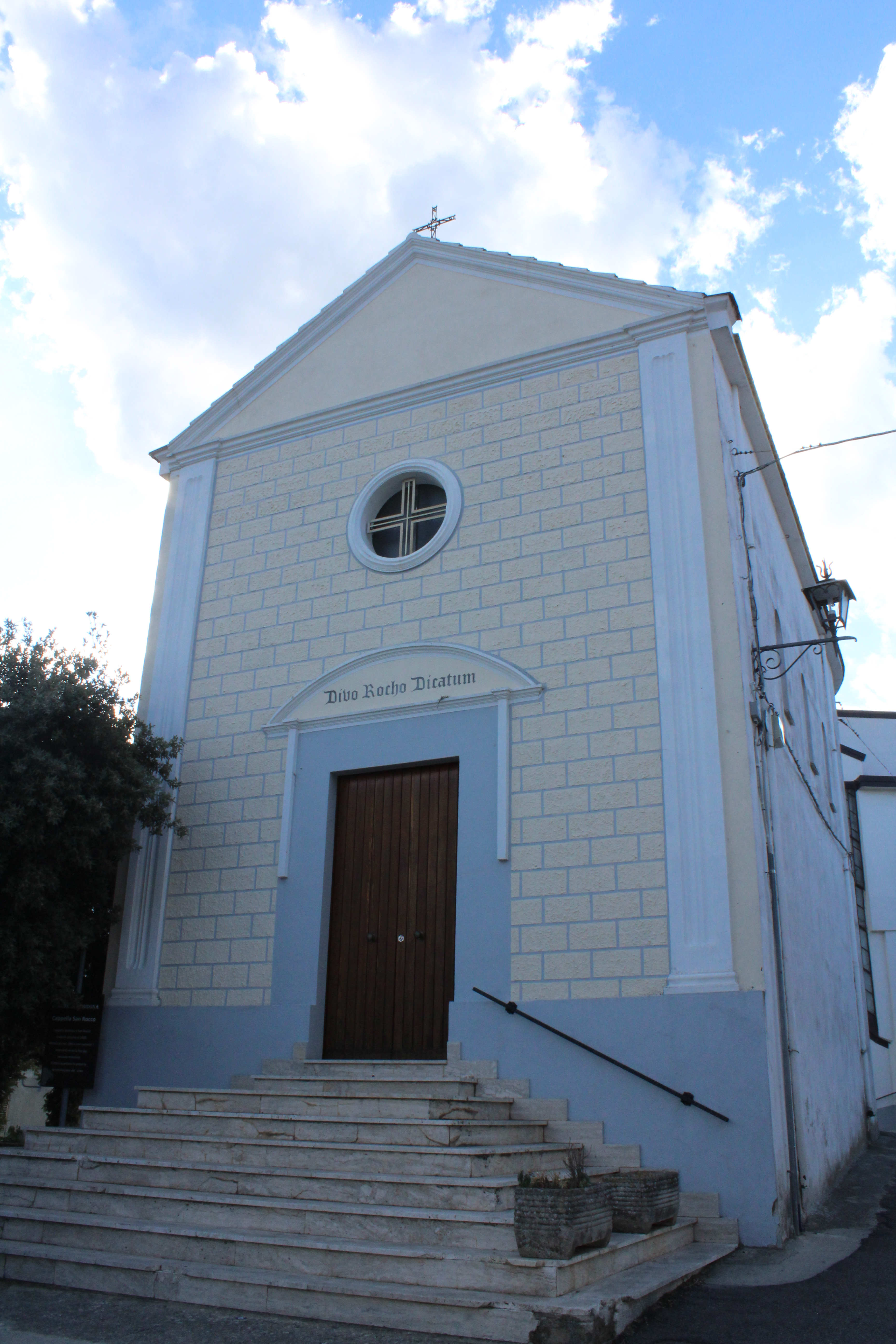
La chiesa di San Rocco.

#### Chiesa di San Rocco
La chiesa è alquanto semplice dal punto di vista architettonico; ha una base semi-ellittica e l'interno non è decorato. Fu forse costruita nel XVII secolo a scopo votivo nei confronti di San Rocco, a cui i fedeli chiedevano aiuto per debellare la peste, che affliggeva la popolazione in quel periodo.
Fino agli anni settanta la chiesetta si trovava nella periferia orientale del centro storico, perché non esisteva ancora il quartiere nuovo, Piano Giumenta, sorto solo agli inizi degli anni settanta. Questo gli consente, oggi, una posizione perfettamente centrale all'interno del paese, attigua alla piazza omonima, dove è collocato il Monumento ai caduti.
Il 16 agosto di ogni anno si svolge la festa dedicata a San Rocco, con celebrazione eucaristica e processione lungo le vie del paese.

#### Chiesa della Madonna della Pietà

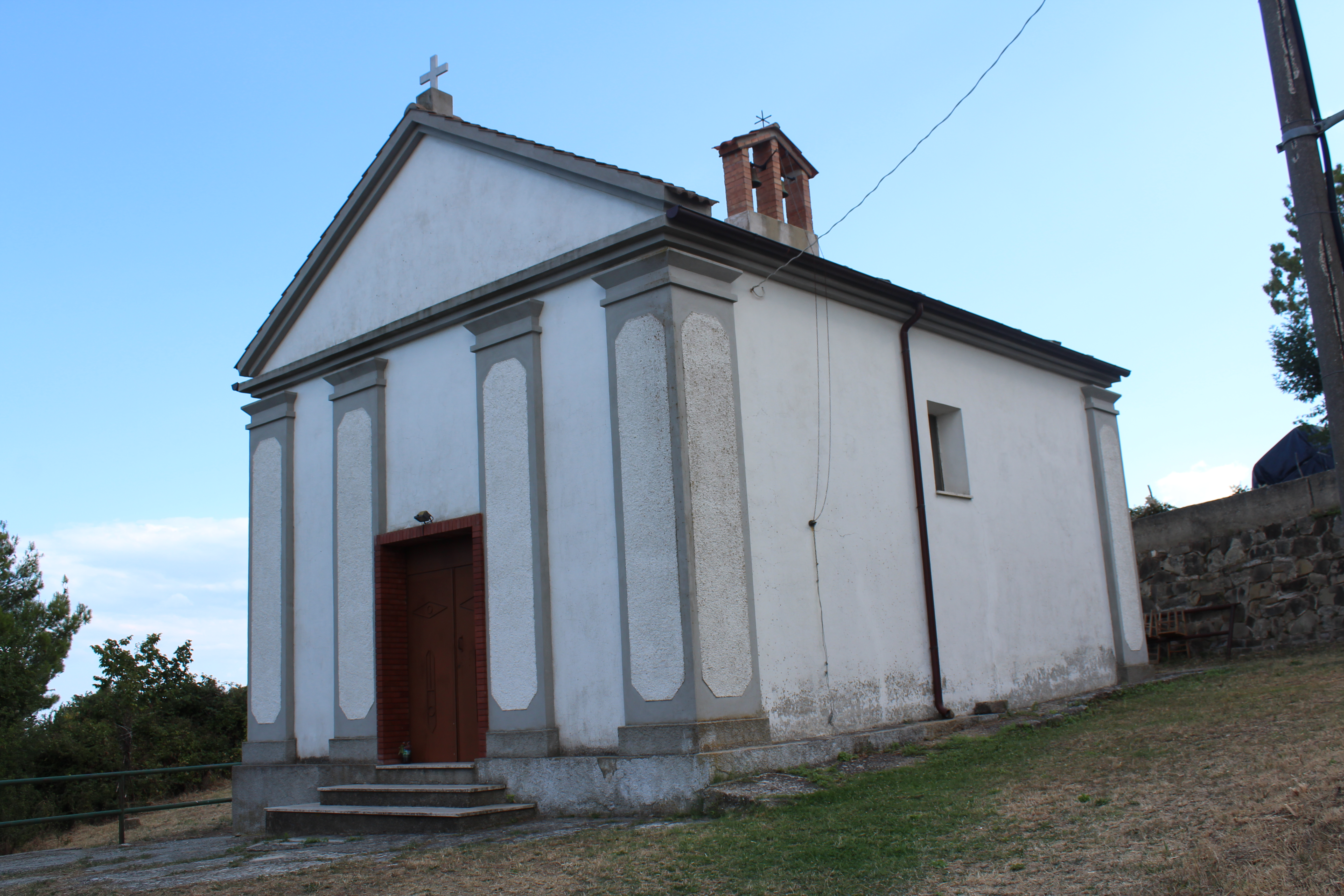
La cappella della Madonna della Pietà.

La chiesa è posta in una località di periferia, detta Cutura o Pietà, all'entrata del paese, attigua alla provinciale che sale da Trebisacce.
Vi si svolge la festa in onore della Madonna della Pietà il 5 agosto di ogni anno.
La leggenda vuole che in tempi antichi la Madonna apparve in questo luogo, dove fu costruita la piccola cappella.
La facciata è semplice ed è priva di presbiterio e campanile. All'interno si trova una copia della famosa Pietà di Michelangelo, dipinta però con colori vivaci, che la rendono alquanto suggestiva.
Oltre alla festa dedicata alla Vergine della Pietà, la cappella è aperta in un'altra occasione durante l'anno. Infatti, nella notte del Giovedì santo, la processione di fedeli, che parte dalla Chiesa Madre e percorre tutto il paese, sosta nella chiesetta e poi riparte per la seconda parte del corteo religioso.

#### Chiesa di Santa Maria del Cafaro
La piccola Cappella del Cafaro, immersa in una valle storicamente incontaminata dalla civiltà moderna, si trova nell'omonima località rurale del territorio di Albidona. Vi si giunge, seguendo una strada interpoderale, che si snoda dalla strada provinciale Trebisacce-Albidona. La chiesa è posta in una vallata, alle pendici della fiumara Avena, tra la fitta vegetazione di oleandro, ginestra e macchia mediterranea. Infatti Càfaro, dall'aramaico, significherebbe proprio "fosso" o "vallata". La storia narra che, probabilmente, furono i monaci Basiliani a costruire questa cappella intorno all'anno 1000 e scelsero un "fosso", per proteggersi dalle possibili invasioni dei saraceni. 

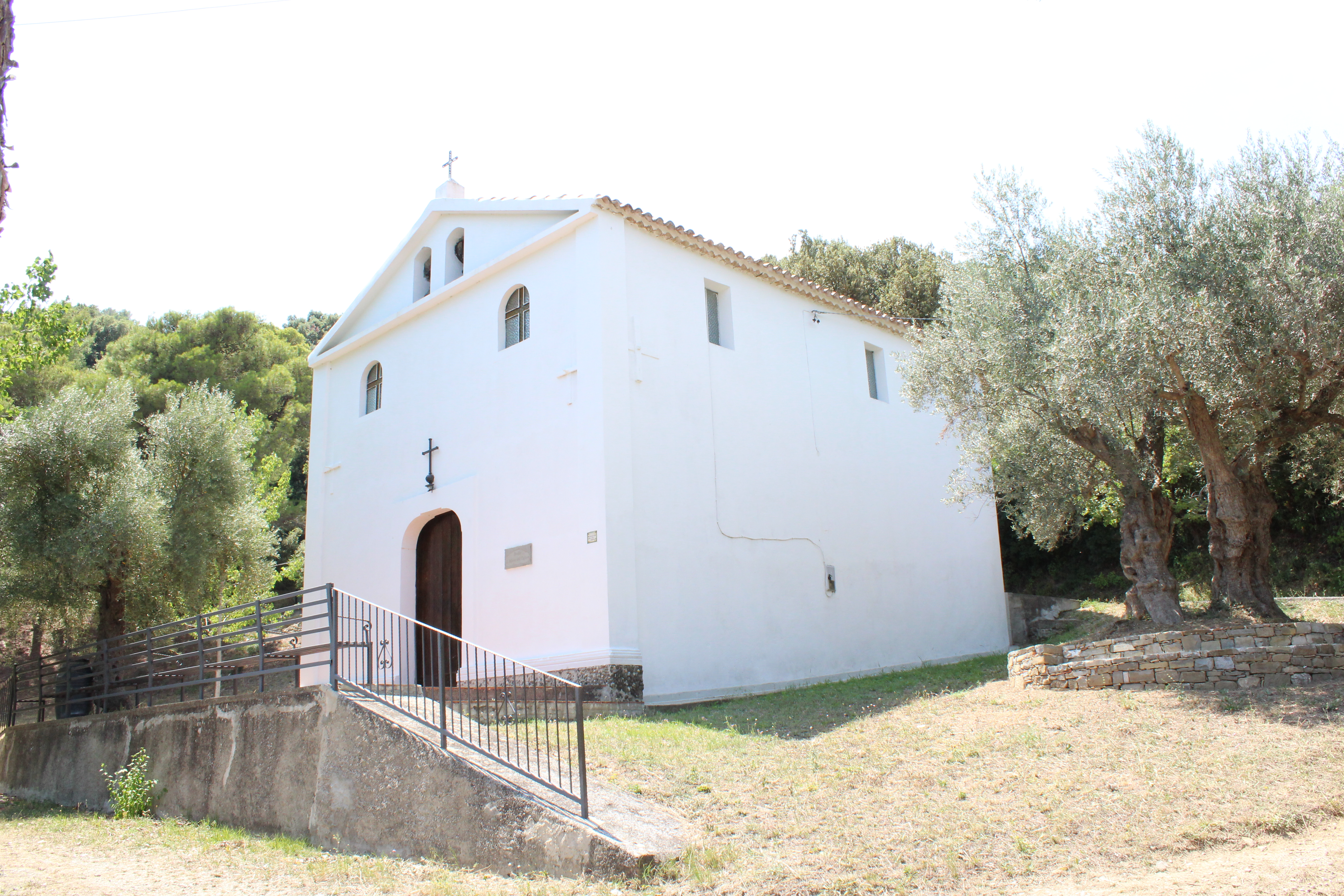
La Cappella della Madonna del Càfaro

Il termine Càfaro potrebbe derivare anche dall'arabo qafir, che significa "infedele, miscredente", in particolare riferendosi all'opera di conservazione della tradizione bizantina da parte dei monaci dell'ordine di Santa Maria di Valle Josaphat. Sarebbe proprio una pergamena del 1099, appartenente al tabulario della Chiesa di Santa Maria Maddalena di Valle Josafat, a Messina (oggi conservata presso l'Archivio di Stato di Palermo) il primo documento ad attestarne l'esistenza già nell'XI secolo. Alcune ricerche indicano l'appartenenza a tale ordine già dal 1113, grazie al dono effettuato da parte di Ruggero di Puglia e Calabria, futuro re di Sicilia, insieme alle chiese di San Lorenzo e San Teodoro, nella Diocesi di Cassano, e probabilmente una domus ospedaliera e un templare in territorio di Castrovillari. Probabilmente, questo dono è lo stesso di cui parla lo storico Giuseppe Russo, che nei suoi testi cita Albidona e i suoi due monasteri di Santa Venere e Santa Maria del Cafaro: egli riporta la rettifica attuata dal Tautu (aggiuntasi a quella di altri studiosi precedenti) secondo cui sarebbe stato errato il riferimento precedente da parte di padre Francesco Russo alla chiesa di Santa Maria del Castro di Castrovillari, in quanto a dono effettuato al monastero di Santa Maria di Valle Josaphat nel 1109, bensì questo sarebbe in realtà rappresentato dal monastero di Santa Maria del Cafaro. Infatti, sono molte le informazioni tratte dai documenti monacali ad essere state messe in discussione da vari studiosi, in quanto tali monaci dell'ordine benedettino di Valle Josaphat avrebbero falsato molti documenti al fine di "poter incamerare i possedimenti di chiese e monasteri italo-greci soppressi immediatamente dopo l’inizio della fase di rilatinizzazione avviata dai Normanni in accordo con il papato".

Altri documenti del 1326 attestano il pagamento di una decima al papa da parte dei monaci basiliani del Cafaro. Alcune fonti non accertate attestano invece che la cappella non sia addirittura stata consacrata.

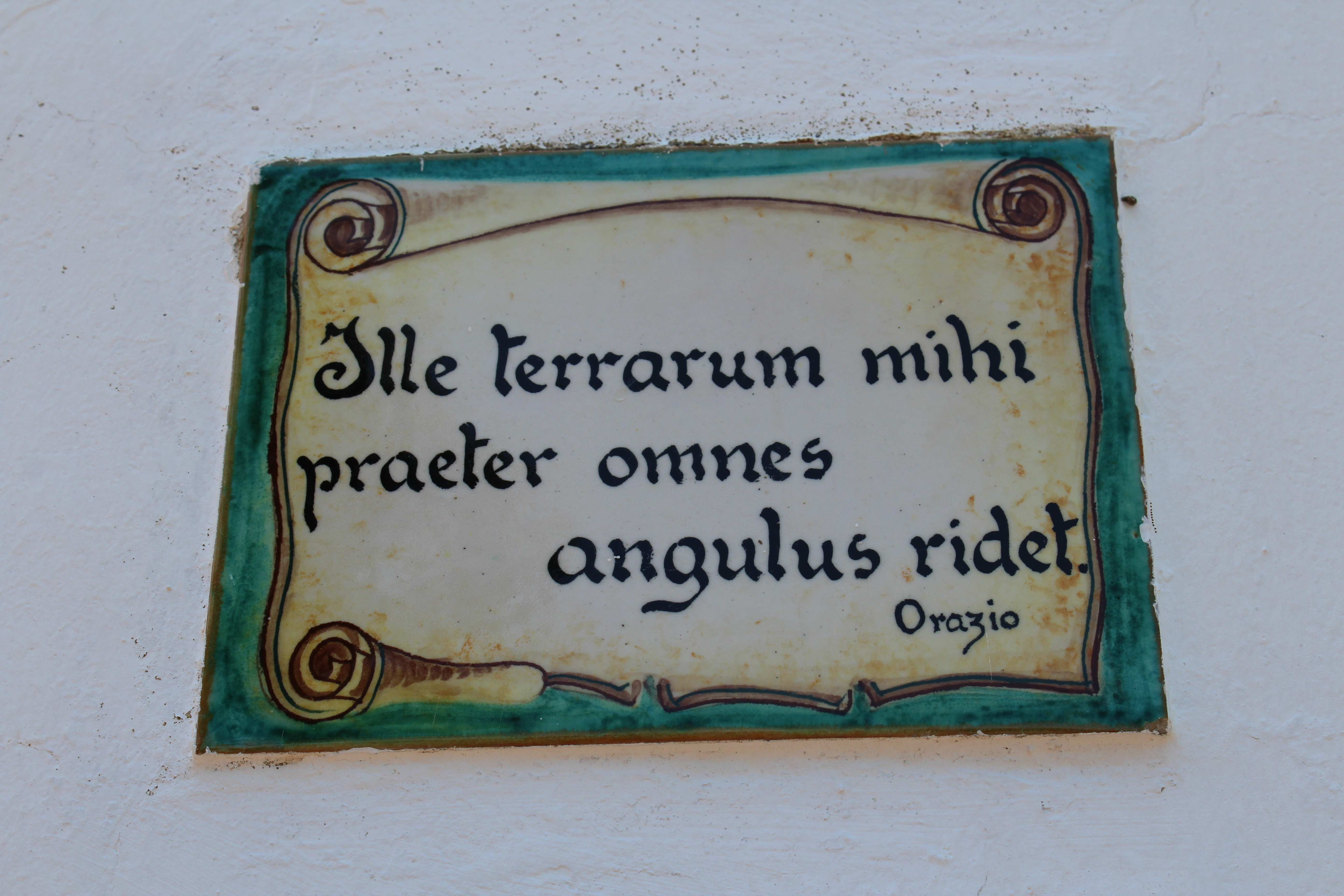
Iscrizione con citazione di Orazio (Odi, Il, 6, 13) sulla facciata della Cappella del Càfaro.

Il 15 agosto di ogni anno la località è affollata dagli abitanti del paese e dagli emigrati, che tornano alle proprie radici, per festeggiare insieme la tanto venerata Madonna Assunta del Cafaro. La piccola Badia contiene una statua di terracotta dipinta che riproduce una Madonna molto venerata nella zona e oggetto di numerose credenze e leggende.

Secondo la prima, una signora bianca sarebbe apparsa in località Càfaro ad una pastorella sordomuta ed avrebbe espresso il desiderio di avere in quel luogo la sua casa, incaricando la pastorella di riferire al prete del vicino paese. La pastorella obiettò che, essendo sordomuta e dovendo badare alle vacche, non poteva eseguire quel compito. Ma la bianca signora disse che avrebbe pensato lei alle vacche e che la ragazza poteva parlare e udire. Recatasi al paese la pastorella riuscì a riferire al prete l'episodio. Il prelato gridò al miracolo e volle tornare con la pastorella al Càfaro. Là trovarono le vacche legate ad una grande quercia, ancora esistente, sotto la quale fu rinvenuta una grotta contenente una statua della Madonna, vicina a una chioccia d'oro con dodici pulcini anch'essi d'oro. Accanto a quella quercia, di varietà sempreverde, irrorata da una fonte d'acqua naturale, fu costruita la Badia per dare una casa alla statua, ritenuta miracolosa. La chioccia ed i pulcini d'oro finirono invece a casa di una nota famiglia albidonese, colpita, sempre secondo le leggende popolari, da una particolare maledizione. Secondo la tradizione, ogni volta che per qualsiasi motivo (furto o misteriosa perdita) veniva a mancare un elemento dell'aureo ritrovamento, moriva un membro della famiglia del proprietario. Si dice che l'ultimo discendente maschio sia deceduto dopo la sparizione della chioccia.

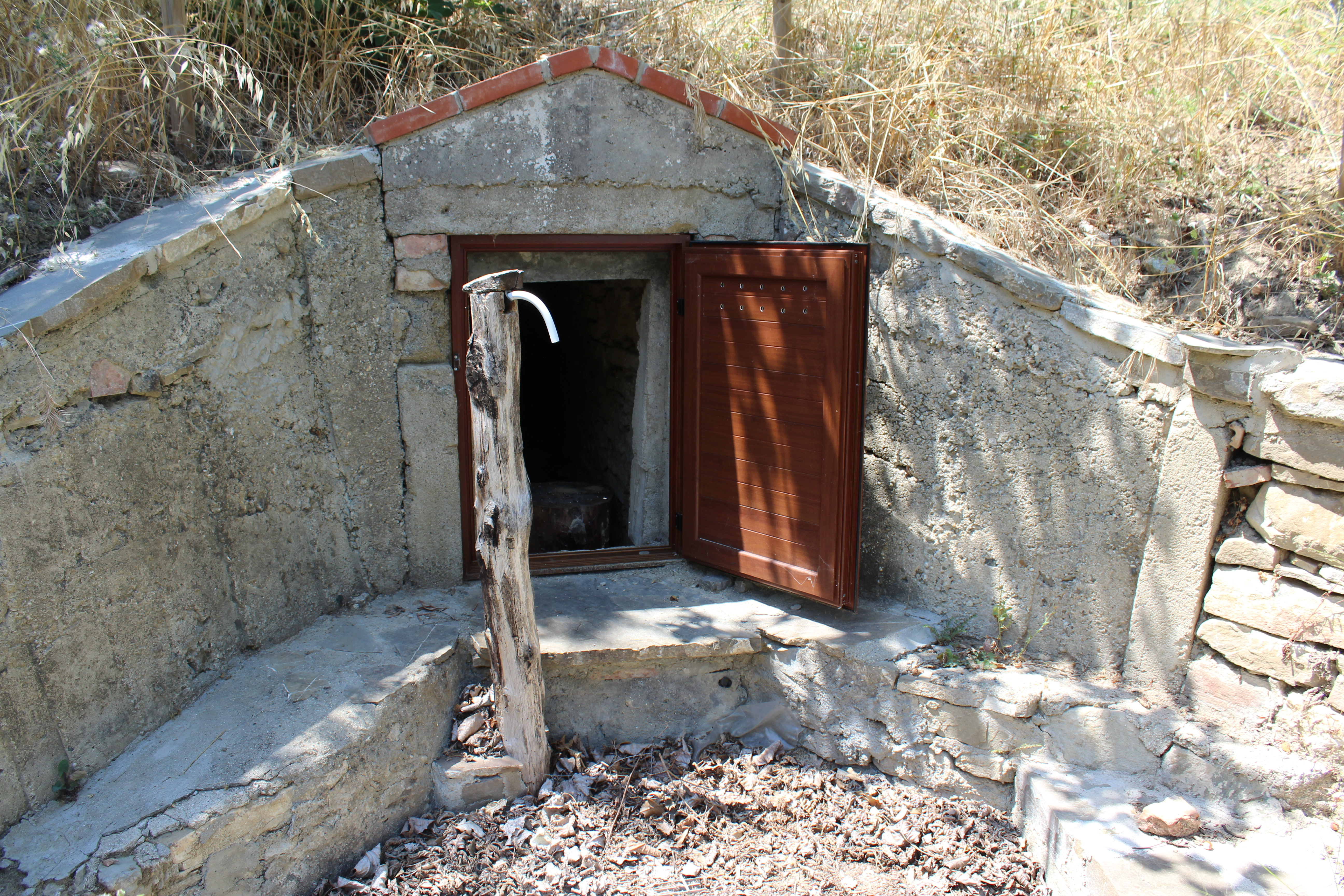
La piccola Grotta della Madonna del Càfaro.

Fin dal ritrovamento della statua, si sarebbero succeduti diversi fatti prodigiosi. Nel 1700, durante un'invasione di cavallette, la Madonna fu portata in processione verso la Marina, dover fece alzare in volo ed inabissare in mare il nugolo di insetti molesti e dannosi per le coltivazioni agricole. La calamità, come si evince dal confronto dei due catasti del 1700 e del 1800, si è comunque verificata ed in questa occasione fu modificato il toponimo del Timpone della Vena in Timpone della Madonna.
Si racconta, ancora, che la Statua prodigiosa sia stata trasportata dall'altro lato della fiumara, in una proprietà Chidichimo (Maristella o Marraca), dopo che una scossa sismica aveva distrutto la Badia al Cafaro: nonostante la costruzione di una nuova cappella, la statua però tornava al luogo d'origine, dimostrando chiaramente che quello era l'unico luogo in cui volesse stare.
Nel corso del 1800 la famiglia Chidichimo, divenuta proprietaria della Badia, ha ottenuto di seppellire nella stessa chiesa i propri cari, ricordati da lapidi marmoree all'ingresso della piccola chiesa.

### IlCastello dei Castrocucco: una rivisitazione storica
Le notizie tramandate sul "Castello" sono assai limitate. Nel testo di Percopo e Zingarelli, il racconto delle vicissitudini della famiglia d'Amico (feudataria di Albidona nel XIII-XIV secolo) presenta diversi riferimenti al "castello di Albidona". Un documento del 1517, conservato presso l'Archivio di Stato di Napoli, riporta: "Rinaldo Castrocucco per relevio per morte di Bernardino per padre per lo castello di Alvidona." Per questo il maniero scomparso oggi è ricordato spesso come Castello dei Castrocucco.
Un'idea più accurata potrebbe essere invece fornita da altri tre importanti documenti:
1. Il primo documento è conservato nella biblioteca dell'abbazia di Montecassino. Si tratta di un manoscritto[102] del capitano filospagnolo Francesco Capecelatro, fedelissimo di re Filippo IV e Governatore delle armi di Calabria Citra, il quale attuò una dura repressione nei confronti dei filo-francesi in Calabria. Tra questi c'era anche Rinaldo Castrocucco, signore di Albidona. Nella seconda metà del XVII secolo l’armata spagnola lo condusse in prigione a Napoli. La repressione guidata dal Capecelatro coinvolse, nel comprensorio, soprattutto il comune di Oriolo, centro guidato dal marchese Pignone del Carretto, e in seguito anche Albidona, con il feudatario Castrocucco. Egli fu arrestato e guidato nelle prigioni partenopee, nonostante si fosse arroccato nel suo castello. Non poté più fare ritorno ad Albidona, bensì lo fece soltanto suo figlio Gianbattista, che divenne filo-spagnolo;
2. Il secondo documento è conservato nella Biblioteca della Torre di Albidona, all'interno della Platea del 1698. Qui sono elencati tutti i beni del territorio comunale di Albidona, fra cui un "notamento dei beni" dell’ex duca di Campochiaro, che trasferì poi le sue proprietà ai Chidichimo. Si tratta di un atto del notaio Antonio Silvestri, di Amendolara, rogato il 19 settembre 1872, in cui si legge: «Antico castello diruto, in esso esistono case sei più membri; Palazzotto rinnovato da mazzi in membri 9, magazzeno della capienza di tomola mille, antica stalla, oggi diruta. Nella contrada detta il Piano di Vilotta, trappeti macinati con due conci membri. Nella contrada di Piano di Franco per commodo di zappino, soprano e sottano membri 2; forni esistenti membri tre nel castello, altre case in Piazza e Salvatore (San Salvatore), nel Fronte dell’Arena antico forno con membro uno.»;
3. Il terzo documento si riscontra invece nel "Catasto onciario" del 1745. In esso il Castello dei Castrocucco è descritto ormai in rovina; si conserva soltanto la cisterna d’acqua, “un grande magazzino per conservar grano e una lunga stalla per i cavalli”. Appartengono al Marchese altre abitazioni site nei pressi del Castello, concesse in locazione in affitto ad alcuni albidonesi.

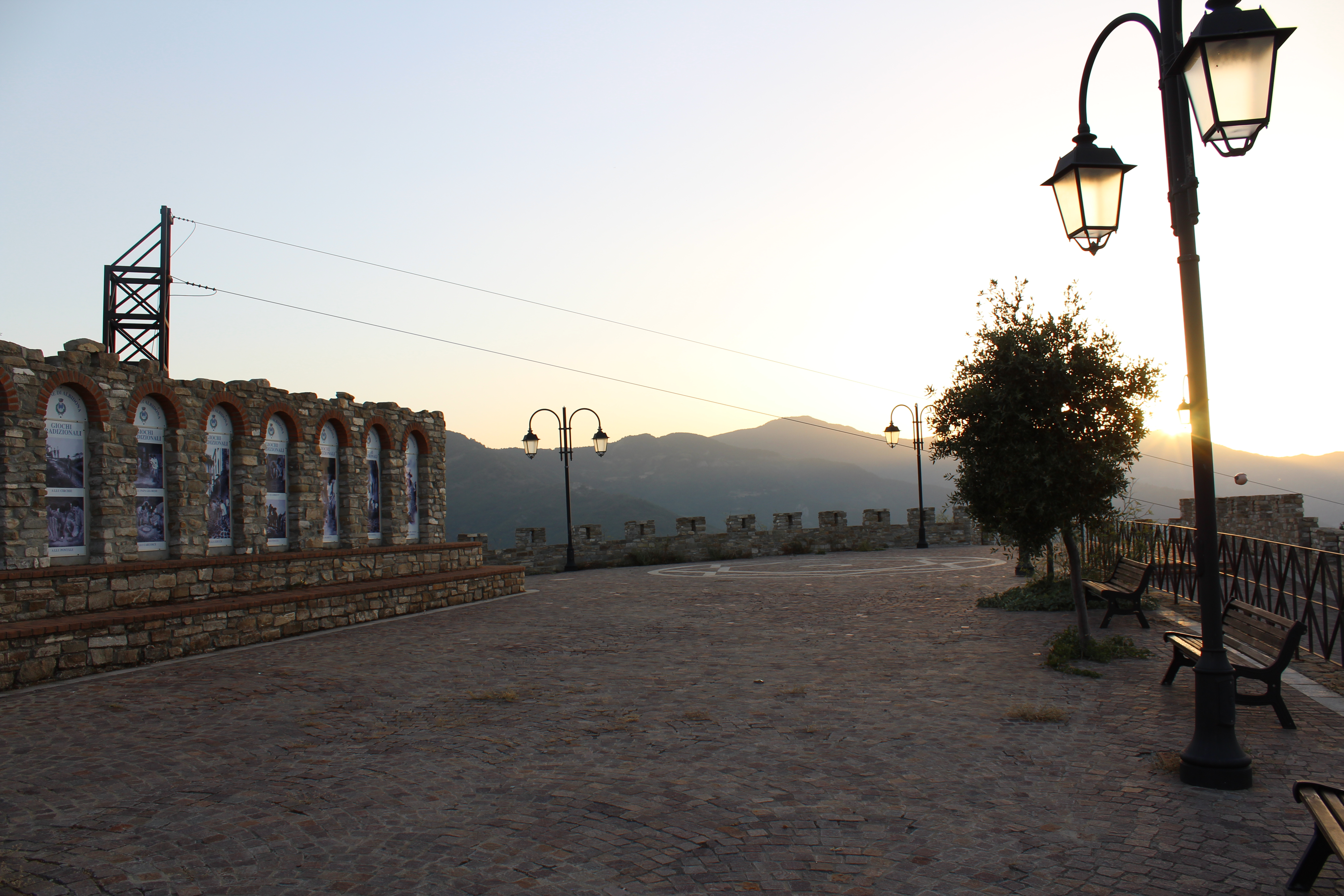
La rivisitazione storica del Castello dei Castrocucco: in primo piano, sulla sinistra, le nicchie contenenti le immagini del patrimonio storico-naturalistico albidonese; in secondo piano, la rampa di lancio del Volo dell'Arcangelo.

Oggi del Castello ormai non c'è più traccia. Secondo la tradizione orale, gli ultimi resti sono andati distrutti tra gli anni '60 e '70, con la costruzione del serbatoio d'acqua comunale, del Calvario, di Piazza Castello e di via Circonvallazione. Gli anziani ricordano ancora, fino agli anni '60, i resti di una torre circolare e di alcune mura di cinta. Una delle abitazioni limitrofe, oggi privata, sarebbe l'antico Magazzino, nel quale il Castrocucco prima, i Chidichimo poi, conservavano le derrate alimentari provenienti soprattutto dalle produzioni delle località più pianeggianti e fertili del territorio.

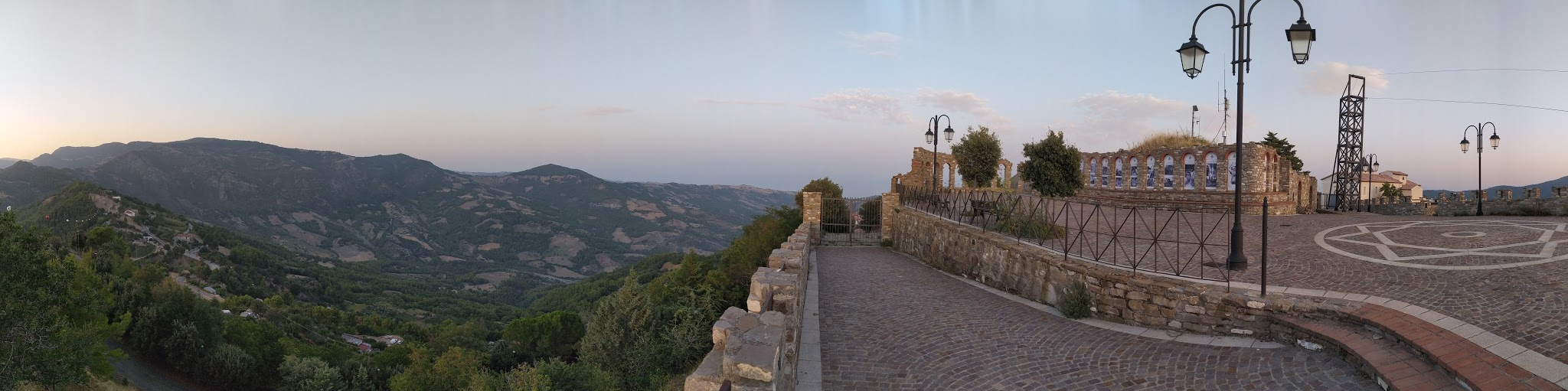
Grandangolo dal Castello di Albidona: da sinistra si scorge tutta la Serra del Manganile (timpone della Foresta, timpone Farniglio, timpone Micari e Vetrici, timpone Gavazzo, Serra della Tavola e Serra Palazzo).

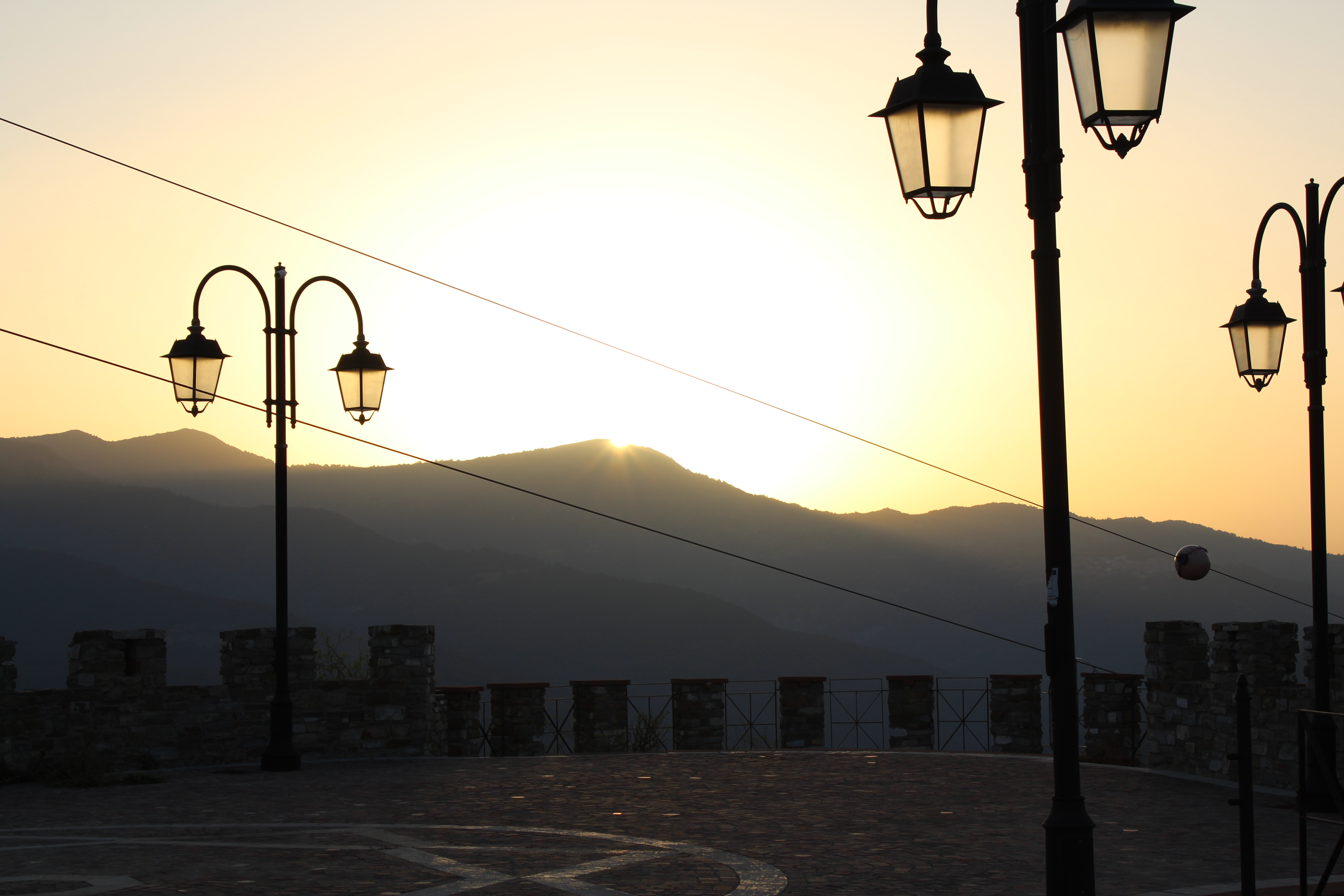
Tramonto sul Pollino orientale dal Castello di Albidona.

Dopo la prima costruzione nei primi anni duemila del "rudere" di una torre, volta verso il mare, successivamente il progetto è stato amplificato, costruendo l'intera cinta muraria lungo il perimetro di tutta la cima del timpone Castello, con il rifacimento di una torre quadrangolare che volge su via Circonvallazione e di altri abbozzi di torri e mura. Nella parte più centrale del castello sono state costruite numerose nicchie, nelle quali sono state collocate le immagini più rappresentative del patrimonio storico, folkloristico e naturalistico del paese

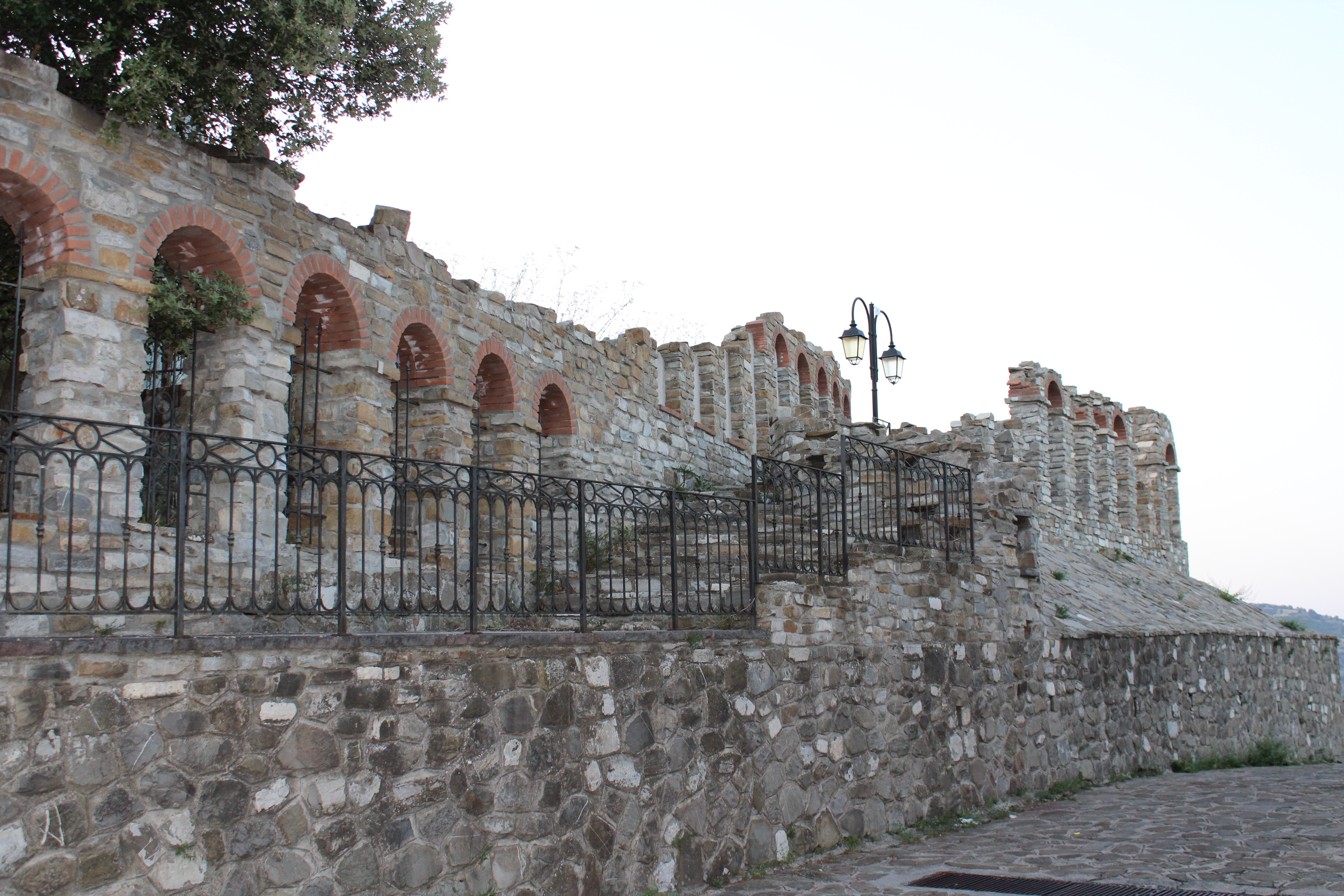
Cinta muraria sud-orientale del Castello di Albidona.

Sebbene la ricostruzione del Castello non sia stata dettata da un substrato storico e architettonico fedele, essa rappresenta di certo un punto panoramico alquanto suggestivo, che raggiunge nella collinetta che sorge dietro il deposito, l'altitudine più elevata del centro abitato (817 m). Da qui la vista può spaziare a 360 gradi, riuscendo a scorgere interamente il Golfo di Corigliano, con la Piana di Sibari, i monti della Sila, il Monte Mostarico, il crinale della Montagnola di Plataci, il letto del Saraceno, i monti dello Sparviere, Alessandria del Carretto, il timpone della Foresta, la Serra del Manganile con i timponi Turrisi, Vetrici e Micari, dietro i quali si scorge Roseto Capo Spulico, poi i timponi Gavazzo, Matosa, Serra Palazzo, il letto del torrente Avena, fino al Mar Ionio. Dietro il crinale del Manganile è possibile scorgere anche il Golfo di Taranto, che, foschia permettendo, consente di allargare la vista fino al faro di Gallipoli.
Nel 2014, lo stesso luogo è stato coinvolto in un progetto di valorizzazione turistica, costituito dal Volo dell'Arcangelo (una funivia di 860 metri che ha come rampa di lancio proprio il timpone Castello) e dal Parco Avventura, che sorge in località Tarantino, poco più a valle, dove si erge il punto di arrivo della funivia. Tuttavia, dopo il completamente dei lavori, non è stata ancora mai resa al pubblico, in quanto l'area di installazione della rampa di lancio del Volo dell'Arcangelo è stata classificata a rischio idro-geologico (zona R3) e pertanto posta sotto sequestro preventivo, insieme al Parco Avventura.
Nel 2018, il Parco Avventura è stato dissequestrato, mentre rimane tuttora sotto sequestro preventivo l'area su cui sorge il Volo dell'Arcangelo, che verrà tuttavia monitorata tramite sistematiche prove inclinometriche, di richiedere all’Autorità di Bacino di declassificarne il livello di rischio, nel caso non si registrassero cedimenti del terreno.
Sul punto più alto di timpone Castello (817 m s.l.m.), circondato dalla cinta muraria nella parte settentrionale e dal deposito idrico comunale nella parte meridionale, poiché non accessibile al pubblico, è collocata da molti anni una stazione meteorologica, che monitora le temperature e le precipitazioni.

### Torre di Albidona

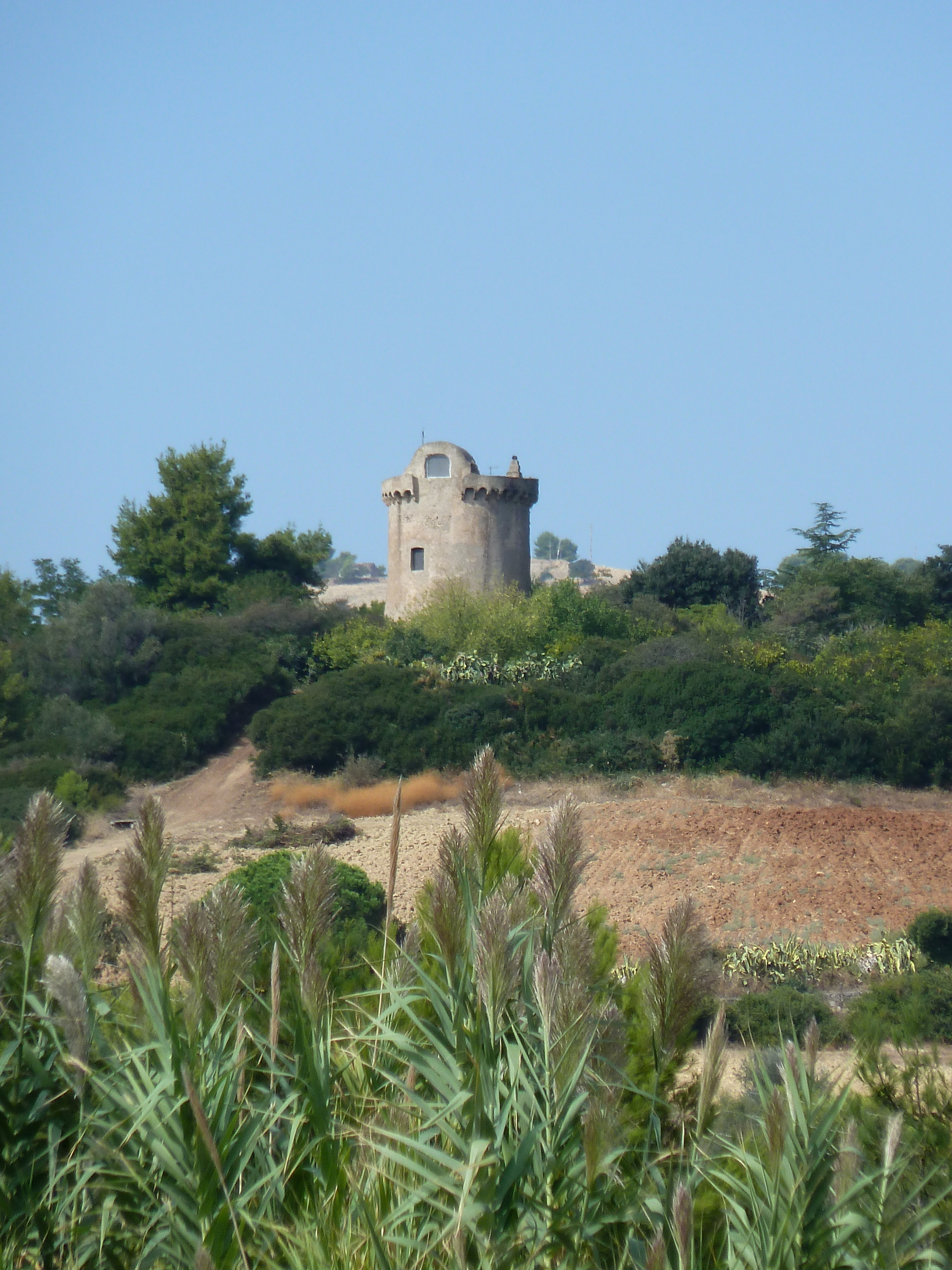
Torre di Albidona

La Torre di Albidona, posta su una collinetta rivolta verso il Mar Ionio, fu costruita contro i Saraceni nel XIV secolo dal viceré spagnolo don Pedro di Toledo e usata come vedetta contro possibili attacchi dal mare.
Nel corso del tempo ha assunto varie denominazioni (Torre dei Monaci, Torre di Alvidonia, Torre Marina) ed è stata custodita da molti torrieri, alcuni dei quali retribuiti con gravosi tributi della popolazione albidonese.
Di forma cilindrica nella parte alta (dotata di merlatura con carditoie) e di base tronco-conica, è costruita con pietre locali ed è dotata di due livelli, con botola, scala a chiocciola e ponte levatoio.
È stata soggetta a vari restauri e oggi appartiene a privati, i quali hanno istituito all'interno un'importante biblioteca, diventata centro di aggregazione culturale di riferimento di tutto il comprensorio.
Per il suo grande apporto storico, culturale e turistico, è uno degli emblemi più importanti della piccola comunità albidonese.

### Monumento ai Caduti di tutte le guerre
II Monumento ai Caduti di tutte le guerre fu eretto il 9 maggio 1966 e fu fatto realizzare dal compianto maresciallo Leonardo Rizzo (1907-1992). Fu realizzato dall'artista lucchese Mario Pelletti e fu uno dei primi monumenti in onore ai caduti delle guerre eretto in Calabria. L'iniziativa del maresciallo Rizzo fu subito accolta con grande interesse e commozione dalla guardia comunale Giuseppe Urbano con la sezione dei Combattenti e reduci delle guerre mondiali, di cui era presidente, e da tutte le famiglie dei caduti. I finanziamenti per la costruzione furono avanzati da 440 albidonesi.

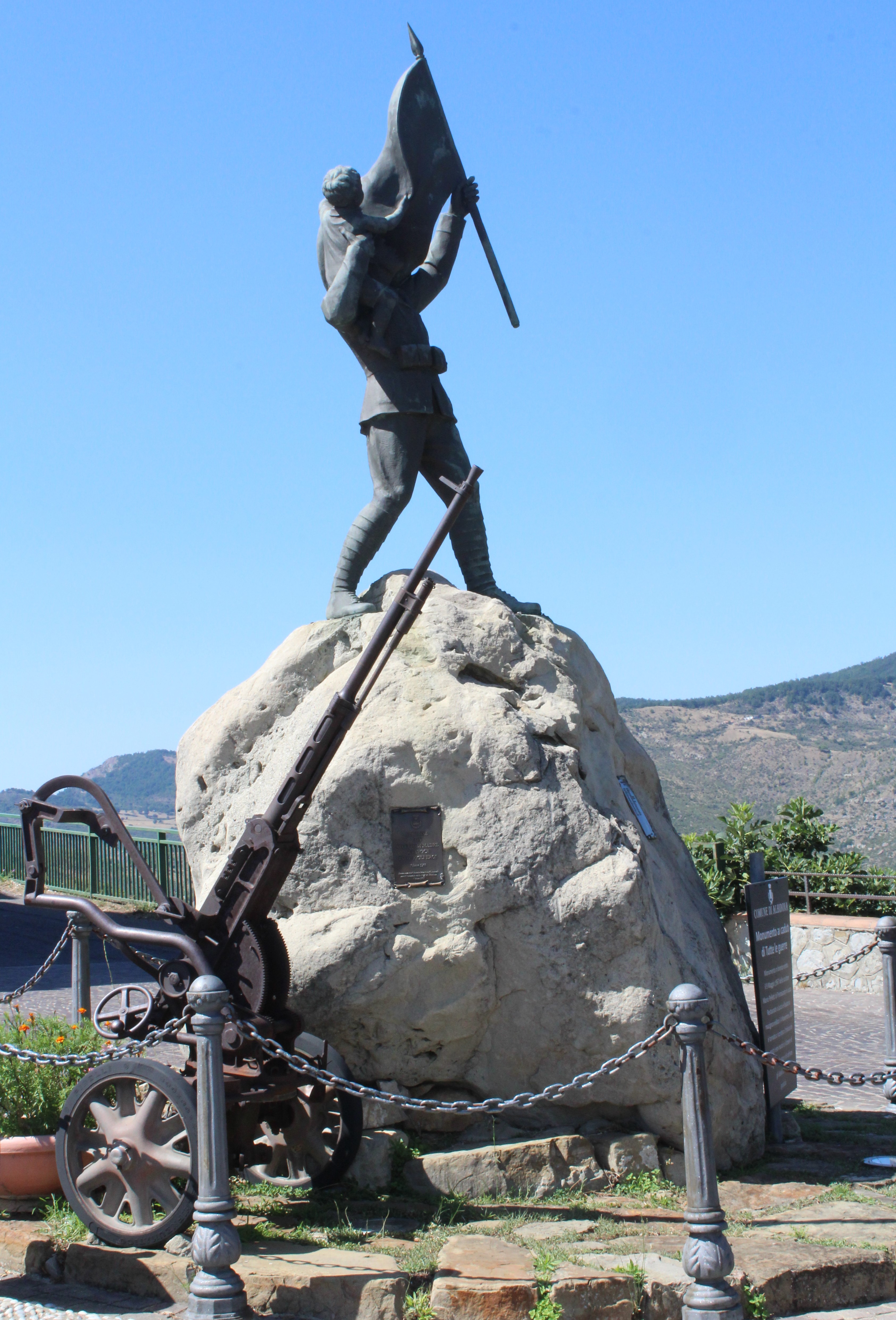
Il Monumento ai Caduti di tutte le guerre, oggi.

Secondo lo schizzo originario elaborato dallo stesso maresciallo Rizzo, la statua in bronzo, che ritrae il "milite ignoto", il quale sorregge con un braccio un bambino (il futuro e la speranza) e con l'altro la bandiera italiana (l'onore e il rispetto verso la patria), doveva essere posta sulla roccia, ma fu collocata su un piedistallo marmoreo, sul quale erano incisi i nomi dei caduti nei moti risorgimentali e nelle guerre mondiali. Nel 2005, dopo un lungo periodo durante il quale la statua fu custodita nell'edificio municipale, poiché il piedistallo in marmo fu rimosso, il monumento è stato nuovamente inaugurato e la statua è stata collocata su un imponente masso, sul quale sono state affisse delle tavolette in rame con incisi 68 nomi dei caduti di tutte le guerre: 23 dei moti risorgimentali del 1848, 28 caduti della prima guerra mondiale e 17 della seconda guerra mondiale.
La dedica fu ideata dalla maestra Angela Urbano:
con affetto di madre,
qui evoca
i suoi figli eroi.»
Il monumento fu collocato in piazza San Rocco (nota anche come piazza Monumento), perché durante il periodo delle guerre mondiali, in questo luogo i giovani chiamati a combattere in guerra salutavano i loro cari, con la speranza di rivedere ancora quelle case e quelle viuzze. Scriverà il maresciallo Rizzo:
(Leonardo Rizzo, Albidona eroica)
Negli anni successivi fu proposto di spostare il monumento nei pressi del cimitero, che si trova in quella che è l'entrata del paese, ma seppur restaurato e modificato, è rimasto nella sua posizione originaria.

### Monte Mostarico

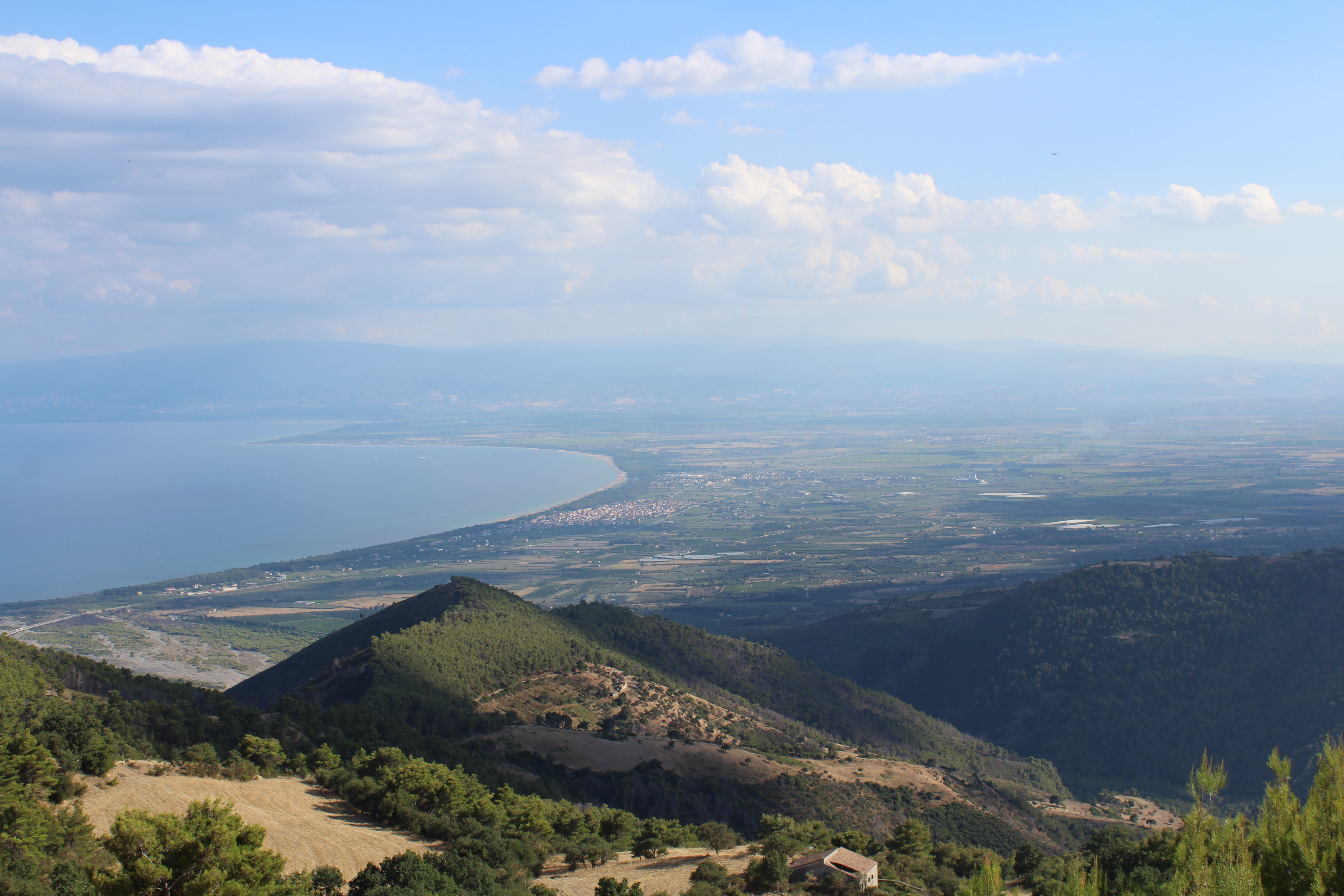
Belvedere dalla cima del Monte Mostarico sulla Piana di Sibari. Sullo sfondo, i monti della Sila.

Il Monte Mostarico (774 m) è uno dei punti più suggestivi del territorio di Albidona, soprattutto per il suo grande contributo paesaggistico e panoramico. Dalla sua vetta, sebbene di modesta altezza, si può scorgere un panorama mozzafiato, offrendo la possibilità di spaziare l'occhio su tutto il golfo di Corigliano e la piana di Sibari. Da qui si intravedono, in condizioni climatiche ottimali, anche i monti della Sila e il Massiccio del Pollino, con il Monte Sparviere, il monte Sellaro e la Serra Dolcedorme e naturalmente i centri abitati di Albidona, Trebisacce (con cui Albidona condivide il versante sud-orientale del rilievo), Villapiana, Plataci e Sibari vicinissimi alla vista. Il rilievo è alquanto scosceso e argilloso, povero di terreni coltivati, ma ricco di boschi, molti dei quali sono stati distrutti negli ultimi anni da numerosi incendi dolosi.
Probabilmente il nome "Mostarico" deriva dal latino "mons" (monte) e "agaricum" (fungo), cioè "monte dei funghi". Infatti nei boschi di Mostarico vengono raccolte in molti periodi dell'anno diverse specie di funghi; il più rinomato in questi boschi è il lactarius deliciosus, conosciuto come rosito e chiamato nel dialetto locale cummarìnë. Il nome Mostarico potrebbe anche derivare da "mosto", in quanto in passato le poche terre fertili erano adoperate come vigneti, per la produzione di un modesto vino locale.
Nei pressi della vetta ospita i ruderi di un'antica torretta di avvistamento, la Torre Pitagna (o Petagna), di forma quadrangolare, costruita di certo per l'ottimale posizione su cui sorge, da cui è possibile osservare tutta la piana di Sibari e il mare Jonio.

#### Verde attrezzato diMastimaiòrë

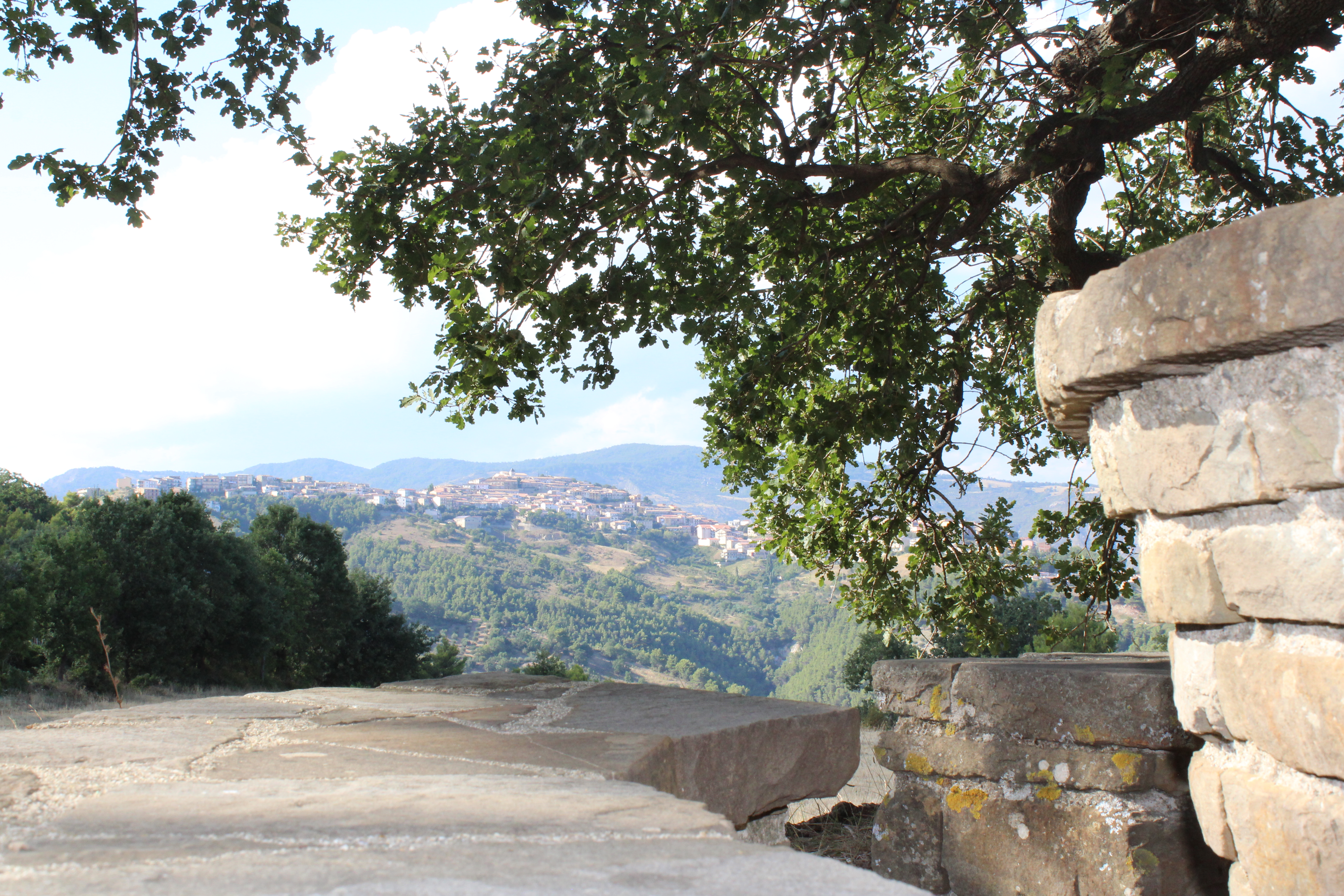
Veduta di Albidona dal verde attrezzato di Mastimaiorë.

Sulla strada interpoderale che conduce da Albidona al Monte Mostarico, si trova un'area picnic di verde attrezzato. Essa è collocata in località Mastimaiòrë, nei pressi del timpone Sant'Elia (739 m), la seconda cima della dorsale montuosa che dall'abitato conduce al Monte Mostarico, estrema appendice del Pollino orientale. L'area è dotata di tavoli e sedili in pietra locale, oltre che di una postazione barbecue. Da questa posizione è possibile godere di una suggestiva e singolare veduta panoramica di tutto l'abitato di Albidona, rendendo il posto meta di tanti fotografi.

##### La cappella di Sant'Elia
Nella Platea della Chiesa Madre e del Rev. Clero di Albidona (foglio 33, retro), datata 1740, si fa riferimento a una cappella collocata sul timpone Sant'Elia, dove nel mese di luglio si celebrava la "festività del Rev. Clero", "con prima vespero, e messa cantata semplice, di giorno...", per la cui funzione la Chiesa Madre di San Michele Arcangelo versava annualmente dieci carlini. Oggi della cappella non è rimasta alcuna traccia.

### Le vie dell'acqua

#### Le cascate di Albidona

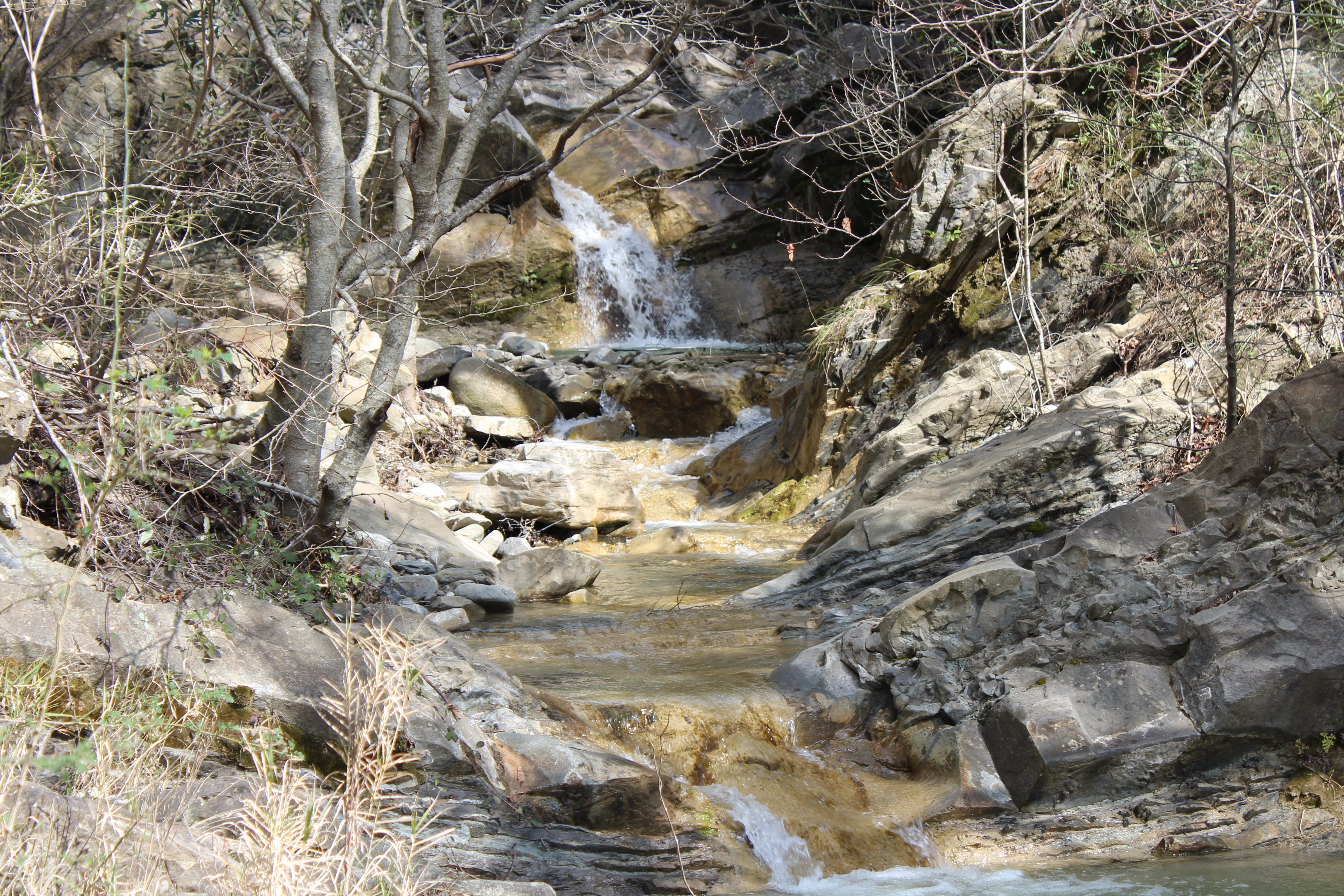
Il Canale del Forno, affluente di sinistra del Saraceno. Ospita le cascate e a Vucch'i summ.

Nel territorio di Albidona sono ospitate alcune cascate, le quali si formano lungo il corso alquanto impervio di tre affluenti di sinistra della fiumara Saraceno: il Canale del Forno, il Canale Franciardi e il Canale Massenzio.
Oltre all'aspetto puramente naturalistico, che le rende notevolmente suggestive per visitatori ed appassionati di torrentismo, sono degne di nota anche dal punto di vista geologico, in quanto lungo il percorso di tali brevi corsi d'acqua sono fortemente rappresentati gli affioramenti del flysch di Albidona.
Le cascate sono raggiungibili attraverso strade solo parzialmente asfaltate e in alcuni tratti sterrate, e addentrandosi nei fitti boschi che caratterizzano questa parte del territorio albidonese, a cui è attigua soprattutto l'imponente Foresta della Caccia.

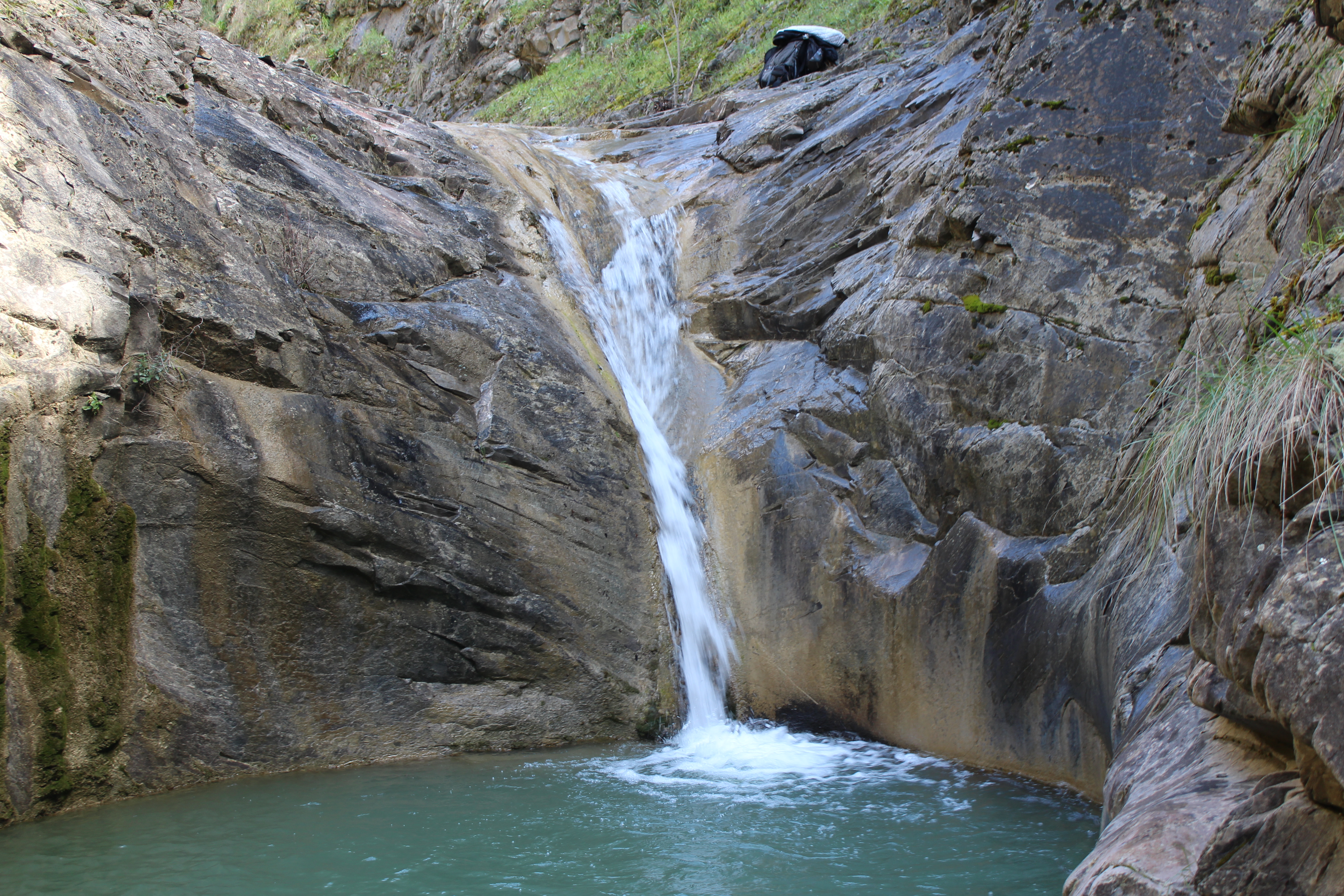
A Vucch'i summ

##### A Vùcch'i summ
Tra le cascate, quella che desta maggiore fascino è certamente la quinta del Canale del Forno, chiamata localmente a Vùcchë i summ. Si tratta di una cascata che si riversa in una vasta pozza d'acqua, oggetto di molte leggende nell'inventario della tradizione agro-pastorale del territorio. Nella tradizione orale, infatti, si sono tramandati vari aneddoti riguardanti l'inverosimile potenzialità di inghiottitoio naturale della pozza, che sarebbe stata capace di ingurgitare asini da soma e pecore al pascolo e che non sarebbe mai stata misurata dai pastori del luogo, nonostante vani tentativi, in quanto molto profonda e soggetta a fenomeni di origine ignota, come la formazione di mulinelli d'acqua e l'esplosione di vapore e fiamme. Al momento, non ci è dato sapere quanto di tutto questo possa avere riferimenti fondati a fenomeni di interesse geofisico.

#### I mulini ad acqua
Nel territorio albidonese ancora oggi sono visibili i ruderi degli antichi mulini ad acqua, collocati lungo il letto dei due principali torrenti: Saraceno e Avena:
- il Mulino Scillone o Molino di Trenza (attivo fino al 1930) è collocato lungo il letto della fiumara Saraceno, in località Filliroso. Fu fatto costruire dall'omonima famiglia locale benestante, in concorrenza con quello di proprietà dell'egemone famiglia Chidichimo, da sempre rivale. Secondo i racconti, la costruzione del mulino fu una delle scintille che condussero allo scoppio dei moti del 1848;

- il Mulino Chidichimo o Mulino di Sopra e il Mulino di Sotto erano entrambi lungo il letto del Saraceno, in località Piano Mulino, fra le contrade Iacolàno e Giordomenico (appartenevano alla famiglia omonima);
- il Mulino degli Alvani o Mulino Prinsi (dal nome della famiglia benestante che lo ebbe in proprietà) è collocato lungo il letto del torrente Avena, fra gli imbocchi del canale Uliani e del canale Urzòli.

#### Le fontane

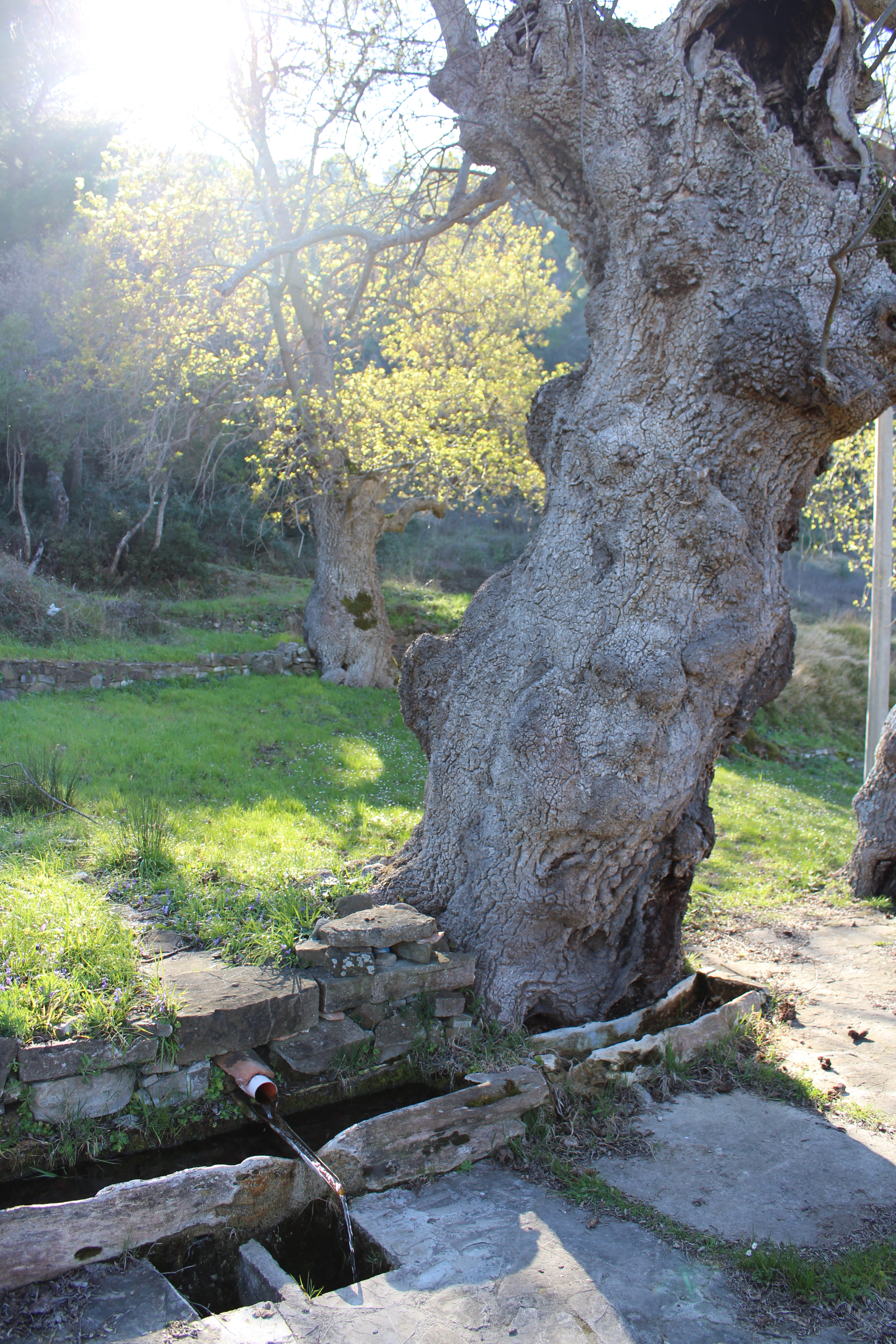
_{La fontana di Rosaneto, sormontata da imponenti esemplari di frassino ultrasecolari.}

Il territorio, grazie alla sua estensione e alla presenza di molti corsi d'acqua e canali, ospita numerose fontane, alcune delle quali ristrutturate o ricostruite, altre fedeli alla loro prima costruzione. Fra le più importanti, si ricordano:
- la fontana dell'Ùngaro ("i ll'Ùnghërë"), sormontata da monumentali pioppi e rigogliosi lecci;
- la fontana Fetente, fonte di acqua sulfurea collocata nel bosco della Potente[17], di cui parla Licofrone nella sua Alexandra, descivendola come una fonte sullfurea nel territorio di Leutarnia in cui si sarebbe verificato un sanguinoso scontro tra Ercole e i giganti Flegrei, il cui sangue si sarebbe mischiato all’acqua della locale sorgente e avrebbe dato origine alla “fontana fetente”.[17]

#### I "guàcchë"

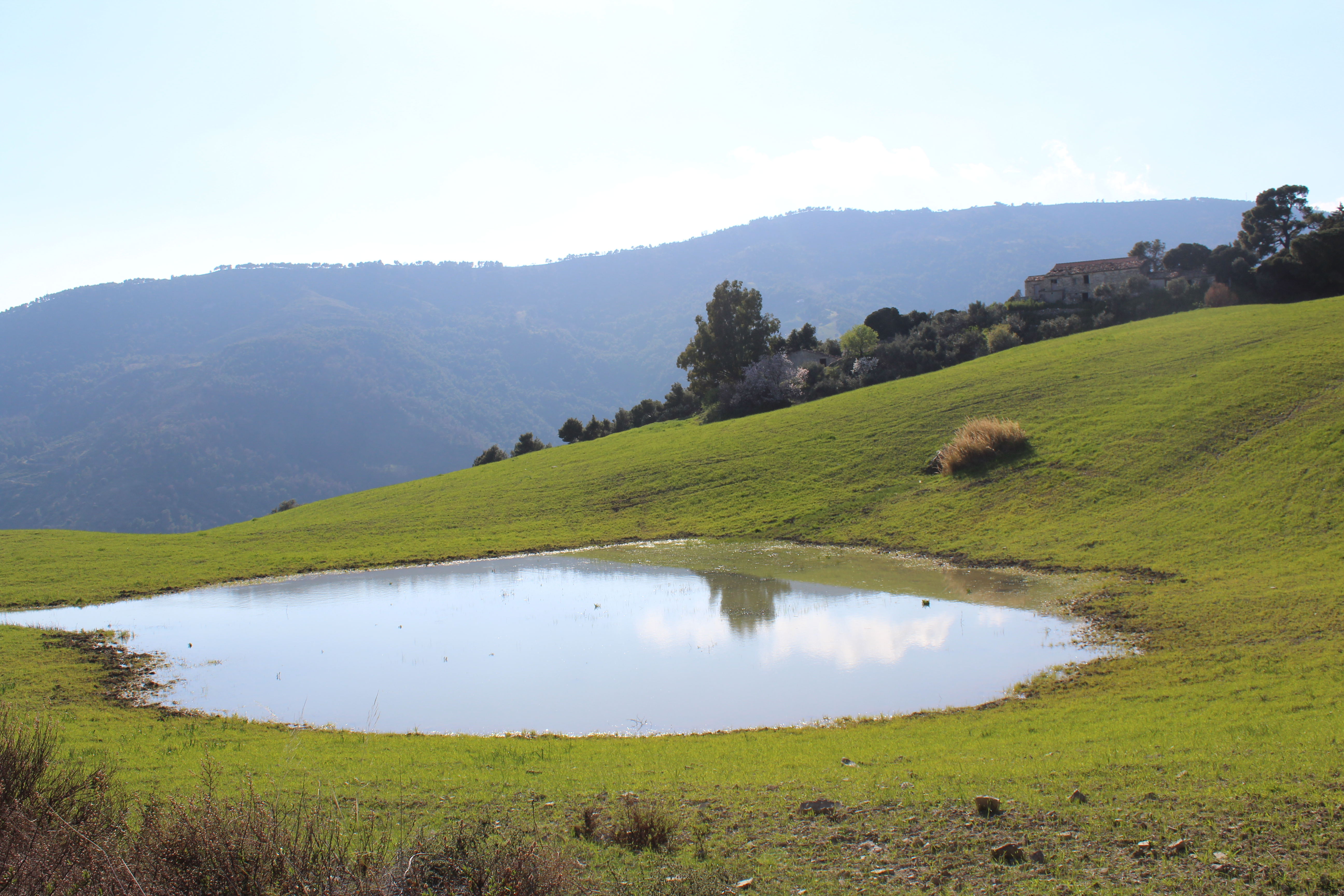
U guàcch'i Ddìll, in località Punciuto, lungo i confini con il territorio di Trebisacce.

Nel territorio di Albidona, diverse località o porzioni di terreni (spesso appartenenti a privati) presentano l'epiteto di guàcchë, che significherebbe appunto "laghetto", "pozza" o "stagno", sebbene non presentino nella maggior parte dei casi più tale conformazione.
Tuttavia, essi testimoniano la presenza in passato di numerose aree paludose, che soprattutto negli anni '20 e '30 furono riserva delle zanzare anofele, vettori dell'agente eziologico della malaria. Essa era endemica in tutto il Meridione, in particolare nelle aree più pianeggianti, come la vicina Piana di Sibari, bonificata soltanto negli anni cinquanta.
Fu proprio in questo periodo che sorsero in tutto il comprensorio i Consorzi di bonifica, che fu dagli anni sessanta un importante bacino di utenza lavorativa per molti albidonesi.
L'associazione fra i guàcchë del territorio albidonese e la presenza della malaria è stata testimoniata da molti anziani, che negli anni hanno raccontato le loro esperienze dirette con la patologia, e dalle evidenze del medico condotto dell'epoca, il compianto Pasquale Mele, che si impegnò in prima persona a prosciugare alcuni guàcchë presenti.

### Gli alberi monumentali
Nel territorio di Albidona sono ospitati tre alberi monumentali, riconosciuti dal Ministero delle politiche agricole alimentari e forestali per effetto della legge 10/2013. Essi vengono selezionati in base a vari criteri, quali le dimensioni, la longevità, i requisiti storici, la rarità e i requisiti paesaggistici e storico-architettonici.
Sono i seguenti:

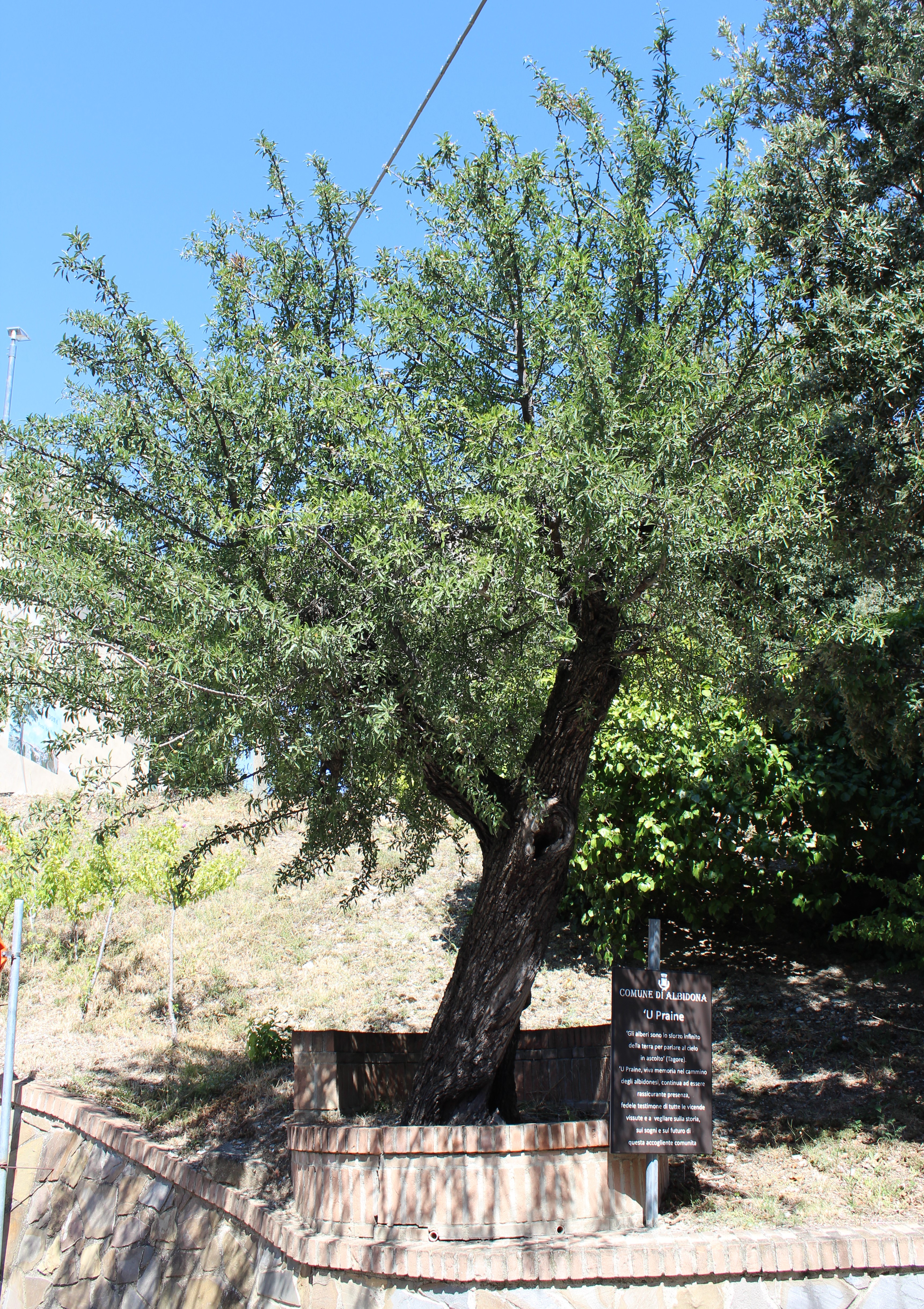
'U Pràinë i Mast Giguànn.

1. 'U Pràinë i Mast Giguànn.Il pero selvatico (Pyrus pyraster) collocato nel contesto urbano, in via Circonvallazione, quasi all'ingresso dell'abitato ( qui.). È noto alla comunità come 'U Pràinë i Mast Giguànn: in passato rappresentava (in quanto posto poco oltre la periferia del paese) un simbolo di saluto e di partenza di tanti emigrati, nonché di commiato verso i defunti, che venivano condotti verso il cimitero.  È posto ad un'altitudine di 750 m s.l.m., ha una circonferenza del fusto di 70–135 cm e un'altezza di 6 m. È riconosciuto come monumentale per i seguenti criteri: età e/o le dimensioni; valore storico, culturale, religioso. Ha ricevuto la proposta di dichiarazione di notevole interesse pubblico.

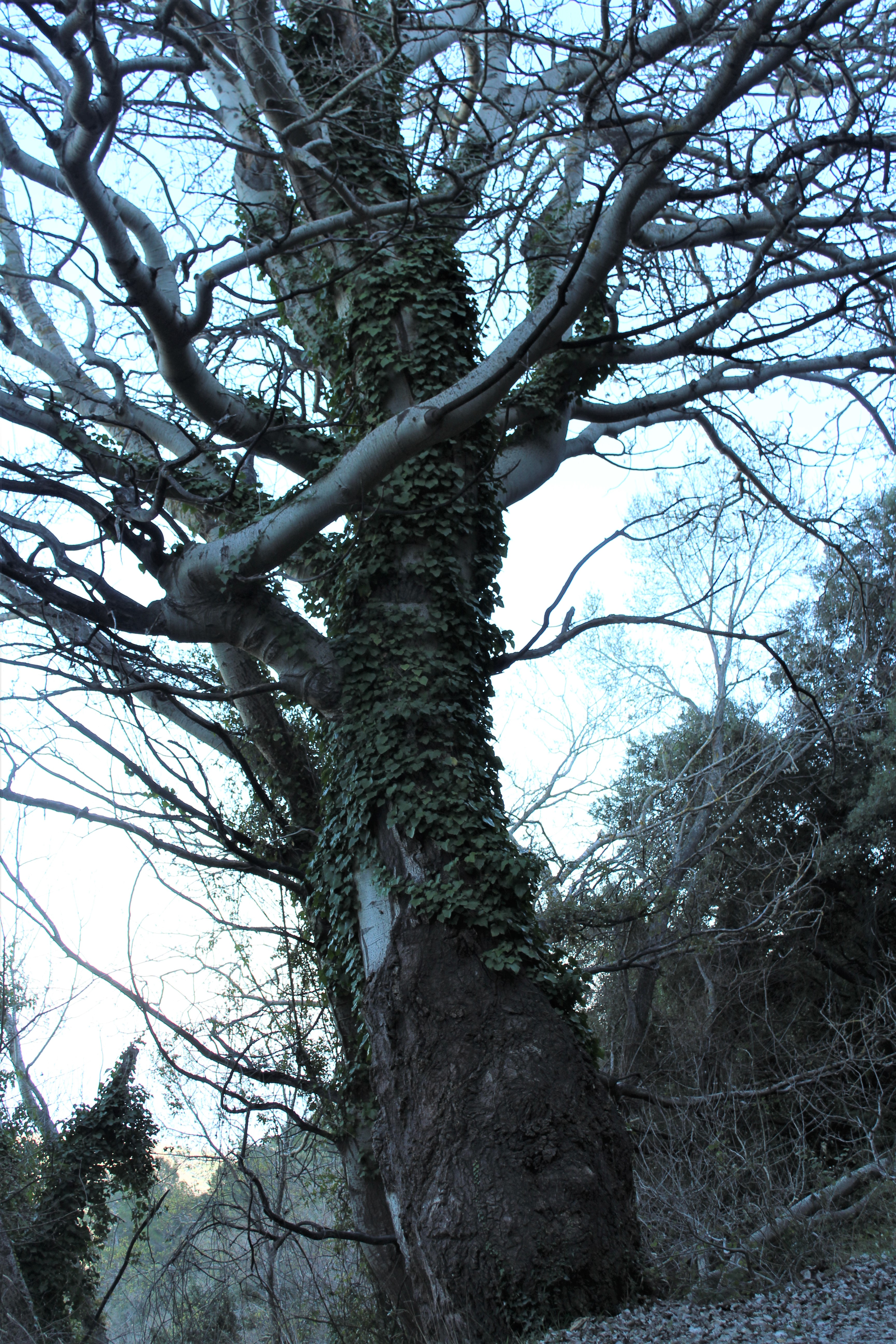
Il pioppo canescente della fontana dell'Ungaro.

2. Il pioppo canescente della fontana dell'Ungaro.Il pioppo canescente (Populus canescens) collocato nei pressi della Fontana dell'Ungaro, in località Mastimajòrë (fra il timpone S. Elia e il timpone Visciglie) ( qui.).  È posto ad un'altitudine di 613 m s.l.m.; ha una circonferenza del fusto di 575 cm e un'altezza di 21,5 m. È riconosciuto come monumentale per i seguenti criteri: età e/o dimensioni; forma e portamento. Anch'esso ha ricevuto la proposta di dichiarazione di notevole interesse pubblico.

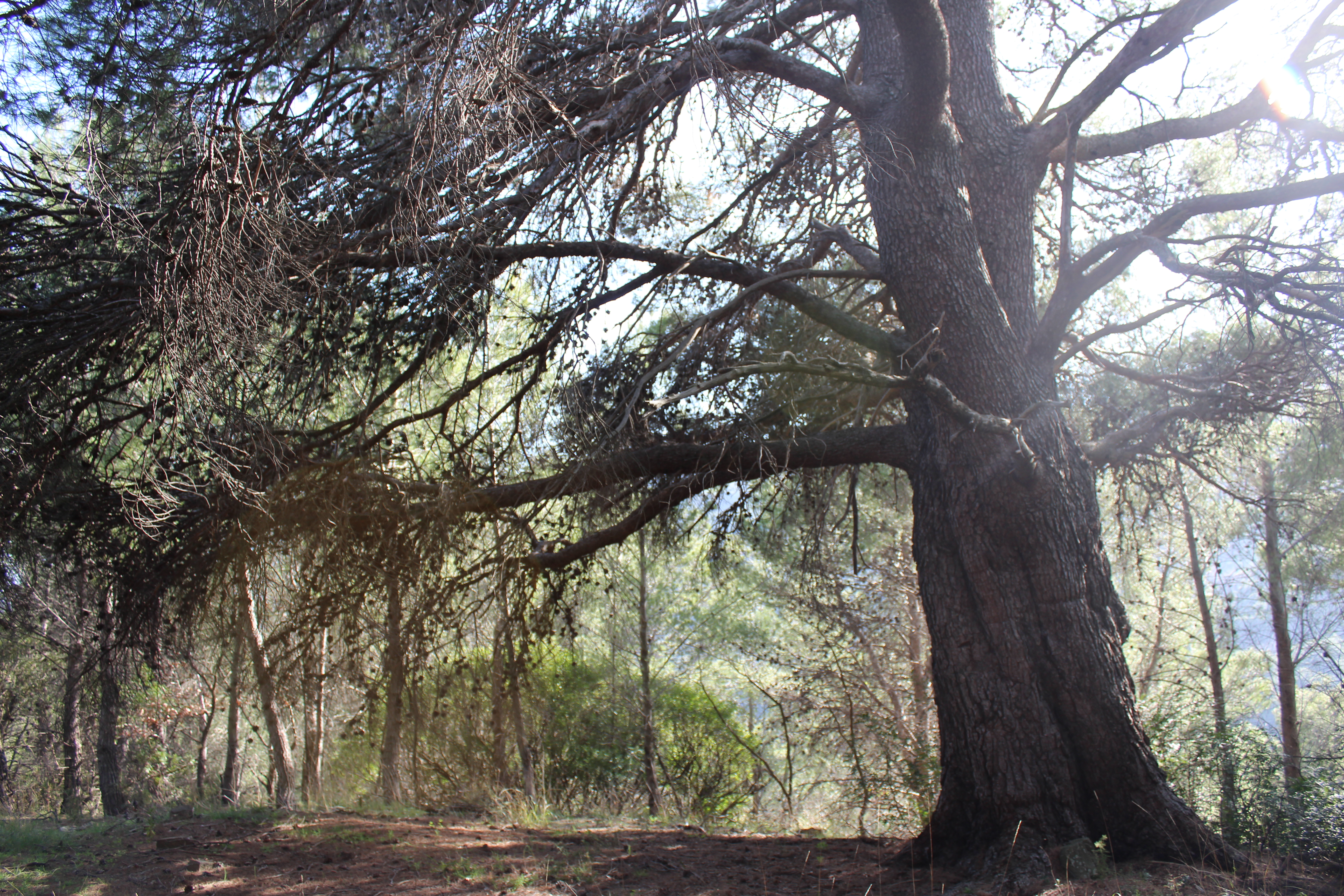
Il pino d'Aleppo di Forra Martino.

3. Il pino d'Aleppo di Forra Martino.il pino d'Aleppo (Pinus halepensis) collocato nei pressi della Forra Martino, in località Soletta (fra il canale Runci e il canale di S. Caterina) ( qui.). È posto ad un'altitudine di 536 m s.l.m.; ha una circonferenza del fusto di 380 cm e un'altezza di 18,5 m. È riconosciuto come monumentale per i seguenti criteri: età e/o dimensioni; forma e portamento. Anch'esso ha ricevuto la proposta di dichiarazione di notevole interesse pubblico.

### Aree monolitiche

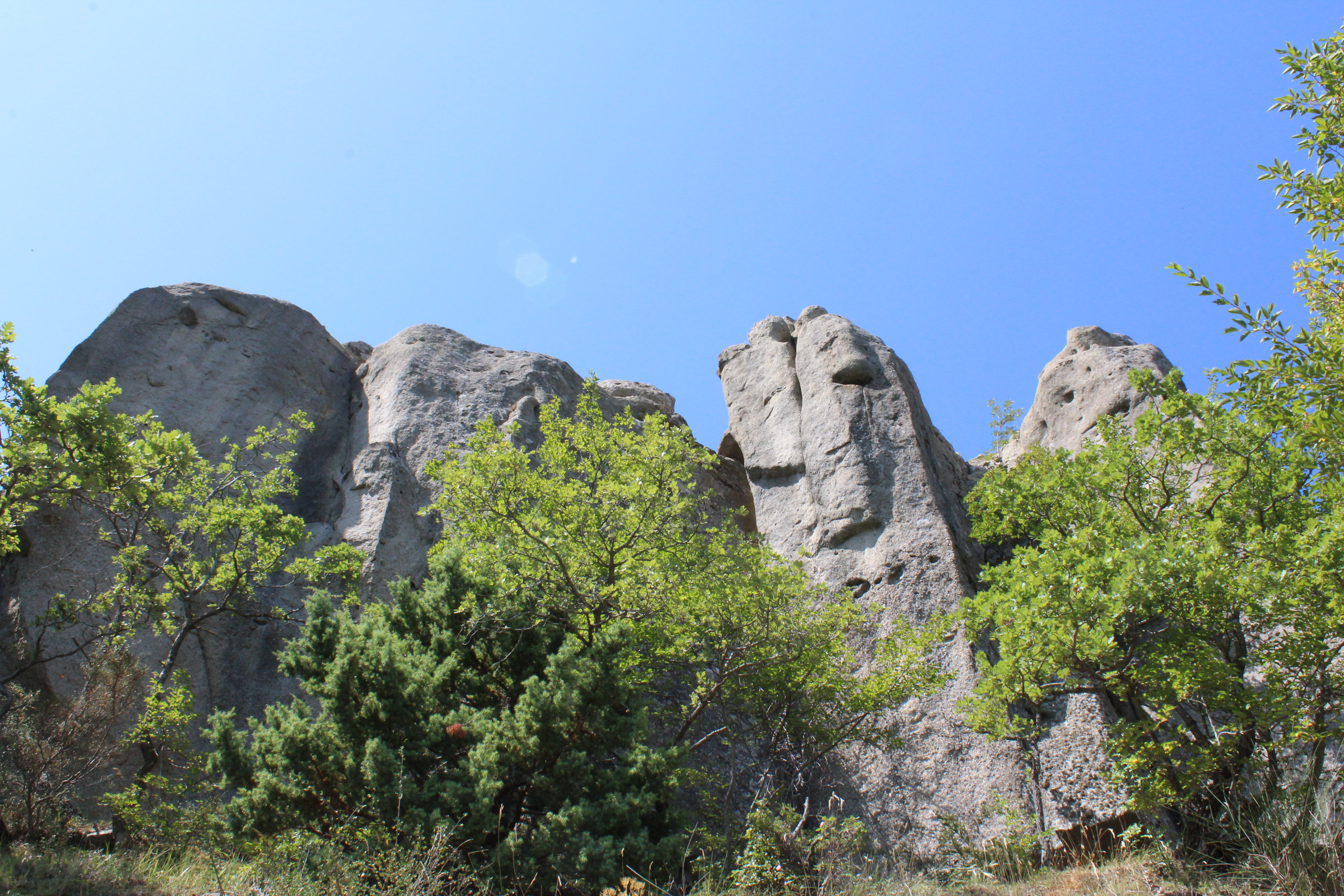
Le Balze (i Vàuzi) del Manganile.

#### Le Balze (iVàuzi) del Manganile
Si tratta di un'area monolitica alquanto imponente, collocata lungo le propaggini di Serra Manganile, al confine fra i territori di Albidona e Castroregio. Rappresentano uno dei più monumentali affioramenti in superficie della Formazione di Albidona, il già citato Flysch.
È possibile raggiungerle tramite le strade interpoderali che provengono ad est dal timpone Turrisi e dal timpone Mìcari e a sud-ovest dalla Strada provinciale 153, in località Calcinara.
Nei pressi di questo imponente complesso megalitico si trova anche la fonte dell'Acquafredda, a cui è attigua inoltre la Grotta di Soria, nella quale, nel 1864, Domenico Soria, benestante di Oriolo, fu sequestrato dalla banda di Antonio Franco.

#### L'Armo di Mastroromano

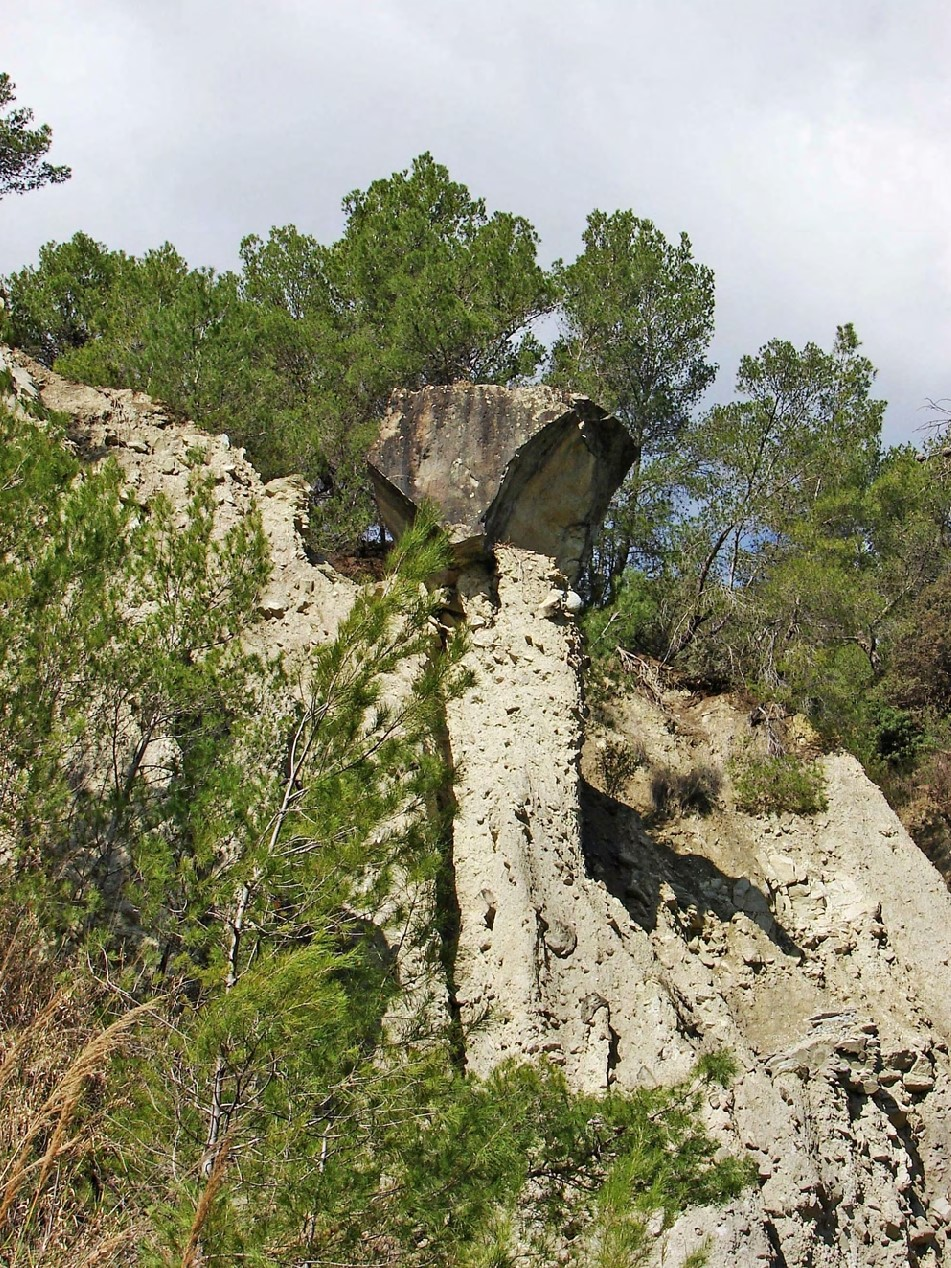
L'Armo di Mastroromano, nel canale Roccolo.

L'Armo di Mastroromano è stato un monolite appeso a picco su un dirupo del Canale (o Fosso del) Roccolo, affluente di sinistra del torrente Avena, poggiato su una colonna costituita da un conglomerato di argilla e pietre cementate naturalmente.
L'aspetto monumentale e la posizione alquanto singolare che reggeva da secoli ha fornito nell'inventario popolare una fonte di ispirazione per numerose leggende. I contadini del luogo lo definivano  "retto dal Diavolo".
Uno degli aneddoti più interessanti è legato a un giovane contadino, Tommaso Paladino, il quale, prima di partire come tanti altri per le Americhe, volle scalare l'Armo di Mastroromano al fine di potersi guadagnare la fiducia dai genitori della fanciulla di cui era innamorato, al quale però era negata dai genitori.
Secondo la tradizione, il nome sarebbe legato a un artigiano (Mastro) o un cacciatore di nome Romano, precipitato in quel dirupo.
L'Armo di Mastroromano è crollato dopo secoli, forse a causa di uno smottamento del canale sottostante o della colonna su cui era posato, nel 2018.

#### I monoliti di Mostarico
Poco più a valle della vetta del Monte Mostarico, tra le contrade Vigna dei Preti e Valle del Pozzo, si ergono imponenti monoliti, immersi in un rigoglioso bosco di pini d'Aleppo.
Si tratta di formazioni monumentali attigue fra loro certamente così posizionate soltanto in modo casuale.
Poco più a valle, dirigendosi verso la Timpa gaida e la Scala di Francomano, si erge un altro monumento naturale: la Pioca di Marco Tucci ("A pijòchë i March'i Tuccï").

### Aree di interesse archeologico

#### IlPiano Senise

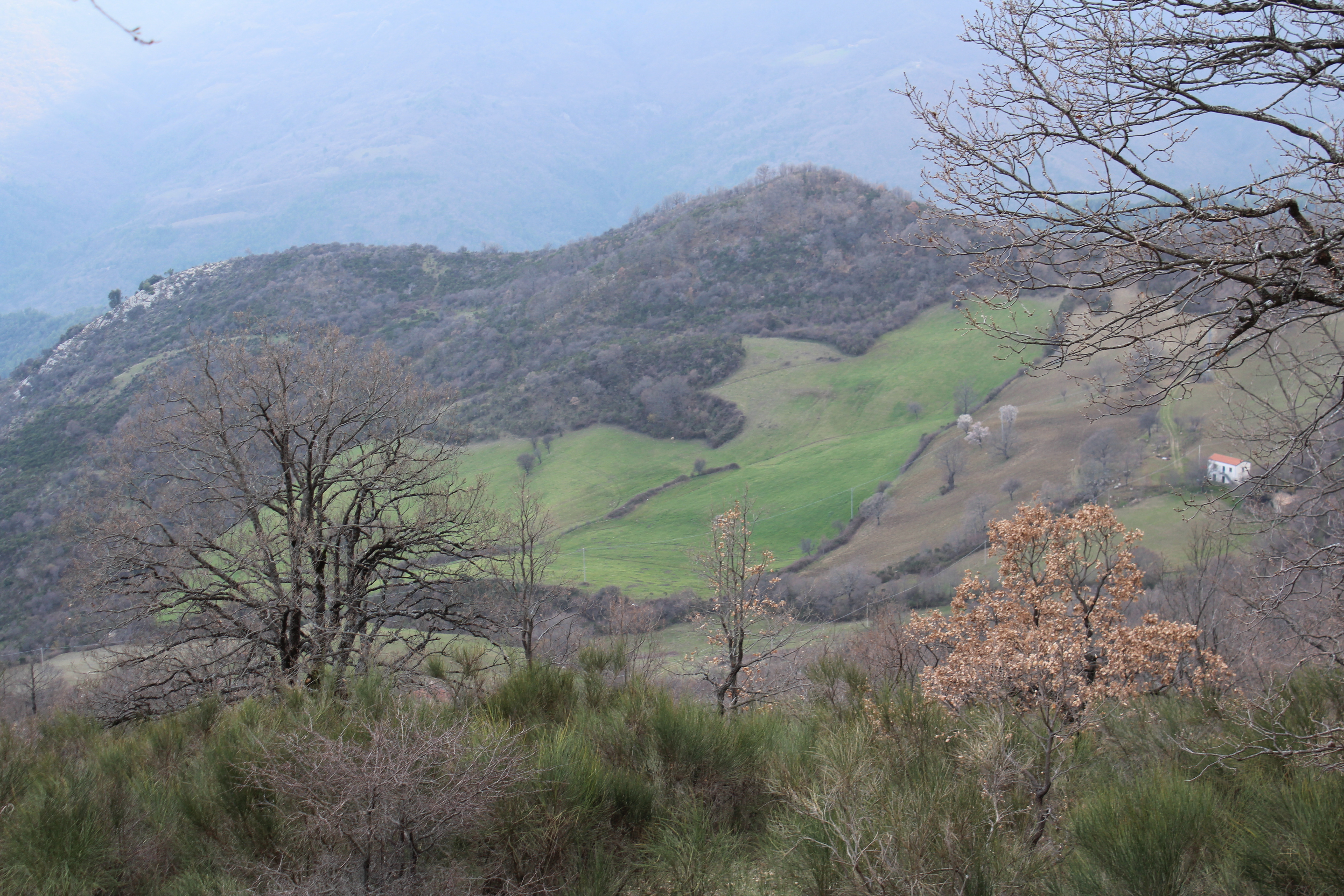
Veduta dell'altopiano di Piano Senise dal timpone della Foresta.

Piano Senise è una delle località poste più a monte del territorio. Si tratta di un vasto altopiano collocato lungo la SP 153 in direzione Alessandria del Carretto, sormontato dall'altura più elevata del territorio: il Timpone della Foresta, la cui vetta si trova a 1124 m s.l.m.
È un'area ricca di coltivazioni ed è caratterizzata, soprattutto nella stagione primaverile, da una fitta vegetazione di ginestre, che lo rendono una tavolozza di colori dominata dal giallo.
Proprio in località Piano Senise si distacca dalla provinciale la strada che consente di attraversare il crinale e raggiungere la Foresta di Castroregio, il "polmone verde" dell'Alto Ionio Cosentino. In essa è collocata la Chiesetta della Madonna della Neve, verso cui ogni anno, il 18 agosto, gli albidonesi si recano per rendere omaggio alla Vergine, cui sono da sempre molto devoti, nonché per trascorrere momenti conviviali nelle aree di verde attrezzato attigue, nel fitto bosco dominato da esemplari di cerri.

##### La grotta di Santa Ranura e l'Abbazia di Santa Veneranda

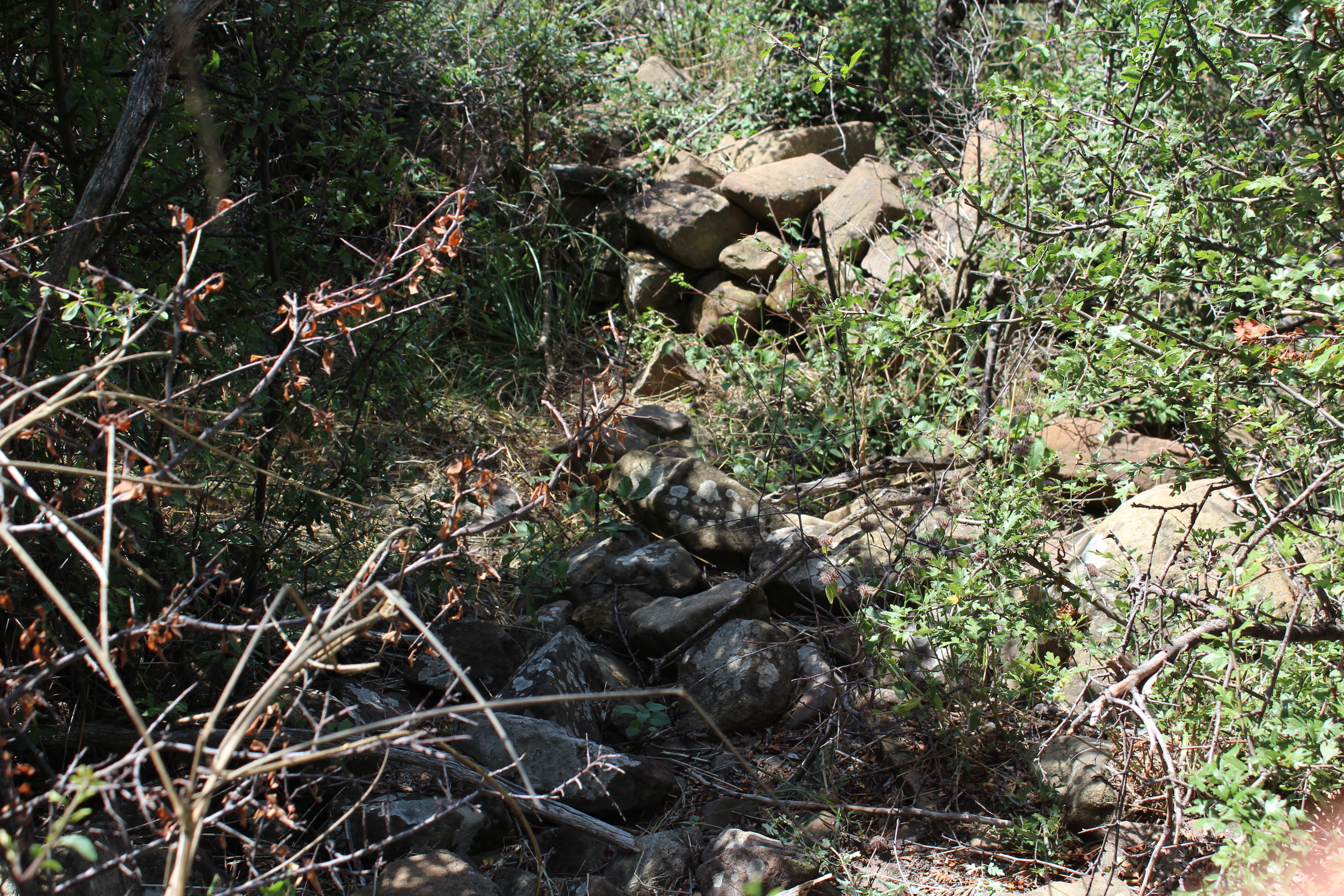
Ruderi dell'Abbazia di Santa Veneranda, parzialmente coperti dalla rigogliosa vegetazione di macchia mediterranea.

A pochi passi dal Piano Senise sono collocati il Timpone di Santa Ranura, che ospita la grotta della timpa di Santa Ranura o del timpone del Pico (forse in passato rifugio di briganti), e la località Santa Veneranda, che ospita ancora i ruderi di un antico monastero: l'Abbazia di Santa Veneranda.

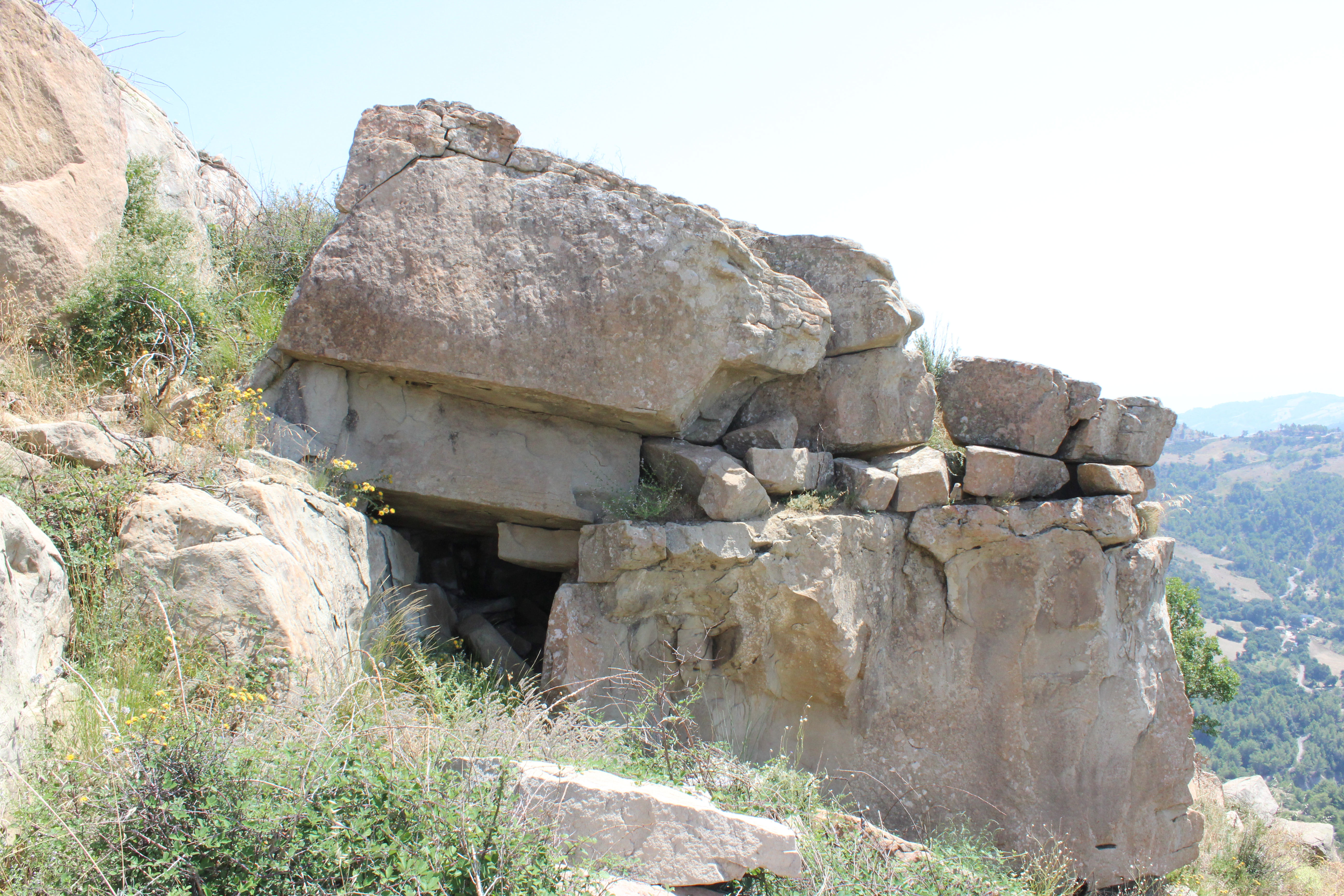
La grotta della Timpa di Santa Ranùra (o di Timpone del Pico).

Si tratta di un antico monastero basiliano, la cui esistenza è comprovata da alcuni documenti storici compresi fra il 1106 e il 1729, rimasto attivo fino al 1583. Anticamente era noto anche come Monastero di Santa Venere o di Sant'Angelo Battipede.
Esso viene citato, inoltre, in due testi di Giuseppe Russo:
- nel primo[134], è riportato il documento CXXVII, in latino, che parla di una decima e di messe in suffragio da parte degli abati di "sancte Marie de Ungro et abbati sancte Venere de Albidona", a firma del cappellano "Loysius Grizzuto, vir venerabilis, cappellanus et rector eiusdem ecclesie sancti Petri", per nome del vescovo di Cassano ("Joachinus episcopus cassanensis. Ecclesia beati Petri et Pauli de Catholica de Castrovillari.").;
- nel secondo[135], vengono invece citati l'abbazia di Santa Venere e l'abate del monastero di S. Angelo, tale Nicodemo, rifacendosi alle decime del 1324, contenute nella raccolta del Vendola[136].

Ad oggi, sia della Grotta che dell'Abbazia, non rimane che qualche pietra che probabilmente costituiva il basamento delle due strutture, ormai coperta sempre più da una fitta vegetazione.
La leggenda racconta anche che in passato la statua della Madonna sarebbe stata rubata da alcuni abitanti di Alessandria del Carretto, che in seguito sarebbero stati scovati e puniti duramente con il taglio delle mani nella località posta fra i comuni di Albidona, Alessandria e Castroregio, che oggi porta il nome appunto di Serre di Tagliamano.

#### I reperti delGioro
Poco distante dal Piano Senise, più a valle verso il Canale Franciardi, è collocato l'altopiano del Gioro. Qui si trova il Timpone della Cappella, chiamato così per la presenza in passato di un'abbazia o un convento, testimoniato da un documento del 1744 che descrive il significato della parola Gioro come San Giorgio e inoltre parla di una "grancia", che significa appunto convento o abbazia. In questo documento figura anche l'arciprete e cantore albidonese Antonio Scillone.
In questa località sono stati rinvenuti negli ultimi anni alcuni reperti (cocci e pezzi di tegole), appartenenti probabilmente all'eremo di San Giorgio.

#### La grotta diMulèo
Nell'aspro e ripido costone roccioso della Timpa di Mulèo o Mulèca, che volge verso la fiumara Saraceno, è ospitata una grotta, ormai resa quasi inaccessibile da una ricca vegetazione di lentischi e alaterni e da cumuli di pietre e argilla riversate durante i lavori di realizzazione dell'acquedotto del Frido. L'interno è ancora visibile e ha le dimensioni di una stanza quadrangolare.
Secondo la tradizione orale, questa grotta sarebbe stata in passato rifugio dei briganti sia nei primi anni dell'800 che nel periodo pre- e post-unitario. Inoltre, proprio qui si rifugiarono alcuni rivoltosi coinvolti nei moti del 1848 albidonese, tra cui il notaio Pasquale Dramisino, ricercato dalle guardie nazionali, capitanate da Nicolantonio Chidichimo.
Un simpatico aneddoto riguarda il contadino Michele Lofrano (Chèghë 'i Santë), il quale rinvenne nella grotta un ingente bottino, lasciato probabilmente dai briganti, e se ne impossessò. Tuttavia, per non farsi notare, continuò a indossare le sue "calandrelle", le tipiche calzature dei contadini), che divennero proverbiali ("i chïgandrèglië 'i Chèghë 'i Santë").
Nei pressi della grotta, risalendo la timpa di Mulèo per raggiungere l'Aia di Mulèo, si incontra un monumentale esemplare di Pino d'Aleppo, che nell'inventario popolare è conosciuto come "a Pijòchë 'i Rïpettièll" (di Ripettello o Robertello), la cui cima era visibile dall'abitato.

#### La masseria delCoppone
In contrada Coppone, posta fra il torrente Avena, il timpone Gavazzo e la località Maristella, è collocata un'imponente masseria, chiamata dai contadini "La Turra", che fu costruita per volere del feudatario Ottavio Mormile, il "Duca di Campochiaro", nel XIX secolo, a difesa dei suoi possedimenti ricchi di uliveti. In seguito passò in mano ai Chidichimo. In questa massera morì don Pasquale Chidichimo, il nobile rapito dai briganti della banda di Antonio Franco, come si legge nella sua lapide marmorea custodita nella Cappella del Cafaro.
Negli anni '70, fu abitata da coloni di San Severino Lucano e Terranova di Pollino.
Nel 1975 fu rinvenuto un orlo di pithos, ascrivibile al IV-II sec. a.C.. Inoltre, fu rinvenuto un piccolo busto raffigurante un giovane, forse legato a un culto pagano oppure protocristiano.
Ne parlò anche Pier Giovanni Guzzo nel suo Vetera Christianorum, descrivendo alcuni ritrovamenti di frammenti ceramici di epoca storica non meglio definiti. Un altro fu rinvenuto in località Serra del palazzo, non lontano dal Coppone. Si pensa che questi siti archeologici siano stati i luoghi sacri dei primi cristiani nella zona.

### I murales

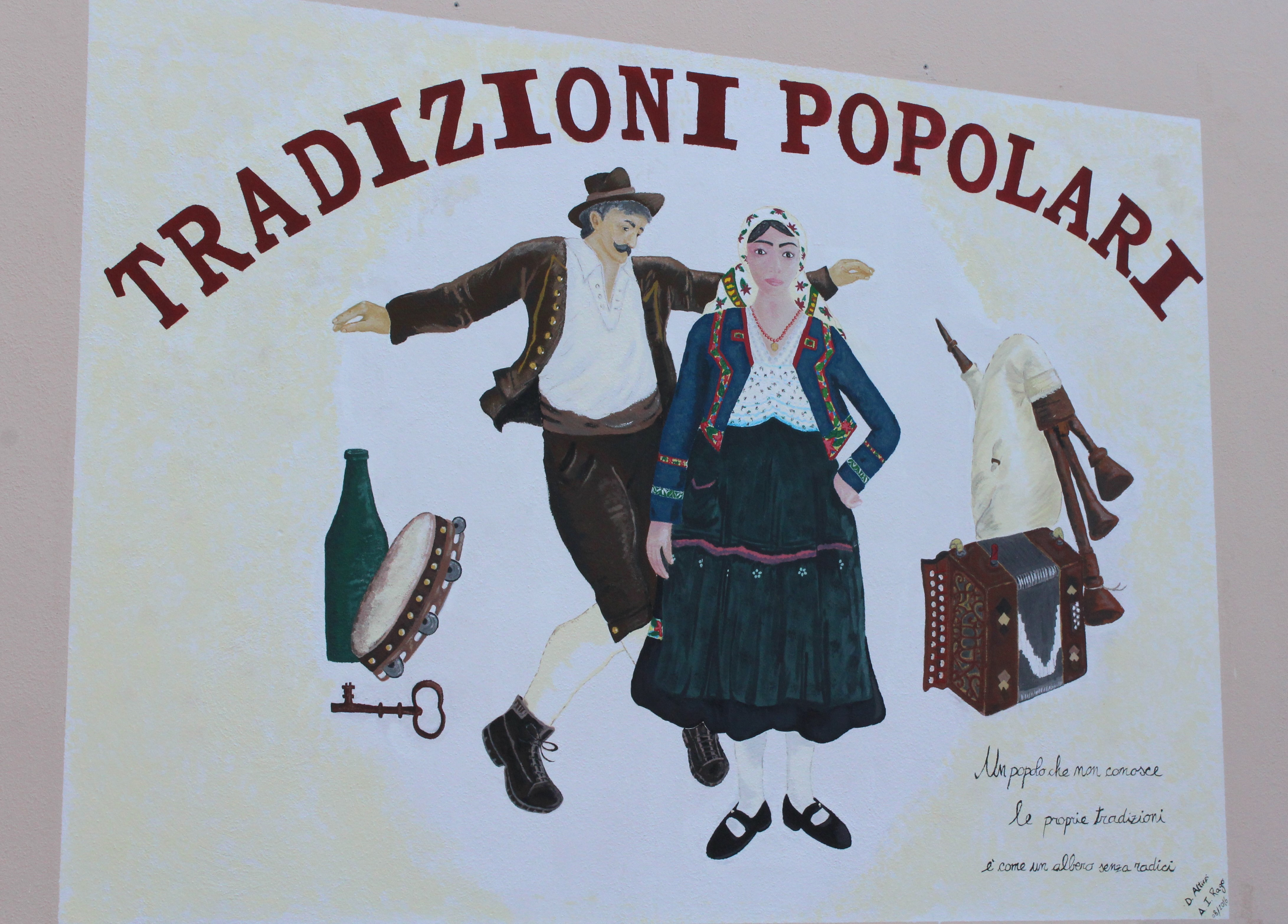
Il murale dedicato alle tradizioni popolari, realizzato da I. Rago e D. Altieri nel 2016.

Dal 2016, Albidona ha iniziato a ospitare in vari punti del centro abitato alcuni murales realizzati da vari artisti, locali e non, grazie al contributo dell'amministrazione comunale e di altre associazioni in loco. All'ingresso del paese, svetta il murale che ritrae il panorama di Albidona con un pino loricato (simbolo del Parco nazionale del Pollino) e un fico d'India (che rappresenta la parte più pianeggiante del territorio). Altri murales sono dedicati alle tradizioni popolari (con i vestiti tradizionali e gli strumenti musicali); alla legalità (con il ritratto dell'eroe della lotta alla mafia Peppino Impastato); al lavoro contadino (con "u parìcchië", la coppia di buoi, la semina dei campi e il pastore) e alle filatrici; al passaggio della cultura dagli adulti agli infanti; al Patrono San Michele Arcangelo; al brigantaggio postunitario (realizzato da SMOE).

### Giardini comunali
I giardini comunali sono situati all'entrata del paese, lungo la provinciale Trebisacce-Albidona. Furono realizzati negli anni ottanta dal Consorzio di Bonifica del Ferro e dello Sparviero, su incentivo comunale.
Essi sono dotati di un ampio spazio verde, costituito da molte varietà di specie arboree. I giardini, corredati di sentieri con panchine e spazi di sosta pavimentati in pietra locale, contengono uno spazio giochi per i bambini, un campetto in erba sintetica adibito per calcetto e tennis (circondato da reti di sicurezza e dotato di illuminazione), due campetti di bocce e una fontana erogante acqua potabile.

## Società

### Evoluzione demografica
Abitanti censiti

Albidona ha vissuto, a partire dagli anni '80, un graduale decremento della popolazione, che l'ha condotta a perdere in circa 40 anni quasi 1 000 unità. Dopo il picco demografico (2.260 abitanti) evidenziato con il censimento del 1961, la popolazione si è mantenuta più o meno stabile per circa due decenni, per poi intraprendere la sua discesa, prima graduale, poi più poderosa, soprattutto negli anni '90 e con l'avvento del terzo millennio. Al 1 gennaio 2025, la popolazione albidonese era di 1076 abitanti.

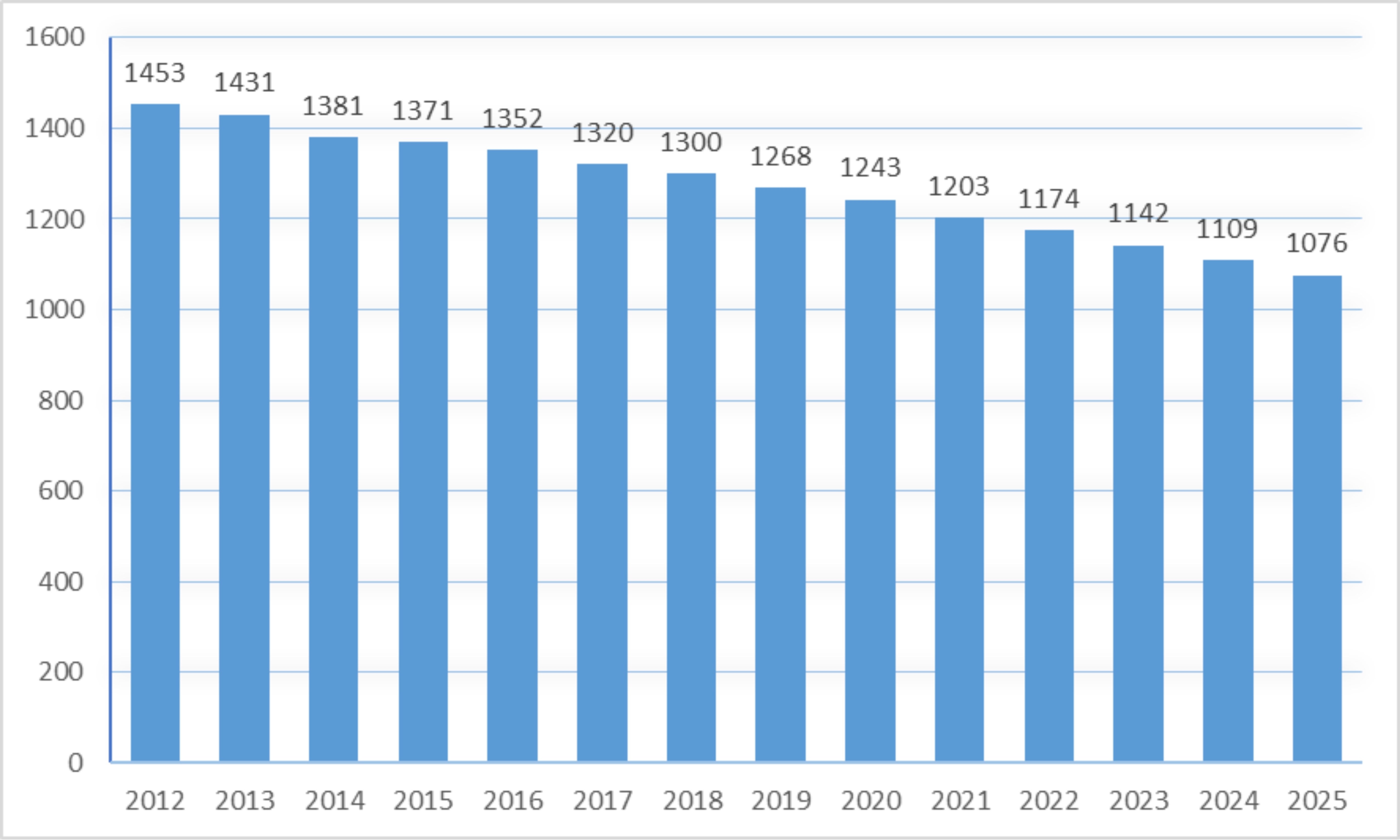
Popolazione di Albidona al 1º gennaio (2012-2025).

Dall'ultimo censimento della popolazione del 2011 all'inizio del 2025 il calo demografico registrato è stato di 384 abitanti (oltre un quarto della popolazione).
Confrontando questi dati (dal 2011 al 2024) con gli altri comuni dell'Alto Ionio, accomunati dal medesimo fenomeno di spopolamento, si registra ad Albidona uno dei tassi più elevati di calo demografico (-32,8%), superata solo da Castroregio e Alessandria del Carretto, e seguito da San Lorenzo Bellizzi; fra il 20 e il 30% risultano le percentuali di Nocara, Oriolo, Montegiordano, Plataci e Canna. Sotto il 15% invece si trovano i più popolosi Cerchiara di Calabria, Amendolara e Francavilla Marittima, tutti più prossimi al litorale o dotati di uno scalo all'interno del medesimo territorio.
Il calo demografico, a partire dal censimento del 2001, è stato determinato sia dal flusso migratorio sia dal saldo naturale: ad eccezione del 2004 (+13) in tutti gli altri anni il numero di iscritti all'anagrafe è stato sempre superato dal numero di cancellati (con un picco di saldo migratorio -58 unità nel 2005); ad eccezione del 2002 (+1) e del 2017 (0), le nascite sono state sempre superate dai decessi (con un picco di saldo naturale -21 unità nel 2013 e nel 2022).
Dal 2002 al 2024, la popolazione è diventata sempre più anziana:
- l'età media è aumentata di oltre 10 anni (da 40,5 a 51,9 anni);
- l'indice di vecchiaia è quasi quadruplicato (da 122,4 a 440,7);
- l'indice di natalità si è ridotto notevolmente negli anni (con un massimo di 10,4 nel 2004 e un minimo di 1,8 nel 2023);
- l'indice di ricambio della popolazione attiva è quasi triplicato (da 83,3 a 230,8);
- la percentuale di anziani (over 65 anni) è aumentata dal 18,1 al 34,2%, a discapito della popolazione fra i 15 e i 64 anni (passata dal 67,1 al 58,1%) e under 14 anni (passata dal 14,8 al 7,8%).

Ad Albidona, la popolazione di età uguale o inferiore a 18 anni (al 1º gennaio 2025) era rappresentata da 106 individui (9,85%).
Pur essendo uno dei più piccoli comuni dell'Alto Ionio Cosentino, Albidona si trovava, nel 2001, al quarto posto per quanto riguarda il numero di individui che abitano il capoluogo comunale (località abitata dove è situata la casa municipale). Infatti, la popolazione era di 1 784 abitanti, 1.713 dei quali abitavano il centro "capoluogo", preceduto solo da Trebisacce (8.732), Oriolo (2.707) e Francavilla Marittima (2.441). Anche centri con popolazione totale nettamente superiore a quella di Albidona, infatti, avevano una popolazione inferiore nel centro "capoluogo", come Villapiana (1.674), Rocca Imperiale (976), Cerchiara di Calabria (1.443) e Amendolara (1.435).

### Etnie e minoranze straniere
La popolazione straniera, al 1 gennaio 2024, è composta da 9 soggetti, che rappresentano lo 0,81% della popolazione totale.
Essi appartengono alle seguenti nazionalità:
- marocchina: 4;
- rumena: 2;
- bulgara: 1;
- albanese: 1;
- pakistana: 1.

### Economia
Albidona, in linea con vari comuni limitrofi, figura tra i comuni più poveri d'Italia.
I dati del 2022 del Mef indicano un numero totale di contribuenti pari a 810 persone fisiche. Circa la metà di essi sono pensionati (394), coerentemente alle statistiche sull'età media della popolazione (un terzo della quale rappresentata da over 65). I contribuenti con un reddito inferiore ai 10 mila euro sono 390. Questo dato pone Albidona come il 128º comune italiano con la più alta percentuale di contribuenti aventi un reddito inferiore ai 10 mila euro. Fra i più agiati, i contribuenti con un reddito superiore ai 55 mila euro sono solo 5 e sono solo 61 ad avere un reddito fra i 26 e i 55 mila euro. Sono 337 le persone fisiche ad avere un reddito fra i 10 e i 26 mila euro. Pertanto, l'89% del totale ha un reddito inferiore ai 26 mila euro all'anno.
Su un numero totale di contribuenti aventi reddito imponibile di 785 persone, il reddito imponibile medio pro capite è di 12535,29 euro, definendo Albidona come il 111º comune più povero d'Italia. A precederla in questa impietosa classifica sono perlopiù altri comuni calabresi, fra cui i vicini Castroregio e Plataci. Se si considera questo dato in rapporto alla popolazione al 1º gennaio 2023, il reddito medio pro capite scende a 8609,10 euro. Per cui, semplificando per puri fini esemplificativi (trascurando pertanto eventuali variabili interferenti, quali redditi non dichiarati, tassi di evasione fiscale e redditi non imponibili), in media, ogni albidonese vivrebbe con poco più di 700 euro al mese.

### Il dialetto albidonese
Il dialetto albidonese appartiene al gruppo dei dialetti dell'area arcaica calabro-lucana, altrimenti conosciuta come area Lausberg, dal nome del linguista tedesco, che per primo l'ha conosciuta e studiata.
Si tratta di un'area di confine, collocata fra la Basilicata meridionale e la Calabria settentrionale, nella cornice di territorio posta attorno al Massiccio del Pollino, circondata ai lati dal Mar Tirreno e dal Mar Ionio.
Sebbene l'area rappresenti un unicum linguistico nel Meridione, in quanto caratterizzata storicamente da un notevole isolamento geografico e culturale che ne ha garantito la conservazione, essa è distinta in una sezione a vocalismo di tipo sardo e una sezione a vocalismo di tipo misto (sardo e siciliano).
Il dialetto albidonese, così come gli altri comuni dell'Alto Ionio Cosentino, è inserito nella sezione a vocalismo di tipo sardo: è un vocalismo che altrove ha riscontro solamente in Sardegna e riflette un momento arcaico della lingua latina, quando la penetrazione romana verso sud trovò ostacoli dovuti alla resistenza delle popolazioni locali e agli ostacoli naturali (si pensi al Massiccio del Pollino o del Sirino in Lucania).

### Tradizioni e folclore
Albidona conserva una storia antica e una tradizione radicata. È ancora viva la tradizione contadina anche se in alcuni aspetti modernizzata. Sta riprendendo vita la tradizione musicale con suonatori di strumenti locali come la zampogna, il tamburello, l'organetto, il fischietto di oleandro, e una rivalutazione di quelli che sono i riti tradizionali che si manifestano soprattutto nelle feste popolari, come Sant'Antonio con l'innalzamento della “'ndinna” (albero della cuccagna), il 13 giugno o San Michele, il santo patrono, venerato l'8 maggio o ancora la Settimana Santa con canti dialettali.

#### Il "modo lidio" o "tritono"
Nella tradizione musicale, e in particolare orale, albidonese è degno di nota il modo lidio, un peculiare complemento musicale certamente esistente sin dal Medioevo e probabilmente ereditato dalla tradizione arcaica greca. Anche conosciuto come tritono (ossia "di tre toni"), è rappresentato a livello musicale da un "intervallo di quarta aumentata", uno stile musicale che addirittura era messo al bando dalla Chiesa, in quanto ritenuto un'espressione del Diavolo. È infatti conosciuto come diabolus in musica.
Esso è fortemente rappresentato nella tradizione musicale e orale albidonese, in particolare grazie a uno strumento molto rudimentale ereditato dalla tradizionale agro-pastorale: il fischietto di oleandro ('u vïshchiètt i gàndrë). Si tratta di uno strumento a fiato "effimero stagionale", che veniva e viene tuttora costruito e suonato dai pastori al pascolo, utilizzando la corteccia di arbusti di oleandro, molto diffuso nel territorio albidonese, in particolare nelle aree più pianeggianti.
La tipica melodia del fischietto di oleandro, sfruttante il "Klang" (sequenza degli armonici pari e dispari) ha spesso influenzato il vasto panorama strumentario e musicale dell'area del Pollino e dell'Alto Ionio Cosentino, con alcune rivisitazioni eseguite utilizzando altri strumenti di musica popolare, come l'organetto, la fisarmonica e la chitarra battente. È conosciuta anche come sonata all'albidonese o, localmente, come a votàtë d'u vïshchiètt i gàndrë.
Alcune sonate in modo lidio sono presenti anche nell'area del Reventino, in provincia di Catanzaro.

#### Festa di San Michele Arcangelo e rito delle "Piòche"
La festa di San Michele Arcangelo, Santo patrono di Albidona, si svolge l'8 maggio di ogni anno. Anticamente pare che la festa si svolgesse il 29 settembre, giorno consueto per la Chiesa Cattolica dedicato ai tre Arcangeli Michele, Gabriele e Raffaele. Poi da un anno all'altro la data fu modificata sinché si decise di festeggiare San Michele l'8 maggio. La festa del Santo patrono è quella che richiama ogni anno tantissimi emigrati, che rinunciano a qualsiasi impegno, pur di rivivere la festa che più rappresenta il proprio paese.
Il 7 maggio di ogni anno, invece, si festeggia San Francesco da Paola. La mattina si svolge la tradizionale fiera annuale, mentre nel pomeriggio si attua la celebrazione eucaristica, seguita da un corteo processionale, durante il quale il santo viene trasportato lungo le vie del paese. Nella stessa giornata viene intrapresa una tradizione locale molto antica, legata a un rito arboreo di carattere pagano: la "Piòca". Enormi esemplari di Pino d'Aleppo vengono trasportati a forza d'uomo o con l'ausilio (da pochi anni) di mezzi a motore agricoli in tutto il paese, accompagnati dalla musica popolare di suonatori locali di zampogna, organetto, fisarmonica e tamburello e con i gustosi prodotti tipici di Albidona (salumi, formaggi, vino locale). La festa si diparte per tutto il paese, dove altri gruppi di suonatori intraprendono gli stessi suggestivi accompagnamenti musicali. Solitamente nella serata della festa di San Francesco le "pioche" vengono innalzate nei punti più ampi del paese, sorretti da fascine e piccoli legnetti.
L'8 maggio si festeggia il Santo patrono. Nella mattinata si svolge la celebrazione eucaristica, seguita dalla prima parte della processione, accompagnata dalla musica della banda musicale o di suonatori locali di zampogna e da donne in costume tradizionale che trasportano i "cinti" (suggestivi contenitori per misure agricole decorati con omaggi floreali o candele), tra cui "u miènzë tùmmïnë" (mezzo tomolo), ancora usato come unità di misura in agricoltura, soprattutto per misurare cereali quali orzo e grano, che rappresentano la forma più comune di coltivazione terriera nel territorio. In questa prima parte del corteo processionale si trasporta l'imponente statua lignea di San Michele dalla Chiesa Madre al quartiere nuovo (Piano Giumenta), arrestandosi in Piazza S. Rocco.
Nel primo pomeriggio si riprende la processione, che raggiunge tutto il centro storico, fino a ritornare nella piccola piazzetta antistante al vestibolo della Chiesa nel tardo pomeriggio. Qui si svolge il tradizionale "incanto", un'asta di prodotti tipici, animali o manufatti artistici dedicati al santo offerti da alcuni devoti; i soldi ricavati saranno poi destinati alle spese sostenute per allestire la festa. Terminato l'incanto nella prima serata, vengono effettuati i suggestivi fuochi pirotecnici.
Nella notte, dopo gli spettacoli musicali allestiti grazie alle offerte della festa, vengono finalmente incendiate le maestose "Piòche", il tutto accompagnato con la musica di strumenti musicali popolari, prodotti tipici e il buon vino; la festa, spesso, si inoltra anche fino alla tarda notte o la prima mattinata.

#### Festa di Sant'Antonio da Padova e la "Ndinna" (albero della cuccagna)
La festa di Sant'Antonio da Padova si svolge il 13 giugno di ogni anno. È la festa più sentita dagli albidonesi dopo quella del Santo patrono San Michele, in quanto è molto ricca di tradizioni popolari alquanto arcaiche e la devozione verso il santo portoghese è molto forte.
Il rito religioso è affine a quello del patrono, in quanto la mattina si tiene la celebrazione liturgica, seguita dalla processione, nella quale il santo di Padova viene trasportato per tutto il paese a forza di braccia; al rientro del santo nell'omonima chiesa, in piazza Convento, termina il culto religioso.
Nel pomeriggio si ha il momento più atteso dell'anno: la Ndinna (albero della cuccagna). Si tratta di un albero di abete, che viene acquistato, grazie al denaro ricavato dalla festa o alle offerte di alcuni devoti, dai comuni vicini di Alessandria del Carretto o Terranova del Pollino, i cui boschi di alta montagna sono ricchi di questo magnifico esemplare arboreo. Qualche giorno prima della festa di Sant'Antonio, l'abete viene trasportato da un corteo di albidonesi per le vie principali del paese, accompagnato dal suggestivo suono di organetti, tamburelli e zampogne e viene posto in via Armando Diaz, attigua a Piazza Convento.

Nella festa di Sant'Antonio la "Ndinna" viene innalzata nella citata piazza, dopo essere stata addobbata nella cima con prodotti tipici (uova, vino locale, fichi secchi, "taralli", formaggio) e a volte con animali vivi (galli, agnelli, capretti). Dopo di che inizia l'ambita scalata dell'albero ad opera di alcuni giovani albidonesi, che cercano di raggiungere la cima dell'albero (assicurati delle dovute precauzioni di sicurezza), per gustare i suoi buoni prodotti, lanciare dall'alto (circa 15-20 metri) uova o fichi, nel tentativo di colpire qualche sfortunato spettatore e diventare il protagonista assoluto della festa di Sant'Antonio. Quando il coraggioso scalatore raggiunge la cima si assiste a scene molto divertenti, perché la gente gremita cerca di spostarsi in zone protette, al fine di evitare qualche tuorlo d'uovo sul vestito indossato per la festa. Dopo la scalata di diversi concorrenti, la "Ndinna" viene calata e viene trasportata per il paese nel suo rifugio, perché sarà utilizzata ancora l'anno seguente.
In passato l'abete veniva anche unto con oli o sapone, al fine di renderlo più scivoloso e meno facilmente scalabile; questa usanza è stata però ormai eliminata.
La festa si conclude nella tarda serata con uno spettacolo musicale finanziato dalle offerte ricavate dalla festa.

#### Festa della Madonna del Cafaro
Ogni anno, nella data del 15 agosto – ricordata dalla Chiesa come festa dell'Assunzione di Maria - la Badia del Cafaro diventa luogo di una particolare festa popolare che unisce sacro e profano e attrae tutta la popolazione di Albidona e dei paesi vicini, così devota da avere nel tempo donato alla Madonna monili d'oro, soldi e oggetti preziosi che costituiscono un tesoretto esistente e ben conservato da un apposito comitato del paese. Il tesoro viene esposto soltanto nel giorno della festa, ornando la statua.
La festa della Madonna il 15 agosto di ogni anno inizia con lo spostamento della statua dalla sua nicchia a uno spazio centrale più vicino all'assemblea e accessibile per la devozione dei fedeli che toccano la Madonna, pregano e lasciano ex voto.
Seguono la celebrazione della messa e una piccola processione che porta la statua adorna del suo tesoro lungo i sentieri delle campagne circostanti per invocare fertilità e buona annata. Poi la Madonna viene posta davanti alla chiesa (forse per restituirle il suo ruolo di Vergine Portinaia) e sul sagrato vengono messi all'incanto prodotti della terra e manufatti artigianali offerti dai fedeli, i cui proventi vanno a favore delle necessità di manutenzione e conservazione della Badia.

## Cultura

### Istruzione

#### Biblioteche

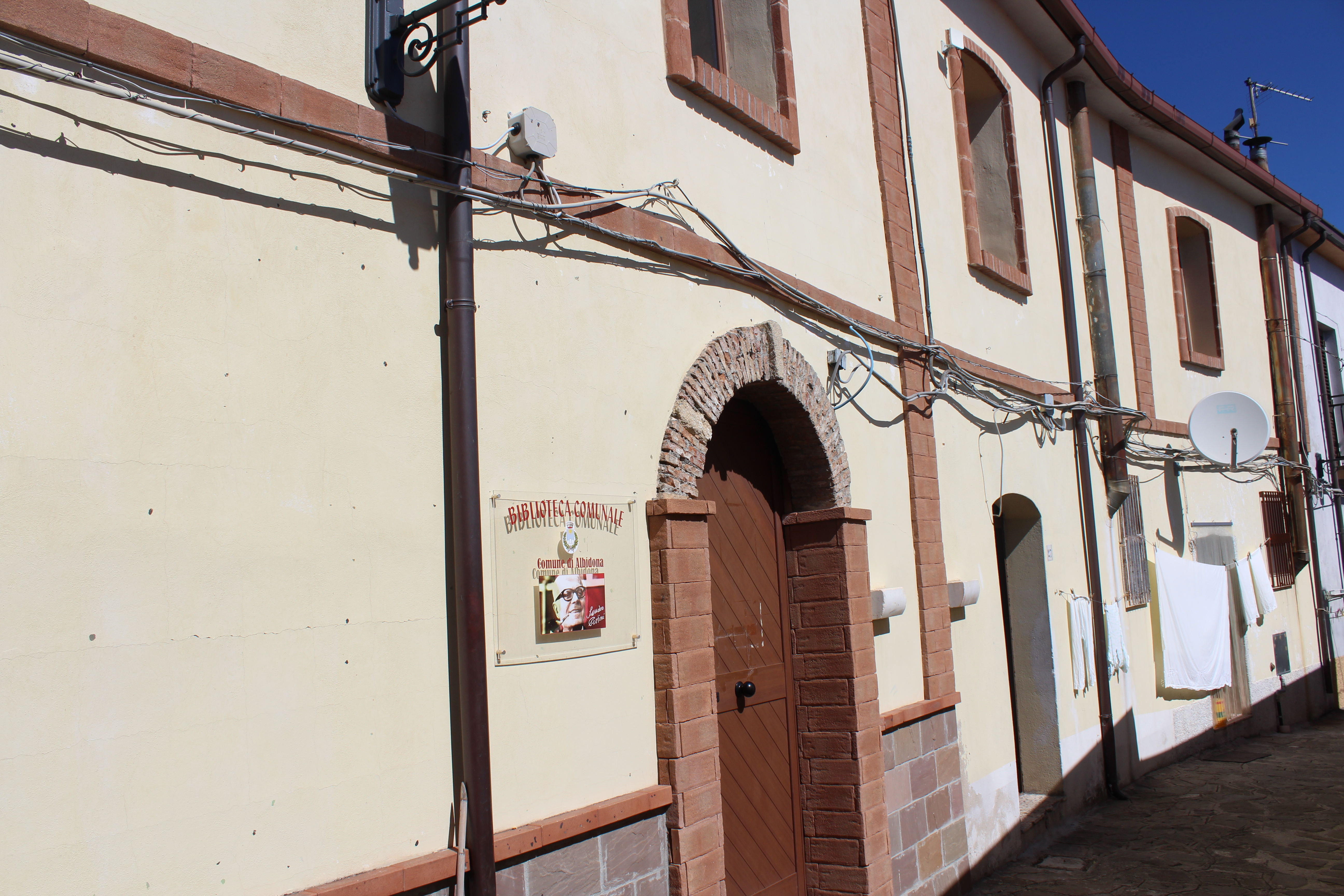
Biblioteca Comunale "Sandro Pertin

- La Biblioteca Comunale "Sandro Pertini" è stata istituita nel 2016, presso i locali della vecchia Casa comunale, sita in via Municipio, nel rione Castello. Precedentemente, la Biblioteca Comunale, istituita nel 1981, era collocata presso l'edificio Municipale, in vico II Principe Umberto.[161] L’istituto culturale contiene tra la documentazione una serie di volumi dedicati alla letteratura, alla musica, all’arte e alle scienze.[162] L'accesso è libero e gratuito. È possibile ospitare nei locali anche visite guidate e conferenze.[163]
- La Biblioteca "Torre di Albidona" è collocata all'interno della storica torre di avvistamento[106], nell'appendice litoranea del territorio albidonese. Pur essendo privata[164], si tratta di un importante luogo di ricerca, oltre che fornito archivio storico e letterario e centro di aggregazione culturale del comprensorio. Custodisce, fra le altre cose, numerosi volumi sulla Calabria e l’Alto Jonio e una preziosa cartografia dell’Italia antica.[109][110]

#### Scuole
Le scuole presenti ad Albidona sono 3:
- Scuola dell'infanzia;
- Scuola primaria;
- Scuola secondaria di primo grado.

Appartengono tutte all'istituto comprensivo "Corrado Alvaro" di Trebisacce.

### Cucina

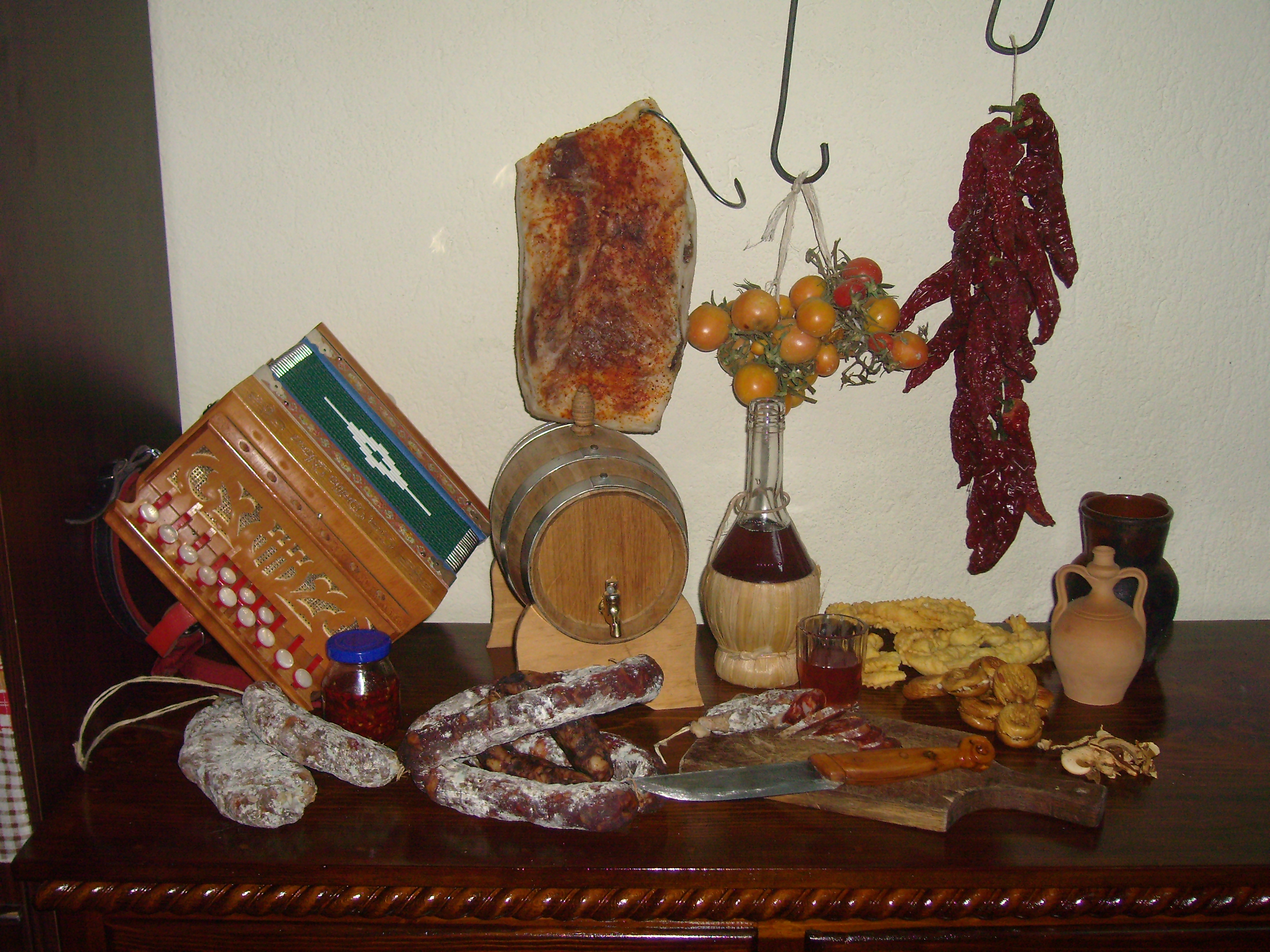
Prodotti tipici albidonesi

La cucina albidonese, pur essendo fortemente radicata nella tradizione calabro-lucana, presenta alcuni suoi tratti tipici o, comunque, rivisitazioni caratteristiche di pietanze della cultura gastronomica del suo comprensorio. Si tratta di una cucina semplice, caratterizzata tuttavia dalla presenza di sapori forti.
Per quanto riguarda la carne, domina il maiale, il cui allevamento in ambito familiare e la sua macellazione nel periodo invernale ancora oggi sono una costante in tutte le famiglie albidonesi. Oltre ai normali derivati dalla carne suina  (prosciutto crudo, soppressata, capicollo, pancetta, lardo, guanciale, costolette, cotiche, strutto, interiora, sanguinaccio dolce), si producono la cosiddetta gelatina (carne della testa, cotenna, aceto, aglio, alloro e peperoncino) e vari tipi di salsicce, che viene prodotta in varie specie: a sazizza bonë (formata da carne di prima qualità, ricavata dal filetto e dalla spalla), a sazizza grass (ricavata da carne magra e grassa), a sazzizz'i capë (con la carne spolpata della testa del maiale), a sazizz'i corë (formata dalle parti di cuore bollito e altre porzioni meno nobili), a nnuglië (costituita da pezzi di cotenna, carne grassa, lingua e pezzi di intestino, consumata principalmente arrostita).
Oltre al maiale, fanno parte della tradizione culinaria anche gli animali da latte da cui si ricavano formaggi tipici: il cacioricotta (u casiricott), il formaggio stagionato con i vermi (u cuàsë chimmisàtë), la ricotta fresca.
Per quanto riguarda i cereali, in passato, durante l'inverno, era comune sulle tavole la polenta (a frascàtiguë), cucinata con i fagioli rossi, con la salsiccia o con le uova sode.
Per quanto riguarda la pasta, sono tipici:
- i cavatelli (risckatièglië), cucinati con il sugo di pomodoro e con la ricotta stagionata grattugiata;
- i maccheroni al ferretto (firràzzuolë), cucinati con il sugo di carne (di gallo, agnello, capretto o maiale);
- le tagliatelle (gàghinë), tipicamente condite con i ceci e il pepe rosso cucinati nella “pignàta” di terracotta o con la “mollica” di pane oppure con il latte.

Diffuse anche la pizza (pitta), cotta in forno poco prima del pane soprattutto per testare la temperatura del forno (da qui il nome pitta provafuòrnë), in varie forme: pitta gusci; pitt cu lla pimmadòrë (con pomodori, peperoni e aglio); pitt cu gli frìttëlë (con i ciccioli), e frese, condite con pomodoro, olio, sale e origano.
Per quanto riguarda le pietanze tipiche delle festività, a Pasqua dominano la cullura e i pizzuòghë (consumati anche e soprattutto con pietanze salate) e i nghiùsë (calzoni ripieni con bieta, spinaci o ricotta); a Natale le fritture (crispell, chinnarichiguë, frasceglië, chinilètt).
Tra le pietanze tipiche della tradizione contadina, consumate spesso come piatti unici durante i lavori nei campi, come la mietitura o la raccolta delle olive, si ricordano:
- a minestr' i Paschë, detta così perché per tradizione cucinata nel periodo pasquale, costituita da peperoni, costole, salsiccia, uova, formaggio di toma (pallàcce) e asparagi;
- la stigliola (a stigliùguë), costituita da interiora di ovino o caprino con peperoni fritti o pomodoro;
- uova e cipolline (gov' e cipillìnë) o cipolline con la mollica;
- patate e peperoni (patàn' e chingarìcchjë), a volte inserite all'interno di una porzione di pane privata della "mollica" (ruòcciguë);
- zucca e uova (cucùzz e gòvë).

Per quanto riguarda i cibi conservati, sono tipici i serte di pomodori (anche quelli invernali, detti vernìlë) e di peperoni (chingarìcchjë), appesi sulla pertica (vìrighë); la frutta essiccata (soprattutto pere e fichi); i sottoli e i sottaceti, con funghi moretti (pisciacànë) o melanzane (a scapècë).

#### Salame crudo di Albidona

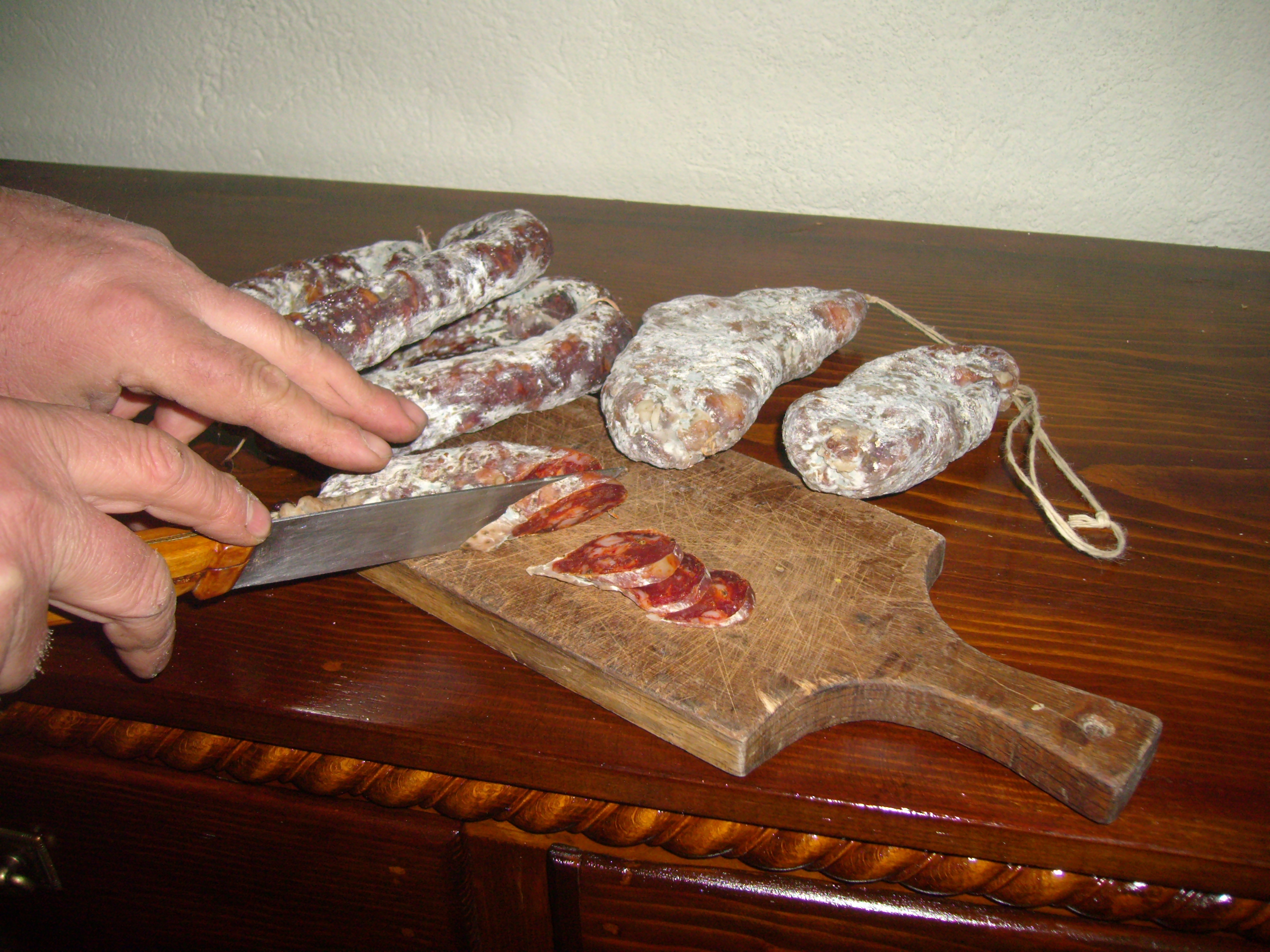
Salame crudo di Albidona

Albidona vanta uno dei prodotti tipici riconosciuti a livello nazionale nella lista dei Prodotti agroalimentari tradizionali calabresi: il salame crudo di Albidona.
Il prodotto è chiamato in dialetto albidonese sazizza, un insaccato di carne di maiale di forma allungata (15–25 cm), reso leggermente piccante dall'aggiunta di pepe nero e pepe rosso.
Viene prodotto nella stagione invernale (da dicembre a febbraio), quando avviene la macellazione dei maiali, allevati durante l'anno, soprattutto in ambito familiare. I suini vengono sezionati e si selezionano le diverse parti destinate a vari utilizzi (prosciutto stagionato crudo, capicollo, boccolaro).
La carne destinata a diventare salame viene impastata con sale, pepe nero e rosso e poi gli intestini dello stesso maiale vengono utilizzati per contenere la carne impastata che, stagionata, diventerà salame.
Può essere consumato subito dopo la preparazione (sazìzza 'rrïstùtë = salsiccia arrostita sulla brace) o dopo circa un mese da quando viene posto sulla pertica (a virïghë) ed è detta sazìzza ceròsë, ma può essere destinata al consumo anche dopo un tempo più prolungato di stagionatura (sazìzza tòstë).

## Infrastrutture e trasporti

### Strade
Il comune di Albidona è collegato ai paesi limitrofi (Alessandria del Carretto e Trebisacce) tramite la strada provinciale 153, il cui tratto Albidona-Trebisacce è stato costruito negli anni quaranta, mentre il tratto Albidona-Alessandria del Carretto è di più recente costruzione (anni sessanta).
La strada provinciale 153 si imbocca, nei pressi del quartiere Pagliara (o Bivio di Albidona o, nel gergo albidonese, Ponte) del comune di Trebisacce, nella strada statale 106 Jonica, che apre i collegamenti con la Basilicata orientale e la Puglia meridionale e con tutta la Calabria Jonica.
Inoltre, un breve tratto della SS 106 attraversa l'appendice litoranea del territorio albidonese, in località Piana della Torre o Piana di Albidona, dove è presente uno svincolo (Marina di Albidona) con il quale ci si immette nella strada interpoderale che conduce alla Torre di Albidona e raggiunge la SP 153, in zona Puzzoianni.
Con la costruzione del terzo megalotto della nuova SS 106, essa attraverserà il territorio albidonese per un tratto più esteso, poiché più discosta dal litorale rispetto all'odierno tracciato. Il progetto prevedeva in prima istanza anche uno svincolo per Albidona, direttamente imboccato dalla SP 153, tuttavia in seconda istanza è stato annullato.
Il tratto Albidona-Alessandria della SP 153 è collegato, invece, con la SP 154 (Serre di Tagliamano-Castroregio-Amendolara) e con diverse strade interpoderali, che raggiungono i comuni calabresi di Plataci, San Lorenzo Bellizzi, la frazione Farneta (dalla quale si raggiunge la strada statale 481 della Valle del Ferro) e i comuni lucani di Terranova del Pollino e San Paolo Albanese, aprendo l'accesso al Pollino orientale.

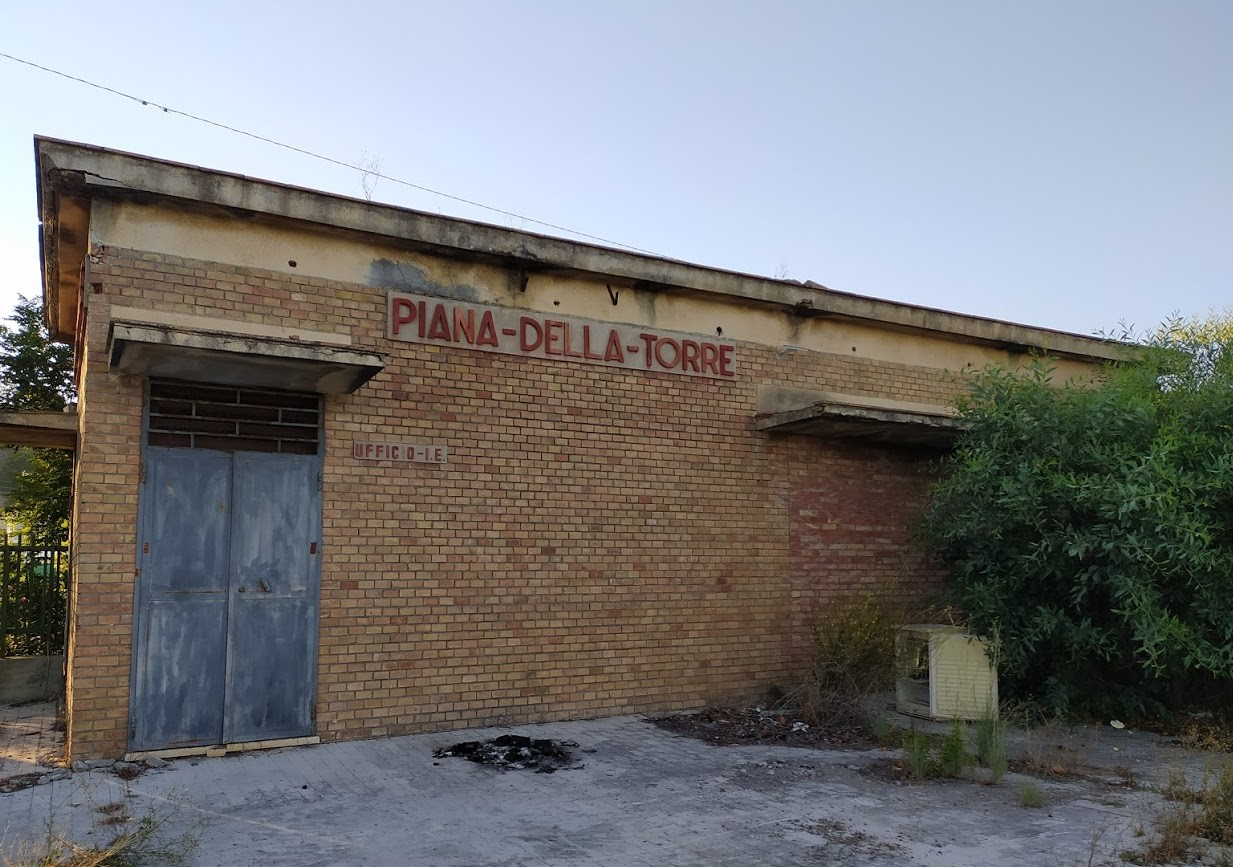
Stazione di Piana della Torre.

### Ferrovie
La stazione ferroviaria più vicina si trova a Trebisacce, a 12 km di distanza, raggiungibile tramite la Strada Provinciale 153; essa, appartenente alla Ferrovia Jonica è gestita da RFI e si trova al 107º Km da Taranto.
In passato, la stazione ferroviaria che serviva ufficialmente il comune di Albidona era quella di Piana Della Torre, in territorio di Trebisacce, posta al chilometro 102+840 da Taranto. Essa è ormai soppressa e non effettuata servizio viaggiatori da molti anni (il fabbricato di stazione esiste ancora e reca il nome della località Piana della Torre)

## Amministrazione
Segue un elenco delle amministrazioni locali.
| Periodo | Periodo   | Primo cittadino                                                | Partito                       | Carica                            | Note    |
| ------- | --------- | -------------------------------------------------------------- | ----------------------------- | --------------------------------- | ------- |
| 1865    | 1870      | Nicolantonio Chidichimo                                        |                               | Sindaco                           | [ 172 ] |
| 1870    | 1870      | Pasquale Ferraro                                               |                               | Sindaco                           |         |
| 1870    | 1871      | Luigi Chidichimo, Gaetano Rago e Francesco Gatto               |                               | Assessori funzionanti da sindaco  | [ 175 ] |
| 1871    | 1873      | Giovanbattista Marini                                          |                               | Sindaco                           | [ 176 ] |
| 1874    | 1877      | Luigi Chidichimo                                               |                               | Sindaco                           |         |
| 1877    | 1877      | Francesco Gatto                                                |                               | Assessore funzionante da sindaco  |         |
| 1878    | 1883      | Francesco Gatto e Luigi Chidichimo                             |                               | Assessori funzionanti da sindaco  |         |
| 1883    | 1885      | Leonardo Oriolo e Pasquale Chidichimo                          |                               | Sindaco                           |         |
| 1885    | 1905      | Francesco Gatto                                                |                               | Sindaco                           | [ 174 ] |
| 1905    | 1910      | Angiolo Chidichimo                                             |                               | Sindaco                           |         |
| 1910    | 1911      | Luigi Prinsi                                                   |                               | Prosindaco                        |         |
| 1911    | 1912      | Pietrantonio Ferrari                                           |                               | Sindaco                           |         |
| 1912    | 1914      | Francesco Cospito e Luigi Martino                              |                               | Delegati funzionanti da sindaco   |         |
| 1914    | 1919      | Francescantonio Scaravaglione                                  |                               | Sindaco                           |         |
| 1919    | 1922      | Francesco Oriolo, Leonardo Tucci, Vincenzo Mele e Pietro Rizzo |                               | Assessori funzionanti da sindaco  |         |
| 1922    | 1926      | Luigi Chidichimo                                               |                               | Sindaco                           |         |
| 1926    | 1928      | Luigi Chiarelli                                                |                               | Podestà                           | [ 181 ] |
| 1928    | 1930      | Luigi Chidichimo                                               |                               | Commissario prefettizio           | [ 182 ] |
| 1930    | 1931      | Giuseppe Mele                                                  |                               | Commissario prefettizio           |         |
| 1931    | 1933      | Angelo Manfredi                                                |                               | Commissario prefettizio           |         |
| 1933    | 1934      | Carlo Suriano                                                  |                               | Commissario prefettizio           |         |
| 1934    | 1934      | Salvatore Dramisino                                            |                               | Commissario prefettizio           | [ 183 ] |
| 1934    | 1935      | Pietro Luci                                                    |                               | Commissario prefettizio           |         |
| 1935    | 1937      | Salvatore Dramisino                                            |                               | Commissario prefettizio e podestà | [ 183 ] |
| 1937    | 1938      | Giuseppe Rizzo                                                 |                               | Commissario prefettizio           |         |
| 1938    | 1945      | Salvatore Dramisino                                            |                               | Commissario prefettizio           | [ 183 ] |
| 1945    | 1947      | Luigi Chidichimo                                               | Fronte dell'Uomo Qualunque    | Sindaco                           | [ 184 ] |
| 1947    | 1948      | Francesco Saverio Ferraro                                      | Democrazia Cristiana          | Assessore funzionante da sindaco  |         |
| 1948    | 1952      | Luigi Chidichimo                                               | Fronte dell'Uomo Qualunque    | Sindaco                           | [ 185 ] |
| 1952    | 1955      | Francesco Saverio Ferraro                                      | D.C.                          | Sindaco                           | [ 186 ] |
| 1955    | 1964      | Salvatore Dramisino                                            | D.C.                          | Sindaco                           | [ 183 ] |
| 1964    | 1969      | Antonio Mundo                                                  | Partito Socialista Italiano   | Sindaco                           | [ 187 ] |
| 1969    | 1970      | Francesco Martino                                              | P.S.I.                        | Sindaco                           |         |
| 1970    | 1975      | Bruno Motta                                                    | P.S.I.                        | Sindaco                           |         |
| 1975    | 1980      | Pasquale Santo Ippolito                                        | P.S.I.                        | Sindaco                           |         |
| 1980    | 1983      | Rocco Giuseppe Ferri                                           | P.S.I.                        | Sindaco                           | [ 188 ] |
| 1984    | 1995      | Vincenzo Aurelio                                               | Lista civica                  | Sindaco                           |         |
| 1995    | 1996      | Rosario Sangineto                                              | Lista civica                  | Sindaco                           | [ 191 ] |
| 1996    | 2006      | Vincenzo Leonetti                                              | Lista civica                  | Sindaco                           |         |
| 2006    | 2016      | Salvatore Aurelio                                              | Lista civica                  | Sindaco                           |         |
| 2016    | 2021      | Filomena Di Palma                                              | Lista civica "Insieme si può" | Sindaco                           | [ 192 ] |
| 2021    | in carica | Leonardo Aurelio                                               | Lista civica                  | Sindaco                           |         |

## Sport

### Calcio
La squadra di calcio del paese è l'A.S.D. Nuova Albidona, nata dalle ceneri dell'A.S.D. F.C. Albidona, già fondata nel 1983 con il nome di Polisportiva Albidona, che militò dal 2008 al 2012 in Prima categoria.
La squadra disputa gli incontri nel campo sportivo comunale, posto al decimo chilometro della provinciale Trebisacce-Albidona. Si tratta di un campo in terra battuta costruito negli anni settanta, con dimensioni regolamentari (95x50 m), modernizzato e a norma per le categorie dilettantistiche a livello regionale, e possiede, solo lungo la curva nord-occidentale, limitati spalti in cemento non coperti; la tribuna nord-orientale è priva di spalti, ma è divisa in due zone separate da una lunga inferriata e cancellate, utilizzate rispettivamente una dal pubblico locale e l'altra dal pubblico ospite.